# Zabranjena ljubav (4. sezona)
Četvrta sezona serije Zabranjena ljubav je emitovana od 3. septembra 2007. godine do 3. aprila 2008. godine i broji 149 epizoda.

## Opis
U četvrtoj sezoni su se Biserka i Iva odselile u Australiju, Nikola je otišao iz Hrvatske, a u Zagreb je došla Juretova ćerka Mirna.

## Uloge

### Glavne
- Vesna Tominac Matačić kao Karolina Novak
- Maja Petrin kao Dunja Barišić
- Vladimir Tintor kao Franjo Barišić
- Mario Valentić kao Borna Novak
- Vanja Matujec kao Biserka Lončar (epizode 1-60)
- Marija Kobić kao Iva Lončar (epizode 1-60)
- Dejan Marcikić kao Igor Carević
- Danira Gović kao Angelina Kovač
- Anđela Ramljak kao Marijana Benčić
- Antonija Šola kao Tina Bauer
- Zoran Gogić kao Jure Šarić
- Marko Čabov kao Nikola Benčić (epizode 1-60)
- Lorena Nosić kao Mirna Šarić (epizode 61-149)
- Jozo Šuker kao Antun Benčić
- Robert Plemić kao Luka Laušić
- Frano Lasić kao Marinko Ružić
- Nada Roko kao Nada Barić

### Epizodne
- Anita Beriša kao Petra Novak (epizode 3-5, 7-11, 14, 16-20, 23-24, 27, 29-30, 32-34, 36-37, 40-44, 46-49, 51-70, 72-74, 76-97, 99-100, 103-106, 108-110, 112-113, 116-121, 123-129, 131-139, 143-147, 149)
- Jelena Perčin kao Ana Fijan (epizode 50-52)
- Mario Mlinarić kao Jakov Barišić (epizode 5-7, 9-42, 45-47, 58, 62-71, 73-76, 81, 83-86, 88-107, 110, 113, 116-118, 120-130, 132-153, 137-142, 144-149)

## Epizode
| Бр. еп. (укупно) | Бр. еп. (у сезони) | Наслов          | Редитељ           | Сценариста | Премијера          |
| --- | ------------------ | --------------- | ----------------- | --- | ------------------ |
| 611 | 1                  | „Epizoda 4.1”   | Bernarda Fruk     | Josie Ward, Tomislav Štefanac, Ivana Milković, Aleksandar Krištek, Milijan Ivezić, Tomislav Hrpka, Inge Privora, Alan Čubrilo, Iva Ilakovac i Ivana Mišetić               | 3. septembar 2007  |
| Kada je shvatio da je Nikola spreman da da pismo policiji kako bi oslobodio Antuna, Borna je na sve načine krenuo da ga nagovara da to odloži samo dok Ana ne pređe granicu. Iva je rekla Luki da ga voli, ali kada je shvatila da on neće moći da joj uzvrati ljubav zbog zaveta, Iva je besna otišla. Igor je nastavio put sa svojim ortakom kamiondžijom, ali je u neko doba nešto počelo da lupa u prikolici. Igor nije ni slutio da je u prikolici Marijana sa još nekoliko devojaka. Bruno je obišao Antuna, ali se obilazak zamalo završio tučom zbog Antunovog izazivanja. Dunja i Franjo su došli u salon, a Angelina ih je ostavila nasamo jer je shvatila da žele da razgovaraju o nečem ličnom. Karolina se ponovo pojavila u vinariji i još više trovala Jureta, međutim, on nije popustio. Kada je posumnjao da nešto nije u redu u prikolici i izašao napolje, Igora je kamiondžija ostavio na putu. Bruno je posetio Antuna i otkrio mu ko ga je prijavio. Luka i Iva su sreli Nikolu i Bornu na pumpi pa su se sa njim vratili u Beograd. Dok je Nikola okrenuo leđa Borni da bi zatvorio vrata sobe u vili Novakovih, Borna je izvadio šibicu i zapalio Anino pismo. |                    |                 |                   | |                    |
| 612 | 2                  | „Epizoda 4.2”   | Bernarda Fruk     | Josie Ward, Tomislav Štefanac, Ivana Milković, Aleksandar Krištek, Milijan Ivezić, Tomislav Hrpka, Inge Privora, Alan Čubrilo, Iva Ilakovac i Ivana Mišetić               | 4. septembar 2007  |
| Karolina je ušla na vreme kako bi sprečila Bornu i Nikolu da se potuku, a od Borne je saznala da je Ana otišla iz zemlje zauvek sa Gabrijelom. Marinko je ispitivao Luku o njegovom putu sa Ivom, ali mu se njegova priča činila sumnjivom. Brunova ponovna poseta Antuna je ponovo zamalo ishodila tučom, a kasnije je i Nikola došao da poseti brata i rekao mu da je imao Anino priznanje u rukama. Karolina se ponovo pojavila u vinariji. Kada joj je jedna od devojaka dala jaknu, Marijana je u njoj našla šibice pa je zapalila neke kutije koje su bile u prikolici i onda je iskoristila nepažnju kaminodžije i pobegla. Biserka se raspitala kod Borne i Tine da li znaju nešto o Ani, ali se Borna pravio da ne zna. Posle je otišla kod Dunje na manikir, a Goran se kao slučajno zatekao tamo posle nje. Ubrzo je došla i Karolina. Nikola je došao u Igorov i Antunov stan da potraži Marijanu, ali je tamo zatekao samo njen mobilni. Tina je počela da brine zbog Čarlija. Igor je uspeo da se vrati kući. Nikola je došao kod Tine i pred Bornom je otvoreno pitao da li je istina da je ona prijavila Antuna. Iva je Igoru pala u zagrljaj. |                    |                 |                   | |                    |
| 613 | 3                  | „Epizoda 4.3”   | Bernarda Fruk     | Josie Ward, Tomislav Štefanac, Ivana Milković, Aleksandar Krištek, Milijan Ivezić, Tomislav Hrpka, Inge Privora, Alan Čubrilo, Iva Ilakovac i Ivana Mišetić               | 5. septembar 2007  |
| Nikola je besno otišao od Tine i Borne, međutim, i da lje ga je mučilo to što ne zna gde je Marijana pa je rekao Igoru kada su bili u vinariji da je Ive pozove, a Igor je tada od njega saznao i za Ivin i Lukin "izlet". Zbog toga je posle otišao u kafić i ponovo se posvađao sa Ivom. Sa Marinkom je razgovarao o tome šta se desilo tokom puta i o lupnjavi u kamionu i molio ga da mu ne daje otkaz. Marinko mu je obećao da će razgovarati sa Berislavom. Angelina je u salonu pronašla odeću za bebe pa je posle počela da saleće Dunju da joj dozvoli da bude dadilja detetu i da smisli ime, ali je shvatila da od toga nema ništa kada joj je Dunja rekla šta joj je lekar rekao. Karolina je bila kod Gorana na "pregledu" i tada mu je napunila glavu lažima da Jure vara Biserku i da je i nju pokušao da zavede. Tina je odlučila da nađe Antunu zastupnika, ali je Borna bio protiv toga jer to bi time navukla na sebe novinare koji bi ko zna šta napisali povodom toga. Jure je počeo sa Nikolom i Igorom da sprema predstavljanje novog vina. Biserku i dalje muči to što ne zna gde je Ana. Marijana se vratila kući pa je ubrzo otišla kod Nikole i tamo naletela na Bornu i napala ga da je zbog njega bila oteta i završila u kamionu sa ruskinjama.Pojava Petre Novak. |                    |                 |                   | |                    |
| 614 | 4                  | „Epizoda 4.4”   | Bernarda Fruk     | Josie Ward, Tomislav Štefanac, Ivana Milković, Aleksandar Krištek, Milijan Ivezić, Tomislav Hrpka, Inge Privora, Alan Čubrilo, Iva Ilakovac i Ivana Mišetić               | 6. septembar 2007  |
| Borna je ubedio Nikolu i Marijanu da im pomogne da izvuku Antuna iz zatvora i objasnio im je kako će to uraditi. Zatim su otišli kod Tine i na jedvite jade je ubedili da nosi mikrofon kada se bude sastala sa Brunom kako bi otkrili njegova muljanja sa Čarlijem. Berislav je Marinku na posredan način rekao da da otkaz Igoru što je on posle i učinio. Jure, Biserka, Luka, Iva i Igor su napravili nadi iznenađenje zbog rođendana u vinariji, a Marinko ju je posle tamo doveo. Međutim, kada je saznao da su Luka i Iva bili na Plitvicama, a ne u Karlovcima, Igor je napao Luku. Bruno je došao kod Tine da razgovaraju, ali je u toku razgovora otkrio da ona nosi mikrofon pa ju je napao.Pojava Petre Novak. |                    |                 |                   | |                    |
| 615 | 5                  | „Epizoda 4.5”   | Bernarda Fruk     | Josie Ward, Tomislav Štefanac, Ivana Milković, Aleksandar Krištek, Milijan Ivezić, Tomislav Hrpka, Inge Privora, Alan Čubrilo, Iva Ilakovac i Ivana Mišetić               | 7. septembar 2007  |
| Marijana, Borna i Nikola su izleteli i uspeli da savladaju i uhapse Bruna i predaju ga policiji. Nikola i Marijana se se pomirili sa Tinom i Bornom. Borna je kasnije rekao Tini da sada moraju dobro da paze na Čarlija jer su mu prekinuli vezu sa policijom. Nadin rođendan se završio krahom kada su Marinko, Jure i Biserka izneli optužbe oko toga da li laže Igor ili Luka i da li je Luka stvarno izazvao tuču njih dvojice. Posle ovoga je Nadin i Ivin odnos malo zahladneo. Dunja je pokazala Franju nalaze lekara koji potvrđuju da ne mogu da imaju dece, a Franjo ju je onda odveo na romantičnu večeru kako bi je bar malo oraspoložio i tamo joj predložio da ponovo podnesu hartije za usvajanje deteta. Ivinu i Igorovu svađu u dnevnoj sobi su Biserka i Jure čuli u svojoj spavaćoj sobi jer su bili glasni. Antun je pušten iz zatvora pa su on, Nikola i Marijana nazdravili tim povodom. Ubrzo se u stanu pojavila i Megi koja je otvoreno optužila Antuna da joj je strpao oca u zatvor, ali su joj Antun i Marijana objasnili čime se Bruno u stvari bavio pa je ona tužna i razočarana otišla. Antun je kasnije otišao kod Tine i rekao joj da je ona za njega sada mrtva. Zbog svega što se desilo i zbog netrpeljivosti među Lukom i Igorom, Nada je odlučila da da Ivi otkaz.Pojava Petre Novak i Jakova Barišića. |                    |                 |                   | |                    |
| 616 | 6                  | „Epizoda 4.6”   | Milivoj Puhlovski | Steven Ivan Zanoški, Tomislav Štefanac, Ivana Milković, Aleksandar Krištek, Milijan Ivezić, Tomislav Hrpka, Inge Privora, Alan Čubrilo, Iva Ilakovac i Ivana Mišetić      | 10. septembar 2007 |
| Nada je objasnila Ivi da je otkaz morala da joj da kako bi zaštitila svoju porodicu. Kada je od Ive saznala da je dobila otkaz, Biserka je otišla kod Nade da porazgovar sa njom o tome, a njihovu raspravu je prekinuo Marinko. Biserka je potom otišla. Antun je odveo Tinu da objasni sve Megi, a ona je nevoljno pristala. Megi je posle razgovora i dalje ostala hladna, ali malo smekšana. Dok su sedeli kod Tine kući, Borni i Jakovu se pojavio Čarli koji je odlučio da tu sačeka Tinu da se vrati. Igor se razočarao kada je saznao da je Iva dobila otkaz. Dunja je rekla Franju da je rešila da ode kod specijaliste na pregled pa je ostavila Angelini salon na čuvanje dok je tamo. Krešo je ponudio Marijani da pređe kod njega u Odeljenje za organizovani kriminal. Kada se vratila kući, Tina je shvatila da je u ozbiljnoj opasnosti jer je Čarli povećao svotu novca koju mu ona i Borna duguju, a povrh svega joj je otvoreno zapretio jer sumnja da je ona poslala Marijanu u klub.Pojava Jakova Barišića. |                    |                 |                   | |                    |
| 617 | 7                  | „Epizoda 4.7”   | Milivoj Puhlovski | Steven Ivan Zanoški, Tomislav Štefanac, Ivana Milković, Aleksandar Krištek, Milijan Ivezić, Tomislav Hrpka, Inge Privora, Alan Čubrilo, Iva Ilakovac i Ivana Mišetić      | 11. septembar 2007 |
| Čarli je otišao, a Tina, Borna i Jakov su ostali zapanjeni i preplašeni jer nisu znali kako da se reše Čarlija sve dok Jakov nije izneo svoj predlog za to. Kada je od Nade saznao da je Iva dobila otkaz, Luka je pobesneo i rekao da neće dolaziti više u kafić i da Nada vrati Ivu na posao. Marinko je tom prizoru bio samo nemi posmatrač. Tina je spalila oporuku kojom ju je Bruno ucenjivao. Nakon što je Borna rekao Tini da je Karolina kupila "Zen kozmetiku", on se osetio blago preplašeno kada mu je Tina rekla da ga je Karolina kupila novcem koji joj je ukrala (samo što nije znala da ga je u stvari ukrao Borna). Posle Krešove posete i kratkog Marijaninog razgovora sa njim, Antun je pomislio da je on bio tu da je prosi, ali je Marijana njemu i Nikoli objasnila da je u stvari dobila ponudu da radi za Odeljenje za organizovani kriminal. Mađutim, Nikola i Antun su se protivili tome da ona tamo pređe zbog opasne prirode posla. Dunja je ponovo bila kod ginekologa. Franjo je razgovarao sa Jakovom o svojoj i Dunjinoj teškoći, a kasnije je rekao Dunji za razgovor. Marijana je prihvatila Krešovu ponudu. Borna je zamolio Karolinu da mu pozajmi novac, ali od nje nije dobio ništa. Igor je odlučio da se preseli kod Lončarevih. Marijana je poštom dobila svoju sliku na kojoj je bio izgreban znak "X".Pojava Jakova Barišića. |                    |                 |                   | |                    |
| 618 | 8                  | „Epizoda 4.8”   | Milivoj Puhlovski | Steven Ivan Zanoški, Tomislav Štefanac, Ivana Milković, Aleksandar Krištek, Milijan Ivezić, Tomislav Hrpka, Inge Privora, Alan Čubrilo, Iva Ilakovac i Ivana Mišetić      | 12. septembar 2007 |
| Nikola je postao zabrinut za sliku, ali je Marijana mislila da se to Igor ili Antun šale sa njom, međutim, Antun joj je kada je došao objasnio da ni on ni Igor nemaju veze sa tim. Marijana je posle besna otišla kod Borne i Tine i rekla im da kažu Čarliju da ga se ne boji. Karolina je saznala da je Iva dobila otkaz. Kada je Marinko pitao Nadu zašto ne zaposli još nekog, Antun je rekao da njemu treba posao. Borna se sastao sa Čarlijem i rekao mu da Marijani neko šalje preteća pisma i da je uverena da je to on. Igor i Iva su saopštili Biserki i Juretu da će Igor živeti kod njih. Luka i Petra su odlučili da naprave dobrotvorni maraton. Iva je prilkom ljuljanja pala sa ljuljaške i povredila koleno pa je Luka odlučio da joj on to dezinfikuje. Borna je došao kod Marijane i saopštio joj da Čarli nema nikakve veze sa pretećom porukom. Karolina se ušunjala Goranu u stan prilikom čega je čula Biserkinu poruku na sekretarici. Dok je šetala sa Krešom, Marijana je videla da joj je na vetrobranu kola sprejom napisana reč "Drukara" pa je shvatila ko joj je poslao sliku. Dok su Iva i Luka sedeli u njegovoj sobi, na vrata je pokucao otac Julijan.Pojava Petre Novak. |                    |                 |                   | |                    |
| 619 | 9                  | „Epizoda 4.9”   | Milivoj Puhlovski | Steven Ivan Zanoški, Tomislav Štefanac, Ivana Milković, Aleksandar Krištek, Milijan Ivezić, Tomislav Hrpka, Inge Privora, Alan Čubrilo, Iva Ilakovac i Ivana Mišetić      | 13. septembar 2007 |
| Iva se sakrila iza vrata, a Luka je odglumio kao da je tek stigao, a otac Julijan mu je rekao da je pozvan u Vatikan na posdiplomske studije. Karolina je lukavo predložila Petri da na dobrotvorno tenisko takmičenje pozovo pokrovitelje i osobe iz džet seta, a onda je prvo okrenula Jureta i pozvala njega i Biserku tamo. Jure je pristao. Kada je čula za takmičenje i da će tamo biti "budže", Tina je ubedila Jakova da joj tamo (po ko zna koji put) izigrava ličnog paparaca kako bi se progurala na tržište i rekla mu je da pozove i Dunju i Franja tamo. Iva je uhvatila Igora u krađi pa je pobesnela na njega. Na takmičenju je Tini spala majca pa je ostala u toplesu. Među Benčićima i dalje vlada napetost zbog Marijaninog novog posla. Kada su izgubili okršaj od Karoline i Gorana, Jure je besno bacio reket o pod, a on se odbio i slučajno pogodio Biserku u slepoočnicu.Pojava Petre Novak i Jakova Barišića. |                    |                 |                   | |                    |
| 620 | 10                 | „Epizoda 4.10”  | Milivoj Puhlovski | Steven Ivan Zanoški, Tomislav Štefanac, Ivana Milković, Aleksandar Krištek, Milijan Ivezić, Tomislav Hrpka, Inge Privora, Alan Čubrilo, Iva Ilakovac i Ivana Mišetić      | 14. septembar 2007 |
| Biserka i Jure su se vratili kući, a Karolina je kod Nade u kafiću utuvila Goranu u glavu da Jure zlostavlja Biserku. Borna i Jakov nisu mogli da prestanu da se sprdaju sa Tininim krahom. Nikola se preselio kod Antuna i Marijane. Luka je rekao Nadi i Marinku za studije. Tina je saopštila Borni i Jakovu da je jedini način da se reše Čarlija njena uspešna karijera. U novinama je izašao članak o Tininoj blamaži na takmičenju. Igor je odlučio da plastične i staklene ambalaže prodaje i tako zaradi sa strane. Petra je došla kod Tine i ona je tada videla da su njene slike izašle u novinama, a njeno reagovanje na to ja navelo Jakova da je ispita kako su slike dospele tamo, a Tina je priznala da ih je ona poslala. Karolina je kod Nade u kafiću naletela na Jureta i naslađivala se zbog Biserke. Otac Julijan je u parku video Luku i Ivu na vrtešci i ispravno je zaključio da nešto među njima postoji. Biserka je otišla kod Gorana i jasno mu stavila do znanja da će se udati za Jureta i da on nije zlostavljač. Međutim, njihov razgovor se završio lošije nego očekivano jer se na vratima pojavila Karolina kako bi mu vratila reket koji je zaboravio.Pojava Petre Novak i Jakova Barišića. |                    |                 |                   | |                    |
| 621 | 11                 | „Epizoda 4.11”  | Dinko Paleka      | Steven Ivan Zanoški, Tomislav Štefanac, Ivana Milković, Aleksandar Krištek, Milijan Ivezić, Tomislav Hrpka, Inge Privora, Alan Čubrilo, Iva Ilakovac i Ivana Mišetić      | 17. septembar 2007 |
| Biserka je otišla od Gorana, a kasnije je zamalo oborila Nadi poslužavnik iz ruku kada je došla u kafić gde je zatekla Karolinu i Jureta za šankom pa je otišla sa Juretom. Otac Julijan je razgovarao sa Lukom o njegovom odnosu sa Ivom i prema crkvi. Kada je od Nade saznao za Lukino usavršavanje u Vatikanu, Marinko je planuo što su se taman sastali posle trideset godina, a ona ga sad ponovo šalje od njih. Angelina nije mogla da veruje kako je Tina reagovala oko slika kada joj je Jakov ispričao. Franjo i Dunja su bili kod lekara, a kad su se vratili, ispričali su Jakovu i Angelini da je ona počela da uzima hormone kako bi mogla da ostane u drugom stanju. Jakov je tim povodom odlučio da napravi jednu porodičnu sliku Franja, Dunje i Angeline. Biserka je došla u vinariju i rekla Juretu da je bila kog Gorana. Razgovor je doprineo da se njih dvoje pomire. Dunja je očajna zbog toga što možda nikada neće moći da postane majka otvoreno pitala Franja zašto ne nađe ženu koja može to da bude.Pojava Petre Novak i Jakova Barišića. |                    |                 |                   | |                    |
| 622 | 12                 | „Epizoda 4.12”  | Dinko Paleka      | Steven Ivan Zanoški, Tomislav Štefanac, Ivana Milković, Aleksandar Krištek, Milijan Ivezić, Tomislav Hrpka, Inge Privora, Alan Čubrilo, Iva Ilakovac i Ivana Mišetić      | 18. septembar 2007 |
| Franjo je rekao Dunji da za njega ne postoji ni jedna druga. Tina je počela da čuva isečke iz novina o svom "blamu". Igor je zamolio Marijanu da mu pozajmi malo novca, ali je ona odbila jer je znala da hoće da se kladi. Dok su sedeli kod Nade u kafiću, Jakov je otvoreno rekao Tini da smatra da joj onaj "egzibicionizam" nije trebao, ali se ona na to nije obazirala jer je uživala u pogledima ostalih gostiju. Marinko i Luka su ponovo razgovarali o njegovom odlasku u Vatikan, a Nada je smatrala da Marinko u njegovu odluku ne treba da se meša. Čarli je posetio Tinu i porazgovarao sa njom o dugu. Igor je pitao Nikolu i Jureta kada bi legla plata, ali prvi nije hteo, a drugi nije znao da mu kaže. Posle još jednog Karolininog trovanja pričom, Goran je došao kod Biserke kako bi porazgovarali o Juretu pa ju je na kraju poljubio.Pojava Jakova Barišića. |                    |                 |                   | |                    |
| 623 | 13                 | „Epizoda 4.13”  | Dinko Paleka      | Steven Ivan Zanoški, Tomislav Štefanac, Ivana Milković, Aleksandar Krištek, Milijan Ivezić, Tomislav Hrpka, Inge Privora, Alan Čubrilo, Iva Ilakovac i Ivana Mišetić      | 19. septembar 2007 |
| Biserka je lupila Goranu šamar i izbacila ga iz stana. Kada se Jakov vratio kući, Čarli je odlučio da ide. Kada se vratio sa podužeg sastanka, Jure je Biserki doneo kitu cveća kao znak pažnje jer je bila strpljita. Tina se pokajala zbog slikanja. Marinko je došao kod Ive kako bi porazgovarao o Lukinom odlasku u Vatikan. Tina je dobila ponudu da se slika gola za jedan časopis. Igor je odlučio da lažira bolest kako ne bi morao da ide na posao već sa Antunom u kladionicu. Iva je došla u crkvu kako bi porazgovarala sa Lukom. Tina je rekla Borni i Jakovu za ponudu za slikanje. Jakov je bio protiv toga, a Borna za. Dok se vraćala iz crkve, Iva je naletela na Antuna i Igora dok su nosili kese sa đubretom. Kada je naplatio te kese, Igor se kladio, ali nije dobio. Nada je došla kod Ive da porazgovaraju o Luki.Pojava Jakova Barišića. |                    |                 |                   | |                    |
| 624 | 14                 | „Epizoda 4.14”  | Dinko Paleka      | Steven Ivan Zanoški, Tomislav Štefanac, Ivana Milković, Aleksandar Krištek, Milijan Ivezić, Tomislav Hrpka, Inge Privora, Alan Čubrilo, Iva Ilakovac i Ivana Mišetić      | 20. septembar 2007 |
| Karolina je prekinula Biserkin i Juretov prijatan boravak kod Nade u kafiću. Kasnije se Biserka sama sastala sa Karolinom i zahvalila joj što nije rekla Juretu da je bila kod Gorana. Tina je navalila da je Jakov slika golu za časopis, ali on to nikako nije hteo. Marinko i Nada su se sukobili jer je ona bila kod Ive. Luka i otac Julijan su ponovo razgovarali o njegovom odlasku u Vatikan prilikom čega mu je otac Julijan rekao da će ubrzo morati da odluči. Petra je na Jakovov nagovor razgovarala sa Tinom o slikanju, a Jakovove nade da slikanje neće biti su pale u vodu kada mu je Tina posle rekla da je posle razgovora sa Petrom još čvršće odlučila da se slika. Posle razgovora sa Nikolom o flašama vina, Igoru je sinula jedna zamisao pa je pozvao Antuna koji je preko Marinka nabavio kombi kako bi te stare flaše odneli i prodali. Karolina je rekla Juretu da je Biserka bila kod Gorana. Kada je od Ive čula za Nadinu "posetu", Biserka je sa njom otišla u kafić i tamo je došlo do otvorene svađe sa Nadon, a Marinko i Iva u prvi mah nisu mogli ništa, a onda je Iva svađu odlučno prekinula. Posle je razgovarala sa Lukom i odlučno mu rekla da mora da Ide u Vatikan i da je zaboravi.Pojava Petre Novak i Jakova Barišića. |                    |                 |                   | |                    |
| 625 | 15                 | „Epizoda 4.15”  | Dinko Paleka      | Steven Ivan Zanoški, Tomislav Štefanac, Ivana Milković, Aleksandar Krištek, Milijan Ivezić, Tomislav Hrpka, Inge Privora, Alan Čubrilo, Iva Ilakovac i Ivana Mišetić      | 21. septembar 2007 |
| Jure i Biserka su se ponovo posvađali zbog Karolininih lagarija, ali su se ubrzo pomirili. Karolini se nije dopao Franjov novi proizvod za "Zen kozmetiku". Jakov je sve spremio da slika Tinu, ali je ona odustala jer je on sproveo svoj lukavi plan u kome mu je Borna, iako nevoljno, pomogao. Nikola je javio Juretu da su im pokradene flaše za vine iz vinarije. Tinina pesma je završila na 7. mestu lestvice. Marinko je objasnio Nadi zašto se nije mešao kada se raspravljala sa Biserkom. Luka im je rekao da je posle razgovora sa ocem Julijanom ipak odlučio da ostane u Zagrebu. Jure je imao četiri napada čira: prvi dok se svađao sa Biserkom, drugi i treći dok se svađao sa Karolinom u "Zenu", a četvrti u vinariji. Zbog toga ga je Karolina odvela u bolnicu gde je sredila da ga primi Goran.Pojava Jakova Barišića. |                    |                 |                   | |                    |
| 626 | 16                 | „Epizoda 4.16”  | Mirna Miličić     | Steven Ivan Zanoški, Tomislav Štefanac, Ivana Milković, Aleksandar Krištek, Milijan Ivezić, Tomislav Hrpka, Inge Privora, Alan Čubrilo, Iva Ilakovac i Ivana Mišetić      | 24. septembar 2007 |
| Jure je zahtevao da ga pregleda neki drugi lekar, a Goran je javio Biserki za Jureta pa je ona odjurila u bolnicu. Marijana je od Nikole saznala za krađu u vinariji, a Antun se kasnije sastao sa Igorom kod Nade u kafiću i prasnuo na njega zbog toga u šta ih je uvalio. Jakova, Tina i Borna su proslavili njen kakav-takav uspeh pesme. Kasnije je Tina gostovala u jednoj emisiji prilikom čega je obelodanila da se Lidija udaje za Stjepana, a kada je to videla i čula preko televizije, Karolina je bogoradala Borni zbog toga što joj nije rekao za to. Goran je došao kod Biserke i Jureta i rekao im šta je razlog Juretovih čestih napada čira i prepisao mu nove lekove. Posle razgovora sa Krešom, Marijana je na Igorovo zaprepašćenje došla u vinariju da istraži krađu. Dok se Tina kupala u bazenu, na betonu se našao Čarli i pretio joj zbog novca prilikom čega joj je u par navrata držao glavu pod vodom.Pojava Petre Novak i Jakova Barišića. |                    |                 |                   | |                    |
| 627 | 17                 | „Epizoda 4.17”  | Mirna Miličić     | Steven Ivan Zanoški, Tomislav Štefanac, Ivana Milković, Aleksandar Krištek, Milijan Ivezić, Tomislav Hrpka, Inge Privora, Alan Čubrilo, Iva Ilakovac i Ivana Mišetić      | 25. septembar 2007 |
| Kada je je našao Tinu pred bazenom, Jakov je od nje saznao za Čarlijevu poset pa je hteo da sve prijavi policiji, ali Tina nije dala jer sumnja da Čarli tamo ima još ljudi. Marijana je progledala Igoru kroz prste za krađu, a ona je ubedio Nikolu da ne kaže ništa Jureut. Antun je od Marinka saznao da je Megi bila u kafiću sa novim dečkom pa joj je posle ceo dan ostavljao poruke na govornoj pošti. Tokom još jedna posete Biserki i Juretu, Goran i on su uspeli da se sprijatelje. Goran je posle otišao kod Karoline kako bi porazgovarao o njenim lažima, a ono što mu je ona rekla ga je potpuno zaprepastilo. Petra je ubedila Bornu da zajedno odu na Stjepanovu i Lidijinu svadbu u Pariz. Tina se sastala sa Miljenkom i zamolila ga je da je upozna sa nekim ko može da je progura u karijeri. Borna je odlučio da proda svojih 10% iz vinarije pa se prvo obratio Nikoli, a on ga je uputio na Jureta. Dok su sedeli kod Nade u kafiću, Igoru i Antunu su se pridružili Marijana i Krešo. Ubrzo je došla i Megi. Kada je Antun ustao da joj dovuče stolicu, ona je uzela picu sa stola i bacila mu je u lice jasno mu stavivši do znanja da je više ne opseda.Pojava Petre Novak i Jakova Barišića. |                    |                 |                   | |                    |
| 628 | 18                 | „Epizoda 4.18”  | Mirna Miličić     | Steven Ivan Zanoški, Tomislav Štefanac, Ivana Milković, Aleksandar Krištek, Milijan Ivezić, Tomislav Hrpka, Inge Privora, Alan Čubrilo, Iva Ilakovac i Ivana Mišetić      | 26. septembar 2007 |
| Megi je besno otišla, a Marijana je obrisala Antunu lice od pice. Karolinino ponašanje se potpuno promenilo od kad je saznala da će Stjepan da se oženi Lidijom. Dunja je rekla Franju da će početi sa primanjem hormona, a kasnije je sa njim otišla na prvu inekciju. Angelina nije krila svoje zadovoljstvo povodom toga. Nikola i Marijana su stavili Antunu do znanja da Megi nije vredna njegove patnje. Jure je dao Igoru zadatak da organizuje berbu sa studentima i plati im 200 kuna. Borna je prodao svojih 10% deonica iz vinarije Juretu. Kako joj je trebao novac, Iva se prva prijavila za berbu. Luka je pristao da sarađuje na berbi i izneo je Igoru mišljenje da je 200 kuna sasvim dovoljna cifra za studente. Miljenko je doveo Tini čoveka koji može da je progura i drži na samom vrhu lestvice mesec dana, međutim, cena je bila 85000 evra. Antu je potražio savet od Marinka u vezi Megi, a kasnije je nju video sa drugom. Goran je došao kod Biserke i rekao joj da se vraća u Somaliju. Miljenko je predložio Tini da "odigraju partiju tenisa".Pojava Petre Novak i Jakova Barišića. |                    |                 |                   | |                    |
| 629 | 19                 | „Epizoda 4.19”  | Mirna Miličić     | Steven Ivan Zanoški, Tomislav Štefanac, Ivana Milković, Aleksandar Krištek, Milijan Ivezić, Tomislav Hrpka, Inge Privora, Alan Čubrilo, Iva Ilakovac i Ivana Mišetić      | 27. septembar 2007 |
| Tina je odbila Miljenkovu ponudu. Jure i Biserka su naišli na prvi obziljni kamen spoticanja jer je Biserka otkrila da on svojima uopšte nije rekao za svadbu. Petra je otišla u Pariz na Stjepanovu i Lidijinu svadbu. Borna je doneo Tini novac za Čarlija, ali ga je ona dala Miljenku kako bi je progurao na sam vrh lestvice. Kada je to saznao, Borna ju je zamalo zadavio. Antun je upao Megi na predavanje jer je hteo da razgovara sa njom, međutim, u po razgovora ih je prekinuo profesor i rekao mu da podeli ispite. Ubrzo su Megi i njen drug Tvrtko bili izbačeni sa polaganja jer je profesor mislio da prepisuju od Antnua. Iako je to Megi teško palo jer se dva meseca spremala, taj Antunov čin je ipak uspeo da ih pomiri. Dunja je primila prvu inekciju. Jakov i Angelina su upali Franju i Dunji u stan u nezgodnom trenutku. Ubrzo se na vratima Barišića pojavila jedna osoba iz njihove prošlosti − Filipa. Sa sobom je nosila i Lorenca − Jakovovog sina.Pojava Petre Novak i Jakova Barišića. |                    |                 |                   | |                    |
| 630 | 20                 | „Epizoda 4.20”  | Mirna Miličić     | Steven Ivan Zanoški, Tomislav Štefanac, Ivana Milković, Aleksandar Krištek, Milijan Ivezić, Tomislav Hrpka, Inge Privora, Alan Čubrilo, Iva Ilakovac i Ivana Mišetić      | 28. septembar 2007 |
| Jakov se potpuno promenio od kada se Filipa vratila. Jure i Biserka su se ponovo posvađali jer je poštar doneo pustinjsku ružu njoj od Gorana. Karolina se zaprepastila kada je od Borne saznala da je prodao svojih 10% deonica Juretu. Borna i Tina su ipak odlučili da odu na Lidijinu i Stjepanovu svadbu u Pariz. Dunja se požalila Franju na "nepravdu" koja im je učinjena jer Filipa i Jakov nisu hteli dete, a dobili su ga, a oni ga hoće, a ne mogu da ga dobiju. Biserka je došla kod Nade kako bi joj se požalila na Jureta. Karolina je besna došla kod Jureta zbog Borninih deonica, ali se svađa pretvorila u poljubac.Pojava Petre Novak i Jakova Barišića. |                    |                 |                   | |                    |
| 631 | 21                 | „Epizoda 4.21”  | Stanislav Tomić   | Steven Ivan Zanoški, Tomislav Štefanac, Ivana Milković, Aleksandar Krištek, Milijan Ivezić, Tomislav Hrpka, Inge Privora, Alan Čubrilo, Iva Ilakovac i Ivana Mišetić      | 1. oktobar 2007    |
| Jure je napravio veliku grešku − spavao je sa Karolinom. Posle toga se potpuno promenio i bio je odsutan duhom. Antun i Megi su provodili romantično veče kod njega, a onda je došla Marijana pa ju je na silu zadržala u stanu jer je htela da joj objasni zašto je Bruno uhapšen, a kada joj je objasnila, Megi je ljuta otišla. Karolina se srela sa Goranom kod Nade u kafiću i otvoreno mu saopštila skori raskid Biserke i Jureta. Dok je sa sinom Lorencom šetao po kući, Jakov je pronašao Filipino pismo i shvatio da je otišla i ostavila mu dete.Pojava Jakova Barišića. |                    |                 |                   | |                    |
| 632 | 22                 | „Epizoda 4.22”  | Stanislav Tomić   | Steven Ivan Zanoški, Tomislav Štefanac, Ivana Milković, Aleksandar Krištek, Milijan Ivezić, Tomislav Hrpka, Inge Privora, Alan Čubrilo, Iva Ilakovac i Ivana Mišetić      | 2. oktobar 2007    |
| Jakov je počeo da se navikava na život sa detetom. Goran je pripretio Karolini da ostavi Jureta i Biserku na miru, ali to nije mnogo pomoglo. Marijana i Antun su se posvađali zbog Megi. Antun je rekao Marinku da se pomirio sa Megi. Biserka je nastavila da sprema svadbu ne znajući za Juretovu prevaru. Megi je rekla Antunu da je znala za Brunove prljave poslove. Karolina se ispovedila Luki.Pojava Jakova Barišića. |                    |                 |                   | |                    |
| 633 | 23                 | „Epizoda 4.23”  | Stanislav Tomić   | Steven Ivan Zanoški, Tomislav Štefanac, Ivana Milković, Aleksandar Krištek, Milijan Ivezić, Tomislav Hrpka, Inge Privora, Alan Čubrilo, Iva Ilakovac i Ivana Mišetić      | 3. oktobar 2007    |
| Luka je bio odsutan duhom posle Karolininog ispovedanja. Antun je saopštio Marijani i Nikoli da je dobio posao od Marinka i da će uskoro da se odseli u svoj stan. Borna, Petra i Tina su se vratili iz Pariza sa svadbe. Berba grožđa u vinariji "Šarić" je počela, a sem dece kojima je Igor platio da beru, na berbi su bili i Iva, Luka, Biserka i Karolina. Biserka je to malo nevoljno primila. Tokom berbe su se ponovo javile varnice između Luke i Ive, a i otkriveno je da je od 500 kuna plate deci Igor sebi hteo da odvoji 300, a posle omanje svađe sa Ivom je seo u kola i besno otišao prilikom čega je poprskao Luku vodom iz bare, a onda je Luka otišao da se istušira prilikom čega ga je Iva videla golog. Kada je Marijana donela Antunu sendviče na posao da ruča, shvatila je da kamion kom on popravlja rampu isti onaj u kom je bila oteta.Pojava Petre Novak i Jakova Barišića. |                    |                 |                   | |                    |
| 634 | 24                 | „Epizoda 4.24”  | Stanislav Tomić   | Steven Ivan Zanoški, Tomislav Štefanac, Ivana Milković, Aleksandar Krištek, Milijan Ivezić, Tomislav Hrpka, Inge Privora, Alan Čubrilo, Iva Ilakovac i Ivana Mišetić      | 4. oktobar 2007    |
| Antun nije hteo da prihvati činjenicu da je Marinkovo preduzeće nekako umešano u trgovinu ljudima, a Krešo je objasnio Marijani da samo na osnovu njenog svedočenja ne mogu da dobiju nalog za pretres. Karolina je u vinogradu pokušalada učini Biserku ljubomornom. Tina se sastala sa Miljenkom kako bi porazgovarali o prodaji Zlatkove kuće, ali joj je Miljenko pokazao oporuku po kojoj bi ostala bez ičega pa su joj ruke bile vezane. Igor i Iva su se ponovo posvađali u vezi Luke. Karolina s ponovo ispovedila Luki. Čarli je posetio Tinu, a posle njegove posete je ona izbacila Jakova i Lorenca iz stana posle čega je Jakov otišao u svoj stari stan da živi sa Dunjom i Franjom. Marijana je posetila Bruna i nagovorila ga da sarađuje, a kada je on rekao sve što zna, ona je uspela da ubedi Kreša da nabavi nalog za pretres kamiona. Međutim, kada su zaustavili kamion i stavili lisice na ruke vozaču Ivu, Marijana i Krešo su pogledali u prikolicu, ali u njoj nije bilo tragova paljevine.Pojava Petre Novak i Jakova Barišića. |                    |                 |                   | |                    |
| 635 | 25                 | „Epizoda 4.25”  | Stanislav Tomić   | Steven Ivan Zanoški, Tomislav Štefanac, Ivana Milković, Aleksandar Krištek, Milijan Ivezić, Tomislav Hrpka, Inge Privora, Alan Čubrilo, Iva Ilakovac i Ivana Mišetić      | 5. oktobar 2007    |
| Marijanina i Krešova akcija nije uspela. Nada i Antun su od Marinka saznali da je bila racija kamiona i da ju je predvodila jedna policajka, a Antun je odmah znao ko je ona. Čarli je doveo neke svoje devojke u Zlatkovo kuću, a Tini nije bilo prijatno što se u njoj sada nalazi kao podstanarka. Ivo je došao kod Čarlija i upozorio ga da policija proverava sve kamione pa je Čarli naredio da se malo pritaje. Antun je poludeo na Marijanu zbog racije. Jakov je našao posao, a Dunja, Franjo i Angelina su počeli da se "takmiče" ko će da čuva Lorenca dok je on na poslu. Dok je razgovarala sa Lukom, Nada je posumnjala da se nešto dešava između Jureta i Karoline pa je otišla u vinariju da porazgovara sa njim i stavila mu do znanja da zna da se nešto dešava. Dok je Jakov pričao Franju kako je lepo biti otac i imati malo dete, Dunja se rasstužila i zaključala u kupatilo. Dok je šetala sa Antunom, Megi su oteli Čarlijevi ljudi.Pojava Jakova Barišića. |                    |                 |                   | |                    |
| 636 | 26                 | „Epizoda 4.26”  | Milivoj Puhlovski | Steven Ivan Zanoški, Tomislav Štefanac, Ivana Milković, Aleksandar Krištek, Milijan Ivezić, Tomislav Hrpka, Inge Privora, Alan Čubrilo, Iva Ilakovac i Ivana Mišetić      | 8. oktobar 2007    |
| Čarlijevi ljudi su doveli Megi vezanu u Zlatkovu kuću, a Tina se zaprepasitla kad ju je videla. Antun je preplašen navalio na Marijanu da odmah pokrene potragu za Megi. Jure je besan došao u "Zen kozmetiku" i zaprepastio se kada je saznao da se Karolina ispovedila Luki preko koga je Nada saznala za njih. Jure i Biserka su otišli kod Nade na večeru, a Nadu je mučila savest i je rekla Ivi da Jure vara Biserku. Bruno se ponovo povukao iz saradnje zbog Megine otmice. Megi je uspelada nagovori Tinu da odvrati Čarliju pažnju kako bi pobegla, ali ju je on uhvatio pre nego što je uspela da pobegne. Ubrzo je neko pozvonio na vrata, a kada je Tina otvorila, na pragu je stajao Antun.Pojava Jakova Barišića. |                    |                 |                   | |                    |
| 637 | 27                 | „Epizoda 4.27”  | Milivoj Puhlovski | Steven Ivan Zanoški, Tomislav Štefanac, Ivana Milković, Aleksandar Krištek, Milijan Ivezić, Tomislav Hrpka, Inge Privora, Alan Čubrilo, Iva Ilakovac i Ivana Mišetić      | 9. oktobar 2007    |
| Tina je uspela da otera Antuna, a Megi je ponovo počela da smišlja bekstvo. Posle razgovora sa Nadom, Iva je počela da sumnja na Jureta. Jakov je rekao Angelini da neće tražiti posao zbog Lorenca. Antun je rekao Marinku da je racija smišljena i da Čarli koristi njegove kamione za prevoz kurvi. Marinko se ozbiljno zapitao da li se u preduzeću nešto muti. Franjo je rekao Jakovu da bi trebalo da kaže roditeljima za Lorenca. Berislav nije poverovao Marinku kada mu je rekao za Čarlija. Borna je došao kod Tine gde je zatekao Čarlija. Iva je došla u vinariju i rekla Juretu da mu neće dozvoliti da povredi Biserku.Pojava Petre Novak i Jakova Barišića. |                    |                 |                   | |                    |
| 638 | 28                 | „Epizoda 4.28”  | Milivoj Puhlovski | Steven Ivan Zanoški, Tomislav Štefanac, Ivana Milković, Aleksandar Krištek, Milijan Ivezić, Tomislav Hrpka, Inge Privora, Alan Čubrilo, Iva Ilakovac i Ivana Mišetić      | 10. oktobar 2007   |
| Jure je ostao zatečen Ivinim objašnjenjem da sumnja na njega i Karolinu. Ona je posle rekla Igoru to. Jakov je prošetao sa Lorencom do Dunje i Angeline u salon. Čarli je pustio Megi, a Borni je rekao da moraju da obave još jedan posao pre nego što ode. Ivo mu je posle toga javio da će mu policija svaki čas zakucati na vrata, a Antun je iz Ivovog razgovora preko mobilnog zaključio da se Čarli krije kod Tine. Dunja i Franjo su otišli na još jednu inekciju hormona. Borna je došao kod Antuna i rekao mu da je Megi slobodna, ali se zaprepastio kada je od njega čuo da je prijavio sve policiji i da ona ide ka Zlatkovoj kući, ali je on uspeo da ih pretekne pre nego što su napravili raciju i pohapsili Iva i Čarlijevog telohranitelja i odvede Čarlija. U znak zahvalnosti, Čarli mu je oprostio dug.Pojava Jakova Barišića. |                    |                 |                   | |                    |
| 639 | 29                 | „Epizoda 4.29”  | Milivoj Puhlovski | Steven Ivan Zanoški, Tomislav Štefanac, Ivana Milković, Aleksandar Krištek, Milijan Ivezić, Tomislav Hrpka, Inge Privora, Alan Čubrilo, Iva Ilakovac i Ivana Mišetić      | 11. oktobar 2007   |
| Policija je završila uviđaj u Tininoj kući. Borna je Tini posle objasnio da je Čarli otišao i oprostio joj dug. Karolina bila u vinariji gde se ponovo svađala sa Juretom. Igor je rekao Juretu da on neće ništa reći Biserki o njemu i Karolini. Jakov je počeo previše da se umara zbog Lorenca što je Angelina prva primetila. Dunja i Franjo čekaju da im se jave iz klinike u vezi hormona. Kada je došao na posao, Marinko je u preduzeću zatekao policiju koja je vršila uviđaj. Dunja i Franjo su otišli na kliniku, a kad su izašli napolje videli su Filipu. Jure nije više mogao da ćuti pa je rekao Biserki da ju je prevario sa Karolinom, a ona je besno otišla iz stana i plačući se pojavila kod Gorana.Pojava Petre Novak i Jakova Barišića. |                    |                 |                   | |                    |
| 640 | 30                 | „Epizoda 4.30”  | Milivoj Puhlovski | Steven Ivan Zanoški, Tomislav Štefanac, Ivana Milković, Aleksandar Krištek, Milijan Ivezić, Tomislav Hrpka, Inge Privora, Alan Čubrilo, Iva Ilakovac i Ivana Mišetić      | 12. oktobar 2007   |
| Biserka se presvukla kod Gorana. Dunja je rekla Jakovu da su ona i Franjo sreli Filipu na ulici. Marinko se posvađao sa Berislavom jer je uveren da je on učestvovao u trgovini ljudima. Jure je pomahnitao došao kod Nade u kafić, a kada je od Angeline čuo u kojoj zgradi je videla Biserku, odmah je znao kod koga je ona bila. Iva je bila u rckvi i razgovarala sa Lukom, a on joj je ubrzo stavio do znanja da ne želi da ima ništa sa njom. Goran je besno uleteo kod Karoline u poslovnicu i vratio joj ključeve od stana. Franjo je donao sa tavana tricikl za Lorenca. Kada se vratila kući, Jure je navalio da objasni Biserki šta se desilo i da mu oprosti. Kada je Filipa došla kod Jakova, on joj je jasno i odlučno stavio do znanja da će Lorenco ostati sa njim u Zagrebu.Pojava Petre Novak i Jakova Barišića. |                    |                 |                   | |                    |
| 641 | 31                 | „Epizoda 4.31”  | Dinko Paleka      | Steven Ivan Zanoški, Tomislav Štefanac, Ivana Milković, Aleksandar Krištek, Milijan Ivezić, Tomislav Hrpka, Inge Privora, Alan Čubrilo, Iva Ilakovac i Ivana Mišetić      | 15. oktobar 2007   |
| Jakov je ostao pri svome da ne dozvoli Filipi da odvede Lorenca, a Dunja je žestoko branila njegov stav iako je Franjo pokušavao da je umiri zbog hormona. Angelina je jedina dala podršku Filipi. Antun se ponovo posvađao sa Marijanom jer je ona htela da joj pribavi dokaze o Marinkovoj umešanosti u šverc iako je on bio nevin. Kako mu Biserka nije oprostila, Juretu nije bilo druge pa se odselio u hotel. Kada je stigao taksi pred Jakovovu zgradu, Filipa se zaprepastila kada je u njemu ugledala dva poznata lica, a Jakov još više kada mu je ona na vrata dovela ta dva lica − majku Ruu i oca Dalibora.Pojava Jakova Barišića. |                    |                 |                   | |                    |
| 642 | 32                 | „Epizoda 4.32”  | Dinko Paleka      | Steven Ivan Zanoški, Tomislav Štefanac, Ivana Milković, Aleksandar Krištek, Milijan Ivezić, Tomislav Hrpka, Inge Privora, Alan Čubrilo, Iva Ilakovac i Ivana Mišetić      | 16. oktobar 2007   |
| Kako nije bilo mesta u njegovom stanu, Jakov je sa Filipom i Lorencom otišao kod Tine gde su njih dvoje polako počeli zajednički da brinu o Lorencu. Jure je bezuspešno pokušavao da dobije Biserku na telefon. Antun je priredio Megi jedno romantično iznenađenje. Nada je vratila Ivu na posao u kafić. Karolina se u kafiću sastala sa svojim novim podstanarem, a slučajni susret nje i Biserke koja je samo produžila napolje doveo je do toga da Iva Karolini iz besa opali šamar.Pojava Petre Novak i Jakova Barišića. |                    |                 |                   | |                    |
| 643 | 33                 | „Epizoda 4.33”  | Dinko Paleka      | Steven Ivan Zanoški, Tomislav Štefanac, Ivana Milković, Aleksandar Krištek, Milijan Ivezić, Tomislav Hrpka, Inge Privora, Alan Čubrilo, Iva Ilakovac i Ivana Mišetić      | 17. oktobar 2007   |
| Kada su se u svađu uključili i Nada, Luka i Petra, ona je zamalo postala velika tuča. Kasnije je Borna od Petre saznao i za svađu i za njen povod. Megi i Antun su proveli dan u romantičnoj šetnji. Matija ja nazvao Biserku i saopštio joj da će postati baka. Dok je razgovarala sa Daliborom i Ružom, Angelini je izletelo u vezi deteta Franja i Dunje pa je bila primorana da kaže da Dunja ne može da ima dece. Dunja se zaprepastila kada joj je Angelina to priznala. Kada su Dalibor i Ruža kasnije došli kod Jakova i Filipe u posetu i rekli mu za Dunju i Franja, Jakov je shvatio koliki su mu roditelji licemeri, a Ruža je iznela želju da se Jakov i Filipa uzmu.Pojava Petre Novak i Jakova Barišića. |                    |                 |                   | |                    |
| 644 | 34                 | „Epizoda 4.34”  | Dinko Paleka      | Steven Ivan Zanoški, Tomislav Štefanac, Ivana Milković, Aleksandar Krištek, Milijan Ivezić, Tomislav Hrpka, Inge Privora, Alan Čubrilo, Iva Ilakovac i Ivana Mišetić      | 18. oktobar 2007   |
| Razgovor o Filipinoj i Jakovovoj drugoj svadbi se pretvorio u žustru svađu posle koje je Jakov roditelje izbacio iz kuće i kasnije otišao da porazgovara sa Franjom o svemu. Karolina se sastala kod Nade u kafiću sa novim stanarem, a Nada joj je otvoreno stavila do znanja da više ne dolazi u kafić. Biserka je razgovarala sa Goranom u jednom kafiću, a on joj je ispričao da se sreo sa Juretom u hodniku hotela. Borna i Petra su se posvađali sa Karolinom zbog toga šta je uradila sa Juretom. Posle još jednog razgovora sa Daliborom i Ružom, Dunja i Franjo su otišli ljuti u salon i otvoreno stavili do znanja njima dvoma da više ne žele da ih vide. Angelina je objasnila Daliboru i Ruži da je on siroče i da zna kako je to kada deca nemaju roditelje pa su Dalibor i Ruža odlučili da se pomire sa Franjom, a samim tim i sa Jakovom. Megi, Nikola i Marijana su napravili Antunu iznenađenje − "Slavonsko veče". Karolina je došla u vinariju da porazgovara sa Juretom i otvoreno mu predložila da oženi nju, a ne Biserku.Pojava Petre Novak i Jakova Barišića. |                    |                 |                   | |                    |
| 645 | 35                 | „Epizoda 4.35”  | Dinko Paleka      | Steven Ivan Zanoški, Tomislav Štefanac, Ivana Milković, Aleksandar Krištek, Milijan Ivezić, Tomislav Hrpka, Inge Privora, Alan Čubrilo, Iva Ilakovac i Ivana Mišetić      | 19. oktobar 2007   |
| Jure je ostao zaprepašćen Karolininom zamisli pa ju je izbacio iz vinarije. Kada je Igor na ručku Ivi i Biserki rekao šta je bilo u vinariji, Biserka je ostala bez reči. Tina je predložila Franju i Jakovu da se pomire sa roditeljima kod nje na večeri pa su oni ipak pristali na to. Biserka je otišla do Gorana u hotel gde ju je na hodniku video Jure pa je ubrzo po njenom odlasku upao u njegovu sobu gde se razmenilo par udaraca među njima dvojicom, a Biserka je sve rešila izvinivši se Goranu što mu je davala lažnu nadu da ponovo mogu da budu zajedno. Jure se oraspoložio zbog mogućeg pomirenja. Sven se vratio u Zagreb. Megi i Antun su otišli na bazen, a kada je on video nju na dnu, skočio je unutra mislivši da se ona davi pa se sam zamalo udavio. Dok su kasnije provodili veče kod Antuna kući, Megi je pozlilo.Pojava Jakova Barišića. |                    |                 |                   | |                    |
| 646 | 36                 | „Epizoda 4.36”  | Mirna Miličić     | Steven Ivan Zanoški, Tomislav Štefanac, Ivana Milković, Aleksandar Krištek, Milijan Ivezić, Tomislav Hrpka, Inge Privora, Alan Čubrilo, Iva Ilakovac i Ivana Mišetić      | 22. oktobar 2007   |
| Megi je prebačena u bolnicu gde je Antunu lekarka rekla da je zbog pucanja aneurizme došlo do prekida dotoka kiseonika. Goran je izbacio Biserku i Jureta pa su oni prešli kod njega u sobu gde Jureta kao da je sunce ogrejalo kada mu je Biserka rekla da sačeka još malo pa onda mogu i zvanično da se pomire. Veče kod Tine je doživelo preokret kada je Lorenco zaplakao pa ga je Filipa donela posle čega je Sven saznao da je on Jakovov sin pa je Jakov odlučio da otkrije da je Sven njegov, a ne Tinin dečko. Antun je u bolnici upoznao Meginu majku Helenu. Stanje kod Barišićevih se pretvorilo u žučnu raspravu u kojoj je najjači bio Jakov, a Dalibor i Ruža nisu poverovali Franju kada su se vratili kući da nije imao pojma da će se Sven vratiti. Biserka je ponovo posetila Gorana i rekla mu da od njih nema ništa. Jakovov i Filipin odnos se potpuno promenio nakon svenovog odlaska. Biserka je Igoru i Ivi rekla da će se ipak udati za Jureta, a Iva je to rekla Nadi kada je došla na posao. Helena se pojavila na vratima Benčića i jasno stavila Antunu do znanja da joj ostavi ćerku na miru. Kada joj je Jakov predložio da on i Sven čuvaju Lorenca dok se ona ne oporavi kod roditelja, Filipa je prasnula na njega da joj sina neće odgajati dva pedera.Pojava Petre Novak i Jakova Barišića. |                    |                 |                   | |                    |
| 647 | 37                 | „Epizoda 4.37”  | Mirna Miličić     | Steven Ivan Zanoški, Tomislav Štefanac, Ivana Milković, Aleksandar Krištek, Milijan Ivezić, Tomislav Hrpka, Inge Privora, Alan Čubrilo, Iva Ilakovac i Ivana Mišetić      | 23. oktobar 2007   |
| Filipa i Jakov su se žučno posvađali zbog Svena, a ona mu je apretila da će otići sa Lorencom, međutim, on joj je rekao da nema tog suda koji će bolesnoj majci dodeliti dete. Karolina je kod Nade doživela hladan tuš kada su u kafić ruku pod ruku ušli Biserka i Jure. Ona je zbog toga sasula paljbu po njima, ali je otišla poražena. Iva je rekla Luki da će se Biserka i Jure ipak venčati, a njegov odgovor je doveo do toga da razgovor završe na već uobičajeni svađajući način. Tina je uspela da smiri Filipu razgovorom. Isto su Dunja i Angelina pokušali sa Jakovom i Svenom u salonu, ali se taj razgovor završio Svenovom i Jakovovom svađom, a ni kolači koje je Franjo doneo nisu pomogli u smirivanju. Iva je postala ljubomorna na Petrin i Lukin odnos. Antun je počeo sebe da krivi za onakav Helenin upad, a Marijana i Nikola se nisu slagali sa tim. Svađa se nastavila i kod Franja i Dunje u stanu tokom koje je Dalibor izneo opasku o tome da nije dobro da jedno muško dete odgajaju dva pedera, a onda je Filipa postavila pitanje ko je kriv zbog toga što je Jakov peder posle čega Dalibor zamalo nije dobio srčani udar. Antun je posetio Megi u bolnici i ona mu je rekla da je lekar predložio operaciju i da ona neće da ide. Dalibor je predložio Dunji i Franju da usvoje Lorenca.Pojava Petre Novak i Jakova Barišića. |                    |                 |                   | |                    |
| 648 | 38                 | „Epizoda 4.38”  | Mirna Miličić     | Steven Ivan Zanoški, Tomislav Štefanac, Ivana Milković, Aleksandar Krištek, Milijan Ivezić, Tomislav Hrpka, Inge Privora, Alan Čubrilo, Iva Ilakovac i Ivana Mišetić      | 24. oktobar 2007   |
| Između Dunje i Dalibora i Ruže je izbila još jedna žučna svađa posle koje je ih je ona izbacila iz kuće, a Franjo je ostao samo nemi posmatrač. Filipa i Jako su uspeli da zakopaju ratne sekire zbog Lorenca pa su nastavili da brinu o njemu. Sa druge strane, Svenov i Jakovov odnos se zategao. Antunov i Megin razgovor u sobi je čula Helena pa se izvinila Antunu kada je izašao iz sobe. Antun je razgovarao sa Marinkom i Marijanom o tome. Franjo je razgovarao sa Angelinom o Dunjinoj svađi sa Daliborom i Ružom. Jakov je uhvatio Filipu u pokušaju odlaska sa Lorencom. Matija je zvao Biserku i rekao joj da će dobiti blizance. Dunju i Franja su zvali iz klinike pa su oni odmah odjurili tamo. Filipa i Jakov su se ponovo zakačili oko oduzimanja Lorenca, a Jakov ju je umirio rekavši joj da ne bi nikad mogao da joj ga oduzme. Kada su se Dunja i Franjo vratili sa klinike, Dunja je rekla Angelini da opet nije trudna. Između Svena i Filipe su ponovo izbile varnice kada ga je Tina dovela pa je Filipa rekla da ode zbog Lorenca. Antun je iznenadio Megi kada joj je u bolničkoj sobi rekao da se upisao na časove plivanja. Međutim, usledio je hladan tuš − Megi je oslepela.Pojava Jakova Barišića. |                    |                 |                   | |                    |
| 649 | 39                 | „Epizoda 4.39”  | Mirna Miličić     | Steven Ivan Zanoški, Tomislav Štefanac, Ivana Milković, Aleksandar Krištek, Milijan Ivezić, Tomislav Hrpka, Inge Privora, Alan Čubrilo, Iva Ilakovac i Ivana Mišetić      | 25. oktobar 2007   |
| Lekarka je rekla da je ugrušak nalegao na očni živac pa da Megi zato ne vidi. Antun je počeo da histeriše po bolnici da se nešto preduzme, ali ga je Helena umirila. Posle mu je rekla da ne može da plati operaciju jer je policija zaplenila sav novac koji je Bruno dobio mitom. Biserka je počela da sprema stvari za Matijine blizance. Jakov je predložio Franju da Filipa i on pređu da žive sa njim, Dunjom i Angelinom. Međutim, Franjo je rekao Dunji kako misli da to nije dobra zamisao jer i njima i njemu i Dunji treba malo osobnosti. Filipa je je objasnila Jakovu da mora da se vrati u Istru sa Lorencom kako bi mogla da pazi svoje roditelje što je njega potpuno slomilo. Nikola je odlučio da proda svoje deonice u vinariji kako bi pomogao Antunu pa se prvo obratio Juretu, ali je on bio iživciran zbog Ive pa ga je odbio zbog čega se obratio Karolini. Između Svena i Jakova je ponovo izbila žučna svađa jer je Jakov odlučio da počne da živi sa Filipom. Karolina je otišla kod Juret u hotel da porazgovara sa njim o deonicama, a onda je iskoristila priliku dok se on tuširao da iscenira kao da su upravo vodili ljubav, a Biserkin dolazak joj je samo došao kao kec na deset.Pojava Jakova Barišića. |                    |                 |                   | |                    |
| 650 | 40                 | „Epizoda 4.40”  | Mirna Miličić     | Steven Ivan Zanoški, Tomislav Štefanac, Ivana Milković, Aleksandar Krištek, Milijan Ivezić, Tomislav Hrpka, Inge Privora, Alan Čubrilo, Iva Ilakovac i Ivana Mišetić      | 26. oktobar 2007   |
| Nakon što je Jure izbacio Karolinu iz sobe, Biserka je sela da porazgovara sa njim i objasnila mu da nema svrhe da nastavljaju vezu ni da se venčavaju. Jure je na sve načine pokušavao da dopre do Biserke, ali nije imalo učinka. Karolina se vratila kući sa osmehom, a Petra je odmah shvatila da to ima veze sa Juretom. Jakov i Sven su se pomirili posle svađe, a onda je Sven krenuo nazad u Nemačku. Dunja i Franjo su odlučili da iskoriste svoje bele pare za crne dane kako bi otišli kod privatnika da im pomogne. Marijana nije mogla da smiri Antuna, ali je Nikola u tome uspeo kada mu je rekao da će prodati svoje deonice u vinariji Karolini kako bi Megi mogla na operaciju. Antun je odjurio u bolnicu da kaže to Megi, međutim, nije znao da je u međuvremenu Nikola bio kod Karoline i da je ona ipak odbila da kupi deonice. Jakov je doveo Lorenca da poslednji put bude malo sa Franjom i Dunjom pre nego što se sa Filipom vrati u Istru. Biserka je odlučila da vrati prsten Juretu, ali je on to odbio rekavši da je on njen. Lekarka je donela vesti o Megi Antunu i Heleni, ali one nisu bile dobre. Petra je došla kod Lončarevih i rekla Igoru i Ivi kako misli da svadbe neće biti jer se Karolina naslađivala. Kada se vratila kući, Biserka im je rekla da se seli kod Matija u Australiju.Pojava Petre Novak i Jakova Barišića. |                    |                 |                   | |                    |
| 651 | 41                 | „Epizoda 4.41”  | Dinko Paleka      | Steven Ivan Zanoški, Tomislav Štefanac, Ivana Milković, Aleksandar Krištek, Milijan Ivezić, Tomislav Hrpka, Inge Privora, Alan Čubrilo, Iva Ilakovac i Ivana Mišetić      | 29. oktobar 2007   |
| Biserka je počela da se sprema za Australiju. Marijana je besnela jer su joj u policiji dali zadatak da prati furgon sa novcem, a Antun jer ga je Helena izbacila iz Megine sobe kao da je obično đubre. Za Antuna je usledio još jedan udarac kada mu je Nikola saopštio da je Karolina odbila da kupi njegove deonice. Angelina je donela odluku da se odseli jer će Dunja i Franjo u skoroj budućnosti imati dete, ali ju je Franjo ubedio da ostane. Jakov se sastao sa Bornom kod Nade u kafiću gde su razgovarali o Filipi i Lorencu. Filipa je bila kod Dunje na frizuri, a kad se vratila, rekla je Jakovu da će ipak potpisati da je on otac. Iva je rekla Igoru da ne govori Juretu da Biserka ide u Australiju. Borna se zaprepastio kad mu je Karolina rekla da Juretove i Biserkine svadbe neće biti. Kasnije je rekla Nadi da Biserka ide u Australiju. Posle oproštaja od Jakova i izjave da može da dođe kad god hoće u Istru da poseti Lorence i nju, Filipa je otišla.Pojava Petre Novak i Jakova Barišića. |                    |                 |                   | |                    |
| 652 | 42                 | „Epizoda 4.42”  | Dinko Paleka      | Steven Ivan Zanoški, Tomislav Štefanac, Ivana Milković, Aleksandar Krištek, Milijan Ivezić, Tomislav Hrpka, Inge Privora, Alan Čubrilo, Iva Ilakovac i Ivana Mišetić      | 30. oktobar 2007   |
| Antun je predložio Igoru da ukradu kola i preprodaju ih kako bi zaradili novac za Meginu operaciju odnosno stan, ali je Igor ovaj predlog odbio jer nije hteo da ugrozi Ivu i Doru. Biserka je rekla Nadi da se u Australiju seli zauvek, a Luka je taj podatak saznao od Petre. Dunja je rekla Franju da će se dete zvati Sara ako bude devojčica, a Marko ako bude dečak. Jakov je rekao Franju da su Filipa i Lorenco otišli i da mu zastupnik neće trebati jer je Filipa potpisala da je on otac. Dunje je dala Angelini ključ salona jer ona i Franjo idu na izlet. Antun je krenuo u krađu kola, ali dok je bežao ukradenim kolima, on se zabio u druga kola koja su bila parkirana. Angelina je u stanu našla album sa slikama sa Franjove i Dunjine svadbe, a potom i njenu venčanicu. Kada su se vratili u stan, Franjo i Dunja su zatekli Angelinu u venčanici.Pojava Petre Novak i Jakova Barišića. |                    |                 |                   | |                    |
| 653 | 43                 | „Epizoda 4.43”  | Dinko Paleka      | Steven Ivan Zanoški, Tomislav Štefanac, Ivana Milković, Aleksandar Krištek, Milijan Ivezić, Tomislav Hrpka, Inge Privora, Alan Čubrilo, Iva Ilakovac i Ivana Mišetić      | 31. oktobar 2007   |
| Dunja i Franjo su rekli Angelini da joj venčanica lepo stoji i da može da je zadrži. Antuna je uspeo da pobegne iz olupine . Igor se sastao sa njim kod Nade u kafiću i zaprepastio kada je saznao za njegov krah pljačke, a još više jer policija može Antunu da zakuca na vrata ako se baka seti da kaže policiji za njega. Igoru se nimalo nije svidelo kada je od Nade saznao da je Iva otišla na veslanje koje su napravili Petra i Luka. Dunji je poštar doneo pošiljku u salon. Angelina ju je preuzela jer ona nije bila tu, međutim, tada se predstavila kao ona. Kada je video Meginu sobu praznu, Antun je pomahnitalo krenuo da traži Megi i pronašao ju je napolju i tada mu je ona rekla da bi trebalo da raskinu, a kada je imala još jedan manji napad, ona mu je rekla da joj se tog jutra pet puga gubio i vraćao vid. Karolina je bila u vinariji kod Jureta, ali njega nije zanimao razgovor sa njom. Dok je Igor razgovarao sa Klarom o noći koju su proveli zajedno, iza njegovih leđa sa pojavila Iva.Pojava Petre Novak. |                    |                 |                   | |                    |
| 654 | 44                 | „Epizoda 4.44”  | Dinko Paleka      | Steven Ivan Zanoški, Tomislav Štefanac, Ivana Milković, Aleksandar Krištek, Milijan Ivezić, Tomislav Hrpka, Inge Privora, Alan Čubrilo, Iva Ilakovac i Ivana Mišetić      | 1. novembar 2007   |
| Igor i Iva su se ponovo posvađali, samo ovog puta zbog toga što je spavao sa Klarom. Nikola je uspeo da dogovori prodaju deonica sa Juretom koji mu je ponudio 70000. Iva je kod Nade u kafiću napala Petru da se odlepi od Luke. Biserka je nastavila da sprema stvari za Australiju. Borna je ugovorio Tini prvi nastup − i to u jednom zagrebačkom klubu. Iva je razgovarala sa ocem Julijanom u vezi Luke čime je dovela u pitanje njegovu službu jer te tokom razgovora pomenula i Petru. Petra je razgovarala sa Lukom u vezi Ivinog izliva ljubomore u kafiću. Jure je posetio Biserku i tada saznao da se ona više neće vraćati u Zagreb. Nikola je rekao Antunu da će Jure kupiti deonice, ali još ne zna kad. Igor je došao kući i tada je iva raskinula sa njim. Međutim, posle svađe ga je izbacila i iz stana.Pojava Petre Novak. |                    |                 |                   | |                    |
| 655 | 45                 | „Epizoda 4.45”  | Dinko Paleka      | Steven Ivan Zanoški, Tomislav Štefanac, Ivana Milković, Aleksandar Krištek, Milijan Ivezić, Tomislav Hrpka, Inge Privora, Alan Čubrilo, Iva Ilakovac i Ivana Mišetić      | 2. novembar 2007   |
| Posle svađe sa Ivom, Igor se vratio kod Antuna. Antun je našao Marijanine planove radnje koju treba da obezbeđuje i odlučio da je opljačka. Borna je sredio Tini nastup, a zaradu dele 60-40 u njegovu korist. Kada je od Borne čuo koliko mu je Jure dao kada je prodavao deonice, Nikola je odjurio u vinariju i pobesneo na njega zbog škrtarenja i na njemu i na vinariji, a posle je od besa razbio jednu flašu u podrumu. Luka je ponovo razgovarao sa ocem Julijanom u vezi Ive. Iva je razgovarala sa Lukom, ali je on bio odlučan u svojoj nameri da izabere crkvu, a ne nju. Tinin nastup je počeo, ali su gosti želeli da peva nešto brže jer im se nije svidela njena prva pesma. Iva je rekla Biserki da će ići sa njom u Australiju.Jakova Barišića. |                    |                 |                   | |                    |
| 656 | 46                 | „Epizoda 4.46”  | Milivoj Puhlovski | Steven Ivan Zanoški, Tomislav Štefanac, Ivana Milković, Aleksandar Krištek, Milijan Ivezić, Tomislav Hrpka, Inge Privora, Alan Čubrilo, Iva Ilakovac i Ivana Mišetić      | 5. novembar 2007   |
| Iva je objasnila Biserki razlog zbog kog ide sa njom u Australiju. Tinin nastup je propao kada je na binu izašao poznati kafanski pevač Mate LJubić "Grom", a ona je besna izašla iz kafane posle čega je Borna izleteo za njom. Ona mu je ljuta rekla da ide pa je po njegovom odlasku pozvala Nikolu da dođe po nju. Antun je objasnio Igoru kako bi trebalo da izvedu pljačku i da bi sve trebalo da ide kao po loju. Berislav je došao u kafić i Nadi i Marinku pokazao članak iz novina u kom piše za mutne poslove preduzeća u kom rade i da čak dovode i Luku u vezu sa tim. Biserka je na sve načinne pokušala da odgovori Ivu od odlaska, ali je ona ostala pri svome. Petra je poludela kada je saznala od Borne šta je bilo sa Tinom. Kada su došli kod nje kući, Tina je ponovo pokušala da smuva Nikolu, ali je to propalo u vodu kada su mu u oči zapale Anine slike. Igor se izjadao Marijani zbog svojih teškoća, a kada je Marijana predložila Antunu da njih dvoje odu Megi u posetu, Antun mu je na suptilan način dao znak kada bi mogli da izvedu pljačku. Iva je objasnila Dori gde se sele i da Igor neće ići sa njima.Pojava Petre Novak i Jakova Barišića. |                    |                 |                   | |                    |
| 657 | 47                 | „Epizoda 4.47”  | Milivoj Puhlovski | Steven Ivan Zanoški, Tomislav Štefanac, Ivana Milković, Aleksandar Krištek, Milijan Ivezić, Tomislav Hrpka, Inge Privora, Alan Čubrilo, Iva Ilakovac i Ivana Mišetić      | 6. novembar 2007   |
| Kada je došao u stan Lončarevih po svoj stvari, Igor se zaprepastio kada je od Ive saznao da i ona i Dora idu sa Biserkom u Australiju i tada se zakleo da neće dozvoliti da Dora ide. Marijana je rekla Antunu da neće obezbeđivati prenos novca. Borna se izvinio Tini zbog kraha u kafani i rekao joj je da će otii do vlasnika Duleta da traži novac koji im je obećan. Iva je rekla Nadi i Marinku da ide u Australiju, a Marinko je odmah znao i zašto. Posle je otišla u Vinariju i zamolila Jureta da joj pomogne oko sređivanja vize. Borna je došao kod Benčića i rekao Nikoli da mu da Anine slike na šta je on pristao. Kako nije imao izbora i jer je hteo da nađe zastupnika zbog Dore, Igor je pristao na Antunov plan da počine pljačku. Luka je došao na Marinkov poziv da hitno porazgovaraju i tada je od njega saznao da Iva odlazi u Australiju.Pojava Petre Novak i Jakova Barišića. |                    |                 |                   | |                    |
| 658 | 48                 | „Epizoda 4.48”  | Milivoj Puhlovski | Steven Ivan Zanoški, Tomislav Štefanac, Ivana Milković, Aleksandar Krištek, Milijan Ivezić, Tomislav Hrpka, Inge Privora, Alan Čubrilo, Iva Ilakovac i Ivana Mišetić      | 7. novembar 2007   |
| Marinko i Luka su se žestoko posvađali zbog Ivinog odlaska za koji Marinko misli da je Luka kriv. Luka je otišao da porazgovara sa Ivom, ali je ona ostala pri odluci da ode u Australiju sa Biserkom. Antun i Igor su krenuli u poslednje pripreme oko izvršenja pljačke, a Nikola ih je zamalo provalio jer je Antun ostavio plastični pištolj na stolu da se suši kada ga je prefarbao sprejem u crno. Marinka su privali u policiju na jedan informativni razgovor u vezi trgovine ljudima. Krešo je rekao Marijani da se načelnik ipak predomislio i da će ona ipak morati da obezbeđuje prevoz novca, ali da će joj to biti poslednje obezbeđivanje. Kada je Berislav sa svojom suprugom Anitom došao kod Nade, Nada je posumnjala da Berislav žrtvuje Marinka kako se ne bi otkrila njegova umešanost u trgovinu ljudima, a njenu sumnju je uverio kasniji prizor kada se Berislav pozdravio i na kratko porazgovarao sa novinarem koji blati Marinkovo ime po žutoj štampi. Igorova i Antunova pljačka nije tekla po planu jer se Antun potukao sa čuvarem. Igor se zaprepastio kada je ugledao Marijanu kako dolazi na zadatak. Kako se Antun nije pojavio u dogovoreno vreme napolju, Igor je upalio kola i pobegao. Ubrzo je Antun izleteo napolje, ali ga je Marijana zaustavila. Ona je doživela hladan tuš kada mu je skinula fantomku.Pojava Petre Novak. |                    |                 |                   | |                    |
| 659 | 49                 | „Epizoda 4.49”  | Milivoj Puhlovski | Steven Ivan Zanoški, Tomislav Štefanac, Ivana Milković, Aleksandar Krištek, Milijan Ivezić, Tomislav Hrpka, Inge Privora, Alan Čubrilo, Iva Ilakovac i Ivana Mišetić      | 8. novembar 2007   |
| Kako bi spasila Antuna, Marijana je poslala čuvara koji se u međuvremenu osvestio da pozove policiju pod izgovorom da nema mobilni, a Antunu je naredila da je nabode u glavu kako bi izgledalo kao da ju je udario i pobegao. Antun je to i nevoljno učinio, a kada je došao kući napao je Igora zbog toga što je pobegao i ostavio ga na cedilu. Marinko nije verovao Nadi kada mu je rekla da ga Berislav namerno žrtvuje. Anita je došla kod Nade i pozvala je nju i Marinka kod sebe i Berislava na večeru, ali se uznemireno povukla kada ju je Nada pitala zbog čega Berislav ne obznanjuje da je on vlasnik "Globus transa", preduzreća zbog koga Marinka blate po novinama. Krešo i policija su započeli uviđaj. Marinko, Nada i Petra su otišli kod Biserke i Ive na večeru pre nego što one otputuju, a ubrzo je došao i Jure i doneo im sređene vize. Luka je razgovarao sa ocem Julijanom i objasnio mu da su njegova iskušenja gotova i da je odlučio da su mu Bog i crkva na prvom mestu. Kada se vratilia u stan, Marijana je pobesnela na Antuna zbog pljačke, a ubrzo je i Nikola saznao o čemu se radi. Ubrzo su njih dvoje otkrili da je i Igor učestvovao u pljački. Sutradan je Krešo u ispostavi pokazao Marijani foto-robot pljačkaša sa Antunovim likom i rekao joj da će se povesti unutrašnja kontrola jer sumnja da odnegde cure podaci. Berislav je besan došao kod Nade zbog toga što je razgovarala sa Anitom. Igor je otišao kod Lončarevih da se pozdravi sa Ivom.Pojava Petre Novak. |                    |                 |                   | |                    |
| 660 | 50                 | „Epizoda 4.50”  | Milivoj Puhlovski | Steven Ivan Zanoški, Tomislav Štefanac, Ivana Milković, Aleksandar Krištek, Milijan Ivezić, Tomislav Hrpka, Inge Privora, Alan Čubrilo, Iva Ilakovac i Ivana Mišetić      | 9. novembar 2007   |
| Igor se oprostio od Ive i Dore. Jure je kupio Nikoline deonice, a onda se zaprepastio kada je shvatio zbog čega ih je Nikola prodao. Marijana je rekla Krešu da razmišlja da da ostavku. Antun je obišao Megi u bolnici i rekao joj da je vodi u Beč kod najboljih lekara. Posle Marijaninog odlaska iz kafića, Nada je porazgovarala sa Krešom i rekla mu da je Berislav vlasnik "Globus transa". Kasnije je Berislav došao i zapretio Nadi da drži jezik za zubima. Nada je i dalje pokušavala da ubedi Marinka da ga Berislav iskorišćava. Pre odlaska, Biserka i Iva su obišle Danijelov i Zlatkov grob i otkrile da je neko ostavio cveće i zapalio sveće. Kada su sve završile, Biserka je dala Nadi ključ od stana i rekla joj da nađe kupca. Dok je šetao vinogradom, Nikola je sreo nekoga koga nije očekivao.Pojava Ane Fijan. |                    |                 |                   | |                    |
| 661 | 51                 | „Epizoda 4.51”  | Bernarda Fruk     | Steven Ivan Zanoški, Tomislav Štefanac, Ivana Milković, Aleksandar Krištek, Milijan Ivezić, Tomislav Hrpka, Inge Privora, Alan Čubrilo, Iva Ilakovac i Ivana Mišetić      | 12. novembar 2007  |
| Ana je objasnila Nikoli gde je bila sve vreme. Nikola je posle zamolio Jureta da iskoristi svoju vezu na granici kako bi pomogao Ani da pređe granicu prokrijumčarena u jednom od kamiona vinarije. Marinku je prekipelo Nadino i Lukino mešanje u njegov i Berislavov odnos. Dunju su pozvali na godišnjicu mature, ali Franjo nije mogao da ide zbog posla. Angelina se odmah ponudila da vodi salon dok ona nije tu. Nada je pozvala Berislava i Anitu na večeru. Ana i Nikola su se pomirili.Pojava Petre Novak i Ane Fijan. |                    |                 |                   | |                    |
| 662 | 52                 | „Epizoda 4.52”  | Bernarda Fruk     | Steven Ivan Zanoški, Tomislav Štefanac, Ivana Milković, Aleksandar Krištek, Milijan Ivezić, Tomislav Hrpka, Inge Privora, Alan Čubrilo, Iva Ilakovac i Ivana Mišetić      | 13. novembar 2007  |
| Večera kod Nade i Marinka na koju su došli Berislav i Anita se pretvorila u raspravu u kojoj je Nada naterala Berislava da prizna da joj je pretio, a kasnije je Anita razgovarala sa njom o njegovom ponašanju u njihova četiri zida. Dunja je otišla na godišnjicu pa je Franjo ostao prinuđen da javnim prevozom ide na posao. Angelinino čudno ponašanje se nastavilo. Nikola je odlučio da ode sa Anom. U kafiću je izbila žučna rasprava između Karoline, Nade i Petra posle koje je Karolina besna otišla. Luka je venčao Nikolu i Anu. Petra je došla u "Zen kozmetiku" i jasno stavila Karolini do znanja da se iseli iz kuće jer će je prodati.Pojava Petre Novak. Poslednja pojava Ane Fijan. |                    |                 |                   | |                    |
| 663 | 53                 | „Epizoda 4.53”  | Bernarda Fruk     | Steven Ivan Zanoški, Tomislav Štefanac, Ivana Milković, Aleksandar Krištek, Milijan Ivezić, Tomislav Hrpka, Inge Privora, Alan Čubrilo, Iva Ilakovac i Ivana Mišetić      | 14. novembar 2007  |
| Iako je Karolina pokušala da je odgovori od prodaje kuće, Petra je ostala pri svome. Posle razgovora sa Karolininom o Petrinoj odluci, Borna je odlučio da napravi ugovor sa Matetom LJubićem "Gromom" kako bi Tini i se bi doneo novac (njo za njene pesme, a sebi za krov nad glavom). Marijana, Igor i Antun su bili zbunjeni jer Nikole nema već ceo dan, a ne javlja im se ni na telefon. Biserka je zvala Nadu iz Australije. Tina isprva nije htela ni da čuje za sa radnju sa Matetom, ali je na kraju pristala. Dunja se smestila kod svoje majke dok se ne završi godišnjica i odmah se poteglo pitanje deteta, a Dunja nije htela ni da čuje za usvajanje. Angelinino ponašanje je i dalje čudno, a Franjo po prvi put provodi dane bez Dunje. Lukina, Marinkova i Nadina večera se pretvorila u žučnu raspravu koju je prekinuo dolazak mladića Toma − Marinkovog sina.Pojava Petre Novak. |                    |                 |                   | |                    |
| 664 | 54                 | „Epizoda 4.54”  | Bernarda Fruk     | Steven Ivan Zanoški, Tomislav Štefanac, Ivana Milković, Aleksandar Krištek, Milijan Ivezić, Tomislav Hrpka, Inge Privora, Alan Čubrilo, Iva Ilakovac i Ivana Mišetić      | 15. novembar 2007  |
| Marinko je upoznao Nadu i Luku sa Tomom. Dunjina godišnjica mature je počela. Kada ga je Angelina videla kako unosi ogromnu kutiju u stan, Franjo joj je objasnio da je to orman u delovima kojim hoće da iznenadi Dunju kad se vrati. Petra je razgovarala sa Nadom o ceni koju bi mogla da postavi za kuću, a onda joj se Berislav odmah prišljemčio pričom koliko bi mogla da dobije. Dunji je bilo neprijatno kada su njene drugarice počele da je ispituju o deci. Borna i Tina su krenuli na njen sledeći nastup. Marijana je došla kod Nade kako bi se raspitala gde je Nikola, ali Nada nije znala ništa o tome. Dunja je na godišnjici srela svog druga iz detinjstva Darija. Kada su sklopili orman, Angelina je u naletu radosti poljubila Franja. Dok su sedeli u parku, Dario je poljubio Dunju.Pojava Petre Novak. |                    |                 |                   | |                    |
| 665 | 55                 | „Epizoda 4.55”  | Bernarda Fruk     | Steven Ivan Zanoški, Tomislav Štefanac, Ivana Milković, Aleksandar Krištek, Milijan Ivezić, Tomislav Hrpka, Inge Privora, Alan Čubrilo, Iva Ilakovac i Ivana Mišetić      | 16. novembar 2007  |
| Dunja je gurnula Darija pa je on pao i slomio nogu. Jure je došao kod Marijane i Antuna i saopštio im da je Nikola otišao iz zemlje sa Anom. Dunja se spremila i vratila u Zagreb. Tina i dalje ne želi da sarađuje sa Matetom, ali joj je Borna da moraju ako hoće da zarade dobre pare. Dunja se posle godišnjice vratila u Zagreb i zatekla Franja i Angelinu kako spavaju u istom krevetu, ali joj je Franjo kad se probudio objasnio da su sastavljali orman pa su samo umorni zaspali. Tom je došao kod Marinka na posao i izneo mu istu sumnju kao i Nada u vezi Berislava. Berislav je razgovarao sa Petrom, a ona je kasnije rekla Karolini da je našla kupca za kuću i da ima nedelju dana da se iseli. Helena je zvala Antuna i rekla mu da je operacije uspela i da je Megi zdrava. Berislav je otkrio Marinku da je novac za kupovinu oružja zbog kog je on robijao u Kanadi iz rata devedesetih završio u džepu treće osobe.Pojava Petre Novak. |                    |                 |                   | |                    |
| 666 | 56                 | „Epizoda 4.56”  | Bernarda Fruk     | Steven Ivan Zanoški, Tomislav Štefanac, Ivana Milković, Aleksandar Krištek, Milijan Ivezić, Tomislav Hrpka, Inge Privora, Alan Čubrilo, Iva Ilakovac i Ivana Mišetić      | 19. novembar 2007  |
| Berislav je saopštio Marinku da će kad uđe u skupštinu pokrenuti postupak oko toga ko je ukrao novac devedesetih. Karolina i Petra su se posvađale na krvi nož oko prodaje kuće. Luka je predložio da odvede Toma u obilazak Hrvatske. Dunja i Franjo su vodili ljubav, a onda ga je ona podsetila da treba da idu na vantelesnu oplodnju. Dok je Borna razgovarao sa Petrom kod Nade, Tom je ušao u sobu pa je zamalo izbila tuča. Angelina je rekla Franju za Dunjin i Dario poljubac, a Franjo se posle posvađao sa Dunjom. Tom je rekao Nadi da je rekao Marinku da da otkaz u "Globus transu". Karolina je predložila Borni da preko suda spreče prodaju kuće, ali je Borna odbio da u tome učestvuje jer mu je Petra obećala da će mu kupiti stan. Marinko je došao u crkvu da se ispovedi. Dok su razgovarali o neočekivanim poljupcima, Angelina je ponovo poljubila Franja.Pojava Petre Novak. |                    |                 |                   | |                    |
| 667 | 57                 | „Epizoda 4.57”  | Bernarda Fruk     | Steven Ivan Zanoški, Tomislav Štefanac, Ivana Milković, Aleksandar Krištek, Milijan Ivezić, Tomislav Hrpka, Inge Privora, Alan Čubrilo, Iva Ilakovac i Ivana Mišetić      | 20. novembar 2007  |
| Angleina je objasnila Franju šta je neočekivani pljubac i da takav poljubac Dunji sa Dariom nije značio ništa. Borna je došao taman na vreme da spreči da se Karolina i Petra potuku, a onda je saznao da je Petra prodala kuću i da za nekoliko dana stiže novac pa će dobiti stan. Berislav i Anita su se posvađali kod Nade u kafiću zbog kuće koju on treba da kupi. Marijana je i dalje ljuta na Antuna zbog pljačke. Marinko i Tom us odveli Luku na bilijar i tada je Marinko otkrio Tomu da je novac za oružje uzeo ratni profiter. Dunja i Franjo su se pomirili, a Franjo je zamolio Angelinu da ništa ne govori Dunji o poljupcu. Berislav je došao u "Globus trans" i dao Marinku cedulju sa imenom čoveka koji je proneverio novac.Pojava Petre Novak. |                    |                 |                   | |                    |
| 668 | 58                 | „Epizoda 4.58”  | Bernarda Fruk     | Steven Ivan Zanoški, Tomislav Štefanac, Ivana Milković, Aleksandar Krištek, Milijan Ivezić, Tomislav Hrpka, Inge Privora, Alan Čubrilo, Iva Ilakovac i Ivana Mišetić      | 21. novembar 2007  |
| Marijana je došla kod Jureta u vinariju da pokupi Nikoline stvari, a Igor je tada primetio da ona nije sva svoje od kad je Nikola otišao. Jure je dobio eporuku od svoje ćerke Mirne i tako je saznao da će ona doći u Zagreb. Berislav je rekao Tomu ko je ukrao novac za oržuje pa je Tom pokušao da nagovori Marinka da se osveti, ali kada je on to odbio, Tom se obratio Luki za pomoć. Petra je završila posao sa Berislavom. Karolina je saznala da Jure traži kuću da se preseli. Borna se sastao sa Matetom kako bi ponovo pokušao da ga nagovori da počne da radi za njega i Tinu, a kasnije je ubedio Tinu da večera sa Matetom kako bi uspeli da ga nagovore da započne saradnju sa njima. Nada je saopštila Marinku da je uz njega šta god da odluči. Dok je sedela sa Igorom u kafiću, Marijana je napravila ispad. Mate je došao kod Tine na večeru, a Marinko na adresu Branka Mandića, čoveka koji je ukrao nova za oružje. Karolina je došla u vinariju da porazgovara sa Juretom. Nikola se javio Marijani iz Argentine, a Marijana je posle toga u naletu radosti poljubila Igora. Borna se naljutio na Tinu jer Mate nije pristao da radi za njih, ali se brzo odobrovoljio kad je Mate pozvao Tinu telefonom i rekao joj da će ipak da potpiše ugovor sa njom i Bornom. Marijana je doživela hladan tuš kada ju je Igor u polusnu nazvao "Iva".Pojava Petre Novak i Jakova Barišića. |                    |                 |                   | |                    |
| 669 | 59                 | „Epizoda 4.59”  | Bernarda Fruk     | Steven Ivan Zanoški, Tomislav Štefanac, Ivana Milković, Aleksandar Krištek, Milijan Ivezić, Tomislav Hrpka, Inge Privora, Alan Čubrilo, Iva Ilakovac i Ivana Mišetić      | 22. novembar 2007  |
| Marijana se naljutila posle Igorovog govora u snu. Igor je razgovarao sa Juretom koji je shvatio da je Igor spavao sa Marijanom pa mu je rekao da prvo preboli Ivu. Tom je navalio na Marinka da završi sa Mandićem, a Marinnko je od Berislava dobio potvrdu da Mandić jeste kriv za proneveru. Tina je bila na večeri sa Bornom i Matetom, ali se naljutila jer je Borna počeo da posvećuje više poslovne pažnje njemu. Od Antuna je saznala da je Nikola pobegao u Argentinu sa Anom pa je to kasnije rekla Borni. Marinko je saopštio Nadi de će posle izbora dati otkaz Berislavu. Kada je Mate došao kod nje kući, Tina je shvatila da on piše sjajne balade, a Borna se naljutio kad je od nje saznao da je Mate potpisao ugovor sa njima samo iz sažaljenja. Tom je dao Marinku pištolj.Pojava Petre Novak. |                    |                 |                   | |                    |
| 670 | 60                 | „Epizoda 4.60”  | Bernarda Fruk     | Steven Ivan Zanoški, Tomislav Štefanac, Ivana Milković, Aleksandar Krištek, Milijan Ivezić, Tomislav Hrpka, Inge Privora, Alan Čubrilo, Iva Ilakovac i Ivana Mišetić      | 23. novembar 2007  |
| Marinko je dao Tomu do znanja da će to sa Mandićem rešiti na svoj način. Jure je razgovarao sa Igorom i rekao mu da još nije odlučio koju kuću će da kupi zbog Mirne jer bi ona želela neku savremenu, a klasičnu. Luka je saopštio Marinku da ne bi nasilno trebalo da rešava stvar sa Mandićem. Dunja je rekla Franju da moraju u 3 da idu na kliniku, a ona je zamalo dobio otkaz od Karoline jer je navalio da ga pusti u 3, a nije joj rekao zašto. Kada joj je rekao, ona ga je pustila. Kad su se vratili sa Klinike, Dunja je rekla Franju da ode po Angelinu, a posle susreta se jednom mušterijom, Angelina je mušteriji rekla da joj je on dečko. Marinko je odlučio da sa pištoljem ode kod Mandića. Kada se ušunjao u kuću i zapretio Mandiću, iz druge prostorije je polugola izletela Anita Padovan.Poslednja pojava Biserke Lončar, Ive Lončar i Nikole Benčića. Pojava Petre Novak. |                    |                 |                   | |                    |
| 671 | 61                 | „Epizoda 4.61”  | Siniša Bajt       | Steven Ivan Zanoški, Tomislav Štefanac, Ivana Milković, Aleksandar Krištek, Milijan Ivezić, Tomislav Hrpka, Inge Privora, Alan Čubrilo, Iva Ilakovac i Ivana Mišetić      | 26. novembar 2007  |
| Anita je objasnila Marinku ko je pravi izdajnik i dala mu kasnije dokaze za to. Berislav je došao kod Nade da proslavi svoju pobedu, a Marinko je bio celo vreme hladan prema njemu što je Tom primetio. Borna je imao neprijatan susret sa Karolinom kod Nade, a pre toga se posvađao sa Petrom jer ne želida mu da novac od prodaje kuće već sama želi da mu kupi stan. Kako je Karolina rekla Franju da mora da ostane prekovremeno zbog novih proizvoda, Angelina mu je na posao donela večeru, međutim, on joj je rekao da zbog onog poljupca ne bi trebalo da ih toliko viđaju zajedno, ali ju je na kraju umirio kada je ona počela da plače jer je smatrala da bi zbog toga trebalo da se odseli. Marinko i Tom su u "Globu transu" suočili Berislava sa svojim otkrićem, a kada je Marinko odbio da upuca Berislava, Tom mu je izvukao pištolj iz džepa i pucao.Prva pojava Mirne Šarić. Pojava Petre Novak. |                    |                 |                   | |                    |
| 672 | 62                 | „Epizoda 4.62”  | Siniša Bajt       | Steven Ivan Zanoški, Tomislav Štefanac, Ivana Milković, Aleksandar Krištek, Milijan Ivezić, Tomislav Hrpka, Inge Privora, Alan Čubrilo, Iva Ilakovac i Ivana Mišetić      | 27. novembar 2007  |
| Marinko je naredio Tomu da ide i da kaže policiji ako pita da ga nije video, a posle je iscenirao mesto zločina daizgleda kao da se Berislav ubio. Pošto je Dunja kući, Angelina je jedva stizala da udovolji svakoj mušteriji u salonu. Marijana i Antun su u kafiću upoznali Toma. Borna i Tina su se dogovorili sa Matetom da ubace i malo klasične muzike u njegove pesme pa je Borna krenuo da traži svirače koji sviraju klasičnu muziku u na tom putu je upoznao Juretovu ćerku Mirnu. Kada je došao na posao, Antun je pronašao Berislavov leš. Policija je odmah bila obaveštena, a Marinka su pozvali na razgovor. Tamo se on susreo sa Anitom, a onda ga je inspektor Krešo Iveta pozvao da uđe i objasni mu mnoge stvari.Pojava Petre Novak i Jakova Barišića. |                    |                 |                   | |                    |
| 673 | 63                 | „Epizoda 4.63”  | Siniša Bajt       | Steven Ivan Zanoški, Tomislav Štefanac, Ivana Milković, Aleksandar Krištek, Milijan Ivezić, Tomislav Hrpka, Inge Privora, Alan Čubrilo, Iva Ilakovac i Ivana Mišetić      | 28. novembar 2007  |
| Policija je saslušala Marinka u vezi Berislavovog "samoubistva", a Nada je bila kao na iglama dok se nije vratio. Karolina je bila na frizuri kod Angeline, a Angelina je tada od nje saznala da ona još nije odustala od Jureta. Franjo i Dunja su se spremili na jednodnevno odsustvo, ali je Angelina pozvala Franja pred odlazak i rekla mu da je nestalo struje u salonu kako bi on došao. Tina je predložila Matetu da snime duet od jedne njegove balade. Anita je bila kod Marinka. Angelininoj radosti je brzo došao kraj jer je na vratima salona mesto Franja videla Jakova. Borna se zaprepastio kada je čuo da su Tina i Mate snimili baladu umesto narodnjaka. Marinko je suočio Toma sa događajem koji se dogodio pre 14 godina.Pojava Petre Novak i Jakova Barišića. |                    |                 |                   | |                    |
| 674 | 64                 | „Epizoda 4.64”  | Siniša Bajt       | Steven Ivan Zanoški, Tomislav Štefanac, Ivana Milković, Aleksandar Krištek, Milijan Ivezić, Tomislav Hrpka, Inge Privora, Alan Čubrilo, Iva Ilakovac i Ivana Mišetić      | 29. novembar 2007  |
| Marinkov i Tomov odnos je zahladneo posle rasprave. U novinama je izašao članak o Berislavovim mutmim radnjama. Dunja i Franjo su se vratili kući. Kako Jakov nije mogao da popravi kvar, Franjo je otišao u salon mesto njega. Borna je naredio Matetu i Tini da on snima narodnjake, a ona da piš pesme. Antun je razgovarao sa Marinkom jer je počeo da brine da bi preduzeće moglo da ode u stečaj, ako policija uskoro ne dozvoli da nastave sa radom. Marinko je primetio da se Petra i Tom zbližavaju. Franjo i Dunja su sredili Angelini kratak boravao u banji. Tom je poljubio Petru. Borna je pozvao Mirnu na večeru, međutim, zaprepastio se kada je shvatio ko je u stvari njen otac.Pojava Petre Novak i Jakova Barišića. |                    |                 |                   | |                    |
| 675 | 65                 | „Epizoda 4.65”  | Siniša Bajt       | Steven Ivan Zanoški, Tomislav Štefanac, Ivana Milković, Aleksandar Krištek, Milijan Ivezić, Tomislav Hrpka, Inge Privora, Alan Čubrilo, Iva Ilakovac i Ivana Mišetić      | 30. novembar 2007  |
| Borna je ispričao Tini kakvu je nesreću doživeo sa Mirnom, a ona je to odmah iskoristila da počne da se sprda na njegov račun. Mirna se obradovala kada je videla da joj je otac kupio klavir, ali je rekla Juretu da ostaje samo nedelju dana u Hrvatskoj. Antun je saopštio Marinku da je voljan da nastavi da radi u "Globus transu", ako on ostane u njemu. Pošto su rešili da pošalju Angelinu na odmor, Dunja i Franjo su joj platili jednodnevni boravak u banji, ali je ona shvatila to kao način da je se reše pa su njih dvoje bili prinuđeni da pošalju i Jakova sa njom. Angelina je u banji doživela nešto što nikad nije očekivala.Pojava Petre Novak i Jakova Barišića. |                    |                 |                   | |                    |
| 676 | 66                 | „Epizoda 4.66”  | Milivoj Puhlovski | Steven Ivan Zanoški, Tomislav Štefanac, Ivana Milković, Aleksandar Krištek, Milijan Ivezić, Tomislav Hrpka, Inge Privora, Alan Čubrilo, Iva Ilakovac i Ivana Mišetić      | 3. decembar 2007   |
| Jakov je "spasao" Angelinu iz "kandži" Nemaca svingera. Tina je nastavila da se sprda na Bornin račun. Nada nije bila zadovoljna Marinkovom odlukom da se vrati u "Globus trans", ali joj je on objasnio da će on od sada da vodi sve. Mirna se posvađala sa Juretom jer se njemu Borna ne sviđa za razliku od nje. Borna je pozvao Mirnu i objasnio joj da neće moći da se vide jer ima previše posla, ali se posle razgovora sa Juretom kod Nade u kafiću predomislio i namerno je pozvao na sastanak. Kad su se vratili iz banje, Angelina je ispričala Franju šta je bilo i kako je spašena. Nada je rekla Juretu da joj se Biserka javila putem e-pošte i da se zaposlila u jednoj bolnici u Australiji. Borna i Mirna su se sastali kod nje kući, a onda je došao Jure, a Borna joj je otkrio zbog čega su on i Jure u svađi.Pojava Petre Novak i Jakova Barišića. |                    |                 |                   | |                    |
| 677 | 67                 | „Epizoda 4.67”  | Milivoj Puhlovski | Steven Ivan Zanoški, Tomislav Štefanac, Ivana Milković, Aleksandar Krištek, Milijan Ivezić, Tomislav Hrpka, Inge Privora, Alan Čubrilo, Iva Ilakovac i Ivana Mišetić      | 4. decembar 2007   |
| Borna je otišao od Mirne, ali se pre toga pobrinuo da Mirna bude na njegovoj strani tako što ju je još više posvađao sa Juretom. Franjo i Jakov su bili kod Tine na ručku. Mirna je i dalje u zavadi sa Juretom zato što je i Biserku prevario kao i njenu majku. Mirna je došla kod Tine kako bi porazgovarala sa Bornom. Dok je Borna sedeo na poslovnom sastanku sa Jakovom i Matetom kod Nade u kafiću, pojavio se Jure, a njihov kratki "razgovor" se zamalo završio tučom. Kad je porazgovarala sa Bornom o njegovoj svađi sa Juretom i posle posete Juretu, Karolina je saopštila Borni da bi trebalo da se oženi Mirnom.Pojava Petre Novak i Jakova Barišića. |                    |                 |                   | |                    |
| 678 | 68                 | „Epizoda 4.68”  | Milivoj Puhlovski | Steven Ivan Zanoški, Tomislav Štefanac, Ivana Milković, Aleksandar Krištek, Milijan Ivezić, Tomislav Hrpka, Inge Privora, Alan Čubrilo, Iva Ilakovac i Ivana Mišetić      | 5. decembar 2007   |
| Borna je ostao zatečen rečima Karoline, ali je nastavio da se viđa sa Mirnom. Tom se zaposlio kao Antunov pomoćnik u "Globus transu". Megi je zvala Antuna i rekla mu da se uskoro vraća kući. Angelina je otišla u muzički studio kako bi frizirala plesačice koje snimaju spot sa Matetom. Kad se vratila kući, otišla je odmah da se istušira, ali je ubrzo Dunji pripala muka, a Franjo je znao šta to znači. Antun je ispričao Tomu kako se Luka "motao" oko Ive. Igor ne može da shvati zašto je Marijana ljuta na njega, a kamoli da to ima veze sa noći koju su proveli u krevetu. Dok je snimao spot za Mateta, u Borninom studiju se pojavila Mirna. Dok je skidala plakate koje je ranije nalepila, Petru je napao nastavnik koga je optužila da je pedofil.Pojava Petre Novak i Jakova Barišića. |                    |                 |                   | |                    |
| 679 | 69                 | „Epizoda 4.69”  | Milivoj Puhlovski | Steven Ivan Zanoški, Tomislav Štefanac, Ivana Milković, Aleksandar Krištek, Milijan Ivezić, Tomislav Hrpka, Inge Privora, Alan Čubrilo, Iva Ilakovac i Ivana Mišetić      | 6. decembar 2007   |
| Petra je oterala manijaka suzavcem i rekla mu da će svi saznati ko je on. Tom je na posredan način ispitao Luku šta misli o Petri, a šta o Ivi jer je od Nade i Marinka saznao da je Luka bio potajno zaljubljen u Ivu. Borna je razgovarao sa Mirnom u studiju gde je nastao sladak nesporazum jer je Mate mislio da je ona još jedna plesačica. Nada je razgovarala sa Tomom i bila je smrknuta jer je jedan gost u knjizi utisaka napisao da je prespora. Tom je iskoristio priliku da porazgovara sa njom o Luki i Ivi. Luka je razgovarao sa Marinkom je misli da Tom loše utiče na Petru. Mirna i Borna su provodili romantično veče tokom kog su se zamalo i poljubili, ali je naišao Jure koji je kasnije zbog toga besan uleteo kod Karoline u poslovnicu dok je razgovarala sa Franjom i naredio joj da se i ona i Borna drže dalje od Mirne. Matetov prvi spot je izašao. Petra je od devojčice Božene saznala nešto strašno i da je pogrešan čovek u zatvoru zbog zlostavljanja deteta.Pojava Petre Novak i Jakova Barišića. |                    |                 |                   | |                    |
| 680 | 70                 | „Epizoda 4.70”  | Milivoj Puhlovski | Steven Ivan Zanoški, Tomislav Štefanac, Ivana Milković, Aleksandar Krištek, Milijan Ivezić, Tomislav Hrpka, Inge Privora, Alan Čubrilo, Iva Ilakovac i Ivana Mišetić      | 7. decembar 2007   |
| Kada je Petra htela da pozove policiju, Božena je pobegla, a Petra je objasnila Tomu i Marijani da nije kriv nastavnika koji je uhapšen. Dunja i Franjo su se posvađali zbog prokletstva koje je ona sebi uvrtela u glavu. Karolina je objasnila Borni kako će da reši stvar oko njega i Mirne, ali Borna nije hteo da učestvuje u tome. Petra, Marijana i Tom su došli kod Boženinih roditelja, a posle kraće svađe, Boženin otac je uhapšen zbog zlostavljanja deteta. Tini se nije dopao Matetov novi spot. Jure i Mirna su saznali da su sve karte za njen nastup rasprodate i da može da se kupi mamograf za onkologiju, ali i da je jedan davalac uplatio dodatni novac tako da mogu da kupe i dodatnu opremu, međutim, taj davalac je hteo da ostane neimenovan. Kada je poslušala pesmu koju joj je Mate napravio, Tina je poludela od besa. Jure je doživeo hladan tuš kada su mu se u kući pojavili Karolina i Borna, a još hladniji kada je saznao da je ona taj davalac. Tina je izbacila Mateta iz kuće. Igor je otvoreno pitao Marijanu zbog čega je ljuta na njega, ali ona nije htela da mu odgovori. Karolina je bila kod primarijusa Zvonka i saznala je da ima kvržicu na desnoj dojci.Pojava Petre Novak i Jakova Barišića. |                    |                 |                   | |                    |
| 681 | 71                 | „Epizoda 4.71”  | Bernarda Fruk     | Steven Ivan Zanoški, Tomislav Štefanac, Ivana Milković, Aleksandar Krištek, Milijan Ivezić, Tomislav Hrpka, Inge Privora, Alan Čubrilo, Iva Ilakovac i Ivana Mišetić      | 10. decembar 2007  |
| Primarijus Zvonko je sredio Karolini pregled radi daljeg ispitivanje kvržice na dojci. Borna i Tina su se posvađali zbog predstavljanja Matetovog novog spota. Karolina je sredila da Mirna i ona naprave večeru na Juretovo nezadovoljstvo. Karolina je saopštila Franju da će ponovo morati da ostane malo duže na poslu kako bi nadoknadili 5% koje je priložila za onkologiju i da će mu to, ako treba, dvostruko platiti. Filipa je pozvala Jakova da ga zamoli da pričuva Lorenca na par dana jer ona ima neke obaveze, a Jakov je sa velikim oduševljenjem pristao. Jure je primetio da Igor nije sav svoj pa mu je Igor objasnio da je Marijana ljuta na njega i da ne zna zašto. Ubrzo je Igor video da je Jure izašao u novinama. I Borna i Nada su videli to isto. Karolina je pozvala Bornu na večeru, ali on nije hteo da ide. Tina je pustila radio i ubrzo je ponovo poludela od besa jer su pustili Matetov novi hit. Večera kod Jureta je počela. Igor je pozvao maserku da izmasira Marijanu kako bi joj se izvinio na neki način, ali je ona mislila da je to neka njegova drolja pa ga je izbacila iz stana. Mirna je naterala Jureta da prizna kako nešto oseća prema Karolini.Pojava Jakova Barišića. |                    |                 |                   | |                    |
| 682 | 72                 | „Epizoda 4.72”  | Bernarda Fruk     | Steven Ivan Zanoški, Tomislav Štefanac, Ivana Milković, Aleksandar Krištek, Milijan Ivezić, Tomislav Hrpka, Inge Privora, Alan Čubrilo, Iva Ilakovac i Ivana Mišetić      | 11. decembar 2007  |
| Jure je Mirni na pitanje uzvratio pitanjem da li se njoj sviđa Borna. Marijana je pustila Igora u stan pa joj je on objasnio da je ta maserka bila poklon za nju. Borna se naslađivao jer je uspeo da navuče Jureta da da pet posto od zarade za onkologiju. Tina se izvinila Borni zbog toga što je prasnula na njega. Karolina i Jure su došli kod primarijusa Zvonka, ali je Karolina imala prednost pri puštanju. Dok je Borna sedeo sa Tinom kod Nade u kafiću, Mirna se pojavila i izrazila želju da ide sa njim u studio. Petra se sastala sa nastavnikom koji je pušten iz zatvora i izvinila mu se, ali on izvinjenje nije hteo da prihvati. Primarijus Zvonko je objasnio Karolini da mora da bude sprema na ishode ispitivanja. Pošto je doveo Mirnu u studio, Borna je zamolio Mateta da otpeva nešto samo za nju. Tina se napila pa je Antun bio prinuđen da je odvede kući. Mirna je rekla Borni da se vraća za dva dana u Nemačku. Megi se vratila.Pojava Petre Novak. |                    |                 |                   | |                    |
| 683 | 73                 | „Epizoda 4.73”  | Bernarda Fruk     | Steven Ivan Zanoški, Tomislav Štefanac, Ivana Milković, Aleksandar Krištek, Milijan Ivezić, Tomislav Hrpka, Inge Privora, Alan Čubrilo, Iva Ilakovac i Ivana Mišetić      | 12. decembar 2007  |
| Antun i Megi su počeli da nadoknađuju izgubljeno vreme. Borna je poželeo Mirni srećan put i otišao. Jakov je doveo Lorenca, a Tinu je uhvatila muka zbog piće od prethodne noći. Tina je i umorna i živčana jer niko ne želi da joj da priliku da se pokaže. Petra je posetila Megi u sigurnoj kući. Antun i Megi su počeli da žive zajedno kod njega. Jure je predložio Borni poslovnu saradnju koja ima veze sa Mirnom. Jakov je posetio Franja na poslu, a kako mu je tamo iskrsao posao koji mu je Karolina predložila, on ga je prihvatio i zamolio Franja da sa Dunjom pričuva Lorenca na dan-dva. Marijana je posetila Antuna na poslu. Mirna je spremila svoj kofer za put, a Borna ju je posetio i izneo joj jedan predlog. Petra je kod Nade u kafiću videla Toma kako muva Marijanu.Pojava Petre Novak i Jakova Barišića. |                    |                 |                   | |                    |
| 684 | 74                 | „Epizoda 4.74”  | Bernarda Fruk     | Steven Ivan Zanoški, Tomislav Štefanac, Ivana Milković, Aleksandar Krištek, Milijan Ivezić, Tomislav Hrpka, Inge Privora, Alan Čubrilo, Iva Ilakovac i Ivana Mišetić      | 13. decembar 2007  |
| Tom je pozvao Petru da se pridruži za stolom njemu i Marijani, ali je ona to odbila. Dunja i Franjo su počeli da čuvaju Lorence. Borna je došao kod Jureta u vinariju gde su porazgovarali o Mirni, a Borna je iskoristio razgovor da ga uceni zbog ponude koju mu je izneo u vezi nje. Borna je objasnio Jakovu kako je uspeo da pridobije jednog čoveka da da novac studiju i na koji način. Tina je pobesnela na Bornu kada joj je on rekao da će snimiti Mirni CD klasične muzike. Kada su od Marijane čuli da ide na roštilj, Antun i Megi su odlučili da idu sa njom. Dunja i Angelina su šetale tržnim centrom pa su slučajno zamenila kolica sa jednom ženom, a Angelina joj namerno nije ništa rekla, međutim, ubrzo su pronašli i tu ženu i Lorenca koga je ona odvezla ni ne znajući za zamenu. Borna i Mirna su proveli jedno romantično popodne koje se završilo poljupcem.Pojava Petre Novak i Jakova Barišića. |                    |                 |                   | |                    |
| 685 | 75                 | „Epizoda 4.75”  | Bernarda Fruk     | Steven Ivan Zanoški, Tomislav Štefanac, Ivana Milković, Aleksandar Krištek, Milijan Ivezić, Tomislav Hrpka, Inge Privora, Alan Čubrilo, Iva Ilakovac i Ivana Mišetić      | 14. decembar 2007  |
| Poljubac Mirne i Borne je doveo do neželjenog ishoda. Karolina je bila zadovoljna Franjovim novim proizvodima. Tom je rekao Antunu da će ići sa Marijanom na policijski roštilj. Igoru nije baš drago zbog toga. Mirna je rekla Juretu da će ipak ostati. Dunja je rekla Franju šta je bilo sa Lorencom dok je bila sa Angelinom u tržnom centru, a on joj je rekao da Jakovu ništa o tome ne govore da se ne bi ljutio. Igor je objasnio Juretu da je počeo polako da se navikava na život bez Ive i da je počeo da traži novu devojku i da bi tako trebalo i on da potraži novu ženu za sebe pošto Biserke više nema, a prva na pameti Igoru za Jureta je bila Karolina. Jure je posle posetio Karolinu u vinariji. Marinku nije bilo drago što Tom ide sa Marijanom na policijski roštilj. Jure je pozvao Karolinu na večeru, ali je ona odbila jer je morala na zakazani pregled. Nalazi ispitivanja su pokazali Dunji i Franju da je ona trudna. Mirna je ispred bolnice srela Karolinu. Karolina je bila jako potresena i rekla joj je da ima rak.Pojava Jakova Barišića. |                    |                 |                   | |                    |
| 686 | 76                 | „Epizoda 4.76”  | Mirna Miličić     | Steven Ivan Zanoški, Tomislav Štefanac, Ivana Milković, Aleksandar Krištek, Milijan Ivezić, Tomislav Hrpka, Inge Privora, Alan Čubrilo, Iva Ilakovac i Ivana Mišetić      | 17. decembar 2007  |
| Karolina je naredila Mirni da ne govori nikome ništa o njoj. Franjo i Dunja su sa oduševljenjem rekli Angelini da čekaju dete. Jakov je bio presrećan kad mu je Franjo rekao da će dobiti dete. Dunja i Angelina su stale bez preparata za salon, a Angelina se ponudila da ode do Franja da ih uzme. Marijana je proračunala da više troše od kad se Igor vratio kod nje i Antuna. Marinko se naljutio na Toma zbog odlaska sa Marijanom na roštilj. Angelina je iskoristila priliku dok je bila kod Franja da iscenira da je zgazila bočicu na podu, razbila je i posekla je. Tom je zamolio Petru da se pomire, ali ona nije htela. Jure je posetio Karolinu prilikom čega su se poljubili.Pojava Petre Novak i Jakova Barišića. |                    |                 |                   | |                    |
| 687 | 77                 | „Epizoda 4.77”  | Mirna Miličić     | Steven Ivan Zanoški, Tomislav Štefanac, Ivana Milković, Aleksandar Krištek, Milijan Ivezić, Tomislav Hrpka, Inge Privora, Alan Čubrilo, Iva Ilakovac i Ivana Mišetić      | 18. decembar 2007  |
| Karolina je odbila Juretovu ponudu za vođenjem ljubavi. Mirna je rekla Borni da će produžiti svoj boravak u Zagrebu, ali i da će malo sačekati sa snimanjem albuma jer želi da još malo vežba klavir. Kako Angelina zbog stopala ne može na posao, Dunja je odlučila da sada ona radi sama u salonu. Nada je primetila da se Petri na lice vratio dobro poznati osmeh. Igor je u vinariji upoznao Juretovu ćerku Mirnu. Borna je rekao Tini da je odlučio da uspori produkciju Mirninog albuma. Mirna je posetila Karolinu i rekla joj je da mora da ode po drugo mišljenje jer je rak dojke jako ozbiljna stvar. Karolina nije imala kud pa je pristala da potraži drugo mišljenje. Jure je pobesneo na Bornu jer ga je zatekao u trenutku kad je hteo da poljubi Mirnu, a kada je Mirna otišla po piće, Borna je otvoreno ucenio Jureta da se ne isprečava među njim i Mirnom ili će joj reći za njihov "dogovor". Petra je zamalo navatala Toma sa Marijaninom koleginicom Sarom na gomili.Pojava Petre Novak. |                    |                 |                   | |                    |
| 688 | 78                 | „Epizoda 4.78”  | Mirna Miličić     | Steven Ivan Zanoški, Tomislav Štefanac, Ivana Milković, Aleksandar Krištek, Milijan Ivezić, Tomislav Hrpka, Inge Privora, Alan Čubrilo, Iva Ilakovac i Ivana Mišetić      | 19. decembar 2007  |
| Tom je uspeo da ubedi Petru da se vrati na sprat i da ga sačeka, ali sa Sarom nije uspeo da postigne ono što je želeo. Antun je odveo Megi na bazen da joj pokaže da je naučio da plica, ali se poseta bazenu nije dobro završila jer je spasilac njega i još jednog momka izbacio napolje jer su se potukli. Mirna je posetila Karolinu i ponovo porazgovarala sa njom o njenoj bolesti. Igor i Marijana su i dalje u svađi, a njemu i dalje nije jasno zbog čega je ona ljuta na njega. Dunja se vratila na posao u salon, a i Angelina kojoj je već postalo dosadno kod kuće. Jure se naljutio na Karolinu jer nije došla na dogovoreni sastanak. Karolina je ostala da sedi sama u poslovnici razmišljajući o svojoj bolesti.Pojava Petre Novak. |                    |                 |                   | |                    |
| 689 | 79                 | „Epizoda 4.79”  | Mirna Miličić     | Steven Ivan Zanoški, Tomislav Štefanac, Ivana Milković, Aleksandar Krištek, Milijan Ivezić, Tomislav Hrpka, Inge Privora, Alan Čubrilo, Iva Ilakovac i Ivana Mišetić      | 20. decembar 2007  |
| Megina i Antunova veza je počela da trpi jer Megi misli da mu je mnogo dužna jer joj je spasio život. Karolina je i dalje potištena zbog raka. Jure nije hteo da razgovara sa Mirnom o Karolini. Tom je vratio Sari lisice. Marijana je "raščistila" stan od Antuna i Igora jer je trebalo da joj dođe Tom. Kad se Igor vratio posle tri sata, on nije bio zadovoljan kada je video Toma u stanu. Angelina je dobila na poklon dezodorans, a kada je došla kod Franja u laboratoriju da mu se zahvali, tamo je naletela na Dunju. Petra je uzela film iz video-kluba, ali je Tom na vešt način izbegao da ga gleda sa njom. Dok je na stepeništu skupljala stvari koje su joj ispale, Dunji je sa leđa počela da se prikrada Angelina.Pojava Petre Novak. |                    |                 |                   | |                    |
| 690 | 80                 | „Epizoda 4.80”  | Mirna Miličić     | Steven Ivan Zanoški, Tomislav Štefanac, Ivana Milković, Aleksandar Krištek, Milijan Ivezić, Tomislav Hrpka, Inge Privora, Alan Čubrilo, Iva Ilakovac i Ivana Mišetić      | 21. decembar 2007  |
| Kad se Dunja okliznula na stepenicama, Angelina ju je uhvatila kako ne bi pala. Igor i Marijana su se ponovo posvađali zbog Toma, a je nekako samo dolio ulje na vatru. Mirna i Borna su otišli na sastanak, ali je u toku njega Karolina zvala, a Borna joj je posle kraćeg razgovora spustio slualicu. Igor se zamalo potukao sa Tomom kod Nade u kafiću. Borna je dopratio Mirnu do kuće, a onda je nevoljno otišao jer je naleteo Jure. Jure je kasnije ponovo zapretio Karolini da se i ona i Borna okane i njega i Mirne. Franjo i Dunja su odvojeno zamolili Angelinu da im pomogne da kupe poklon za ovo drugo pa je ona prvo sa Franjom otišla u kupovinu. Mirna je rekla Borni da Karolina ima rak. Borna je onda otišao da porazgovara sa Karolinom u "Zen kozmetiku", ali se razgovor nije prijatno završio.Pojava Petre Novak. |                    |                 |                   | |                    |
| 691 | 81                 | „Epizoda 4.81”  | Siniša Bajt       | Steven Ivan Zanoški, Tomislav Štefanac, Ivana Milković, Aleksandar Krištek, Milijan Ivezić, Tomislav Hrpka, Inge Privora, Alan Čubrilo, Iva Ilakovac i Ivana Mišetić      | 31. decembar 2007  |
| Borna je razgovarao sa Mirnom pri čemu je bio ubeđen da ju je Karolina lagala da ima rak, međutim, Mirna je mislila da je on bezosećajan pa ga je izbacila iz kuće. Franjo i Angelina su se vratili kući iz kupovine, a on je bio oduševljen kada je probao kolače koje je napravila. Tina će Božić provesti sama jer je Filipa pozvala Jakova da zajedno sa Lorencom i njenim roditeljima provedu Božić u Istri. Karolina je otišla kod primarijusa Zvonka kako bi porazgovarali o najskorijem terminu operacije, a on joj je objasnio da bi najbolje bilo da to obave pre Božića. Kako je Marinko poželeo da okite pravu Jelku za Božić, Nada je odlučila da mu pravu i nabavi. Kada su Dunja, Franjo i Angelina razmenili poklone, Dunji je bilo malo monotono što joj je Franjo ponovo poklonio negliže. Karolina se spremila na operaciju. Jure je dao Igoru čestitku da pošalje Dori u Australiju kako bi ga malo odobrovoljio. Tina je sama krenula da provede Božić, a onda joj se iznenada priključio i Mate. Karolina je otišla na operaciju.Pojava Petre Novak i Jakova Barišića. |                    |                 |                   | |                    |
| 692 | 82                 | „Epizoda 4.82”  | Siniša Bajt       | Steven Ivan Zanoški, Tomislav Štefanac, Ivana Milković, Aleksandar Krištek, Milijan Ivezić, Tomislav Hrpka, Inge Privora, Alan Čubrilo, Iva Ilakovac i Ivana Mišetić      | 1. januar 2008     |
| Nada, Marinko, Tom, Petra i Luka su bili prisiljeni da reše stanje sa čovekom obučenim u odelo Deda Mraza, međutim, Luka je ubrzo otišao da se sprema za ponoćnu misu. Dunja i Franjo su odlučili da odu kod njene majke kako bi proveli Božić, međutim, Franjo i nije bio zadovoljan činjenicom da je Dunja odlučila da sa njima povede i Angelinu jer njih dvoje jedine ima. Kada je ušao u sobu da donese Deda Mrazu posteljinu da spava, Marinko je otkrio da nema nikoga. Kada su otvorili poklone koje im je Deda Mraz ostavio pod jelkom, Nada i Marinko su otkrili da su dobili ono što su dugo želeli. Jure je poklonio Mirni ogrlicu. Deda Mraz se vratio u kafić, ali sa svojom suprugom i Marijanom koja je objasnila da je policija jedva saznala gde živi. Mirna je posetila Karolinu u bolnici. Dunja i Franjo su otišli na put, međutim, ipak nisu poveli Angelinu sa sobom. Angelina je od muke pokidala bisernu ogrlicu koju je dobila od Dunje. Karolinina operacija se završila. Mate je Tini sredio prvi nastup, ali Borna sumnja da će to ispasti kako treba. Dok su gledali film, Petra je poljubila Toma.Pojava Petre Novak. |                    |                 |                   | |                    |
| 693 | 83                 | „Epizoda 4.83”  | Siniša Bajt       | Steven Ivan Zanoški, Tomislav Štefanac, Ivana Milković, Aleksandar Krištek, Milijan Ivezić, Tomislav Hrpka, Inge Privora, Alan Čubrilo, Iva Ilakovac i Ivana Mišetić      | 2. januar 2008     |
| Petra je saopštila Tomu da je bolje da nikome ne govore da su u vezi jer bi ih Marinko i Nada možda zezali. Igor se isprsio pred Marijanom, Antunom i Megi jer je dobio dodatak na platu od Jureta, a deo je poslao za doru. Mirna je malo živčana jer ima malu kompozitorsku krizu, a Jure je odlučio da je malo opusti. Tina je sa Matetom vežbala novu pesmu. Jakov se vratio iz Istre. Igor je dobio pošiljku iz Australije sa Dorinim crtežima. Karolina je još u bolnici dok se potpuno ne oporavi. Tom je otišao, ali je pre toga rekao Luki da kaže Petri da će se brzo vratiti. Tom je došao kod Marijane i Antuna na poker, a Igor im se pridružio čim je čuo da se igra u pravi novac. Tini je Mate počeo da se sviđa. Igor je odrao Toma, Antuna i Marijanu na pokeru. Borna je došao kod Mirne i doneo joj pozivnice za Matetov nastup, ali je ona to odbila jer joj se nije svidelo što on ide na nastupe dok je Karolina u bolnici i rekla mu je da su je operisali. Petri ponovo nije bilo prijetno jer je Tom u kafić došao sa Marijanom. Borna je došao u bolnicu gde je razgovarao sa primarijusom Zvonkom o Karolini pa je posle i nju posetio i izvinio joj se. Karolina mu je tada rekla da više ne želi da ga vidi.Pojava Petre Novak i Jakova Barišića. |                    |                 |                   | |                    |
| 694 | 84                 | „Epizoda 4.84”  | Siniša Bajt       | Steven Ivan Zanoški, Tomislav Štefanac, Ivana Milković, Aleksandar Krištek, Milijan Ivezić, Tomislav Hrpka, Inge Privora, Alan Čubrilo, Iva Ilakovac i Ivana Mišetić      | 3. januar 2008     |
| Jakov je otkrio da se Tini sviđa Mate. Dunja i Franjo su se vratili iz Bjelovara sa ogromnom količinom hrane koju im je spremila Dunjina majka. Jakov, Tina i Mate su otišli kod Nade u kafić kako bi proslavili uspeh svog koncerta. Prilikom proslave je nastala gungula zbog jednog novinara koji se slučajno zatekao tu pa je Tina slučajno opalila Mateta fotoaparatom zbog čega mu je ostala šljiva na oku. Tom je saopštio Nadi i Marinku da je počeo da se zabavlja sa Petrom. Franjo je pronašao ogrlicu koju je Angelina pokidala od muke. Karolina mora na hemolečenje devet meseci i još leži u bolnici. Petra je od Borna saznala za njenu bolest. Mirna je ponovo bila u poseti Karolini. Borna je zamolio Jureta da obiđe Karolinu.Pojava Petre Novak i Jakova Barišića. |                    |                 |                   | |                    |
| 695 | 85                 | „Epizoda 4.85”  | Siniša Bajt       | Steven Ivan Zanoški, Tomislav Štefanac, Ivana Milković, Aleksandar Krištek, Milijan Ivezić, Tomislav Hrpka, Inge Privora, Alan Čubrilo, Iva Ilakovac i Ivana Mišetić      | 4. januar 2008     |
| Jure je odlučio da posluša Bornu i ode kod Karolina u posetu. Borna je rekao Tini i Jakovu za Karolinu. Dunji i Franju su u goste došli njena drugarica Martina i njen suprug Saša koji već sedam godina pokušavaju da dobiju dete, ali im ne ide. Razgovor se nije završio baš najbolje jer je Saša otišao pa i Martina ubrzo posle njega uplakana. Jure je došao u posetu Karolini, ali je posle kraćeg razgovora Karolina i njemu rekla da ide.Pojava Petre Novak i Jakova Barišića. |                    |                 |                   | |                    |
| 696 | 86                 | „Epizoda 4.86”  | Milivoj Puhlovski | Steven Ivan Zanoški, Tomislav Štefanac, Ivana Milković, Aleksandar Krištek, Milijan Ivezić, Tomislav Hrpka, Inge Privora, Alan Čubrilo, Iva Ilakovac i Ivana Mišetić      | 7. januar 2008     |
| Doček Nove godine je počeo. Jakov, Dunja, Franjo, Angelina i Mate su slavili kod Tine kući. Borna je proslavio sa Mirnom u romantičnoj atmosferi kod nje kući. Igor, Petra, Tom, Luka i Marijana su proslavu proveli kod Nade i Marinka u kafiću gde je Igor jedva dočekao da počne da se naslađuje i likuje pred Marijanom posle Tomovog i Petrinog poljupca. Jure je sa Karolinom dočekao Novu godinu u bolnici. Nekoliko trenutaka pred vatromet, Antun je izveo Megi iz kafića i zaprosio je. Ona je pristala.Pojava Petre Novak i Jakova Barišića. |                    |                 |                   | |                    |
| 697 | 87                 | „Epizoda 4.87”  | Milivoj Puhlovski | Steven Ivan Zanoški, Tomislav Štefanac, Ivana Milković, Aleksandar Krištek, Milijan Ivezić, Tomislav Hrpka, Inge Privora, Alan Čubrilo, Iva Ilakovac i Ivana Mišetić      | 8. januar 2008     |
| Jure je prespavao u bolnici kraj Karoline, a sutradan se vratio kući i zatekao Bornu na divanu. Dok je doručkovao sa Marijanom, Igor se setio da je Dori rođendan, ali nije smeo da okrene telefon jer nije znao koliko je sati u Australiji. Angelina je slučajno upala u kupatilo Dunji i Franju dok su se kupali. Antunovo i Megino veselje se još nije završilo jer se on raduje zbog svadbe, međutim, Megi nešto muči. Antun je nastavio svoje veselje kod Nade u kafiću gde su mu Marinko i Luka čestitali. Petra je posetila Karolinu, ali ju je ona posle par minuta oterala. Franjo je saopštio Dunji da bi Angelina trebalo da nađe sebi neki stan pošto im je dete na putu. Posle lude noći, Marijana se probudila, a pored nje je spavao Igor.Pojava Petre Novak. |                    |                 |                   | |                    |
| 698 | 88                 | „Epizoda 4.88”  | Milivoj Puhlovski | Steven Ivan Zanoški, Tomislav Štefanac, Ivana Milković, Aleksandar Krištek, Milijan Ivezić, Tomislav Hrpka, Inge Privora, Alan Čubrilo, Iva Ilakovac i Ivana Mišetić      | 9. januar 2008     |
| Marijana je besna izbacila Igora iz sobe, a ona je posle nastavio dupe da joj pomera oko toga da li su ponovo spavali ili ne. Marinko je upozorio Toma da pazi šta radi sa Petrom, a onda se razgovor ponovo završio svađom. Igor i Marijana su ponovo napravili jaz među sobom. Antun je pronašao svoju krštenicu pa su pripreme za svadbu nastavljene. Tina je pozvala uredništvo časopisa "Sjaj" i uredila da novinar prisustvuje prizoru po kome izgleda kao da su ona i Mate u vezi. Petra je pokazala Borni novi stan koji je kupila, ali on treba da se još malo sredi. Luka je porazgovarao sa Tomom o Petri, a ono što je od polubrata čuo frapiralo je Luku.Pojava Petre Novak i Jakova Barišića. |                    |                 |                   | |                    |
| 699 | 89                 | „Epizoda 4.89”  | Milivoj Puhlovski | Steven Ivan Zanoški, Tomislav Štefanac, Ivana Milković, Aleksandar Krištek, Milijan Ivezić, Tomislav Hrpka, Inge Privora, Alan Čubrilo, Iva Ilakovac i Ivana Mišetić      | 10. januar 2008    |
| Luka se žestoko posvađao sa Tomom zbog Petre. Dunja je saopštila Angelini da ona i Franjo traže stan za sebe i dete. Karolina je na svoju ruku izašla iz bolnice dan ranije pa je primarijus Zvonko bio prinuđen da pozove jureta da dođe po nju. Marijana je porazgovarala sa Megi i saznala da ona uopšte nije rekla svojoj majci da se udaje. Mate je pristao na Tinin plan da izigravaju par pred javnosti kako bi imali što bolju reklamu. Antunu se ceo svet srušio kada mu je Megi rekla da treba da sačekaju sa svadbom dok ne diplomira. On je onda ljut i povređen izašao iz stana i ostavio nju uplakanu.Pojava Petre Novak i Jakova Barišića. |                    |                 |                   | |                    |
| 700 | 90                 | „Epizoda 4.90”  | Milivoj Puhlovski | Steven Ivan Zanoški, Tomislav Štefanac, Ivana Milković, Aleksandar Krištek, Milijan Ivezić, Tomislav Hrpka, Inge Privora, Alan Čubrilo, Iva Ilakovac i Ivana Mišetić      | 11. januar 2008    |
| Borna je došao da izvede Karolinuz iz bolnice, ali je od primarijusa Zvonka saznao da ju je Jure već izveo. Luka je razgovarao i sa Petrom i sa Tomom i otkrio da oni misle isto u vezi ozbiljne veze. Antun je rekao Marijani da je raskinuo sa Megi. Tina je rekla Matetu kako će dalje da rade na svojoj "vezi", međutim, Mate joj je saopštio da ozbiljnu vezu nikad neće moći da imaju jer bi on zbog posla prvom prilikom mogao da je prevari. Karolina je počela da živi sa Mirnom i Juretom. Angelina i Franjo su rešili da naprave Dunji jedno iznenađenje u salonu pa su tamo krenuli, a Angelina je zamolila Franja da ona vozi pa je tokom vožnje sve više i više povećavala brzinu i na kraju pustila volan.Pojava Petre Novak i Jakova Barišića. |                    |                 |                   | |                    |
| 701 | 91                 | „Epizoda 4.91”  | Bernarda Fruk     | Steven Ivan Zanoški, Tomislav Štefanac, Ivana Milković, Aleksandar Krištek, Milijan Ivezić, Tomislav Hrpka, Inge Privora, Alan Čubrilo, Iva Ilakovac i Ivana Mišetić      | 14. januar 2008    |
| Angelina i Franjo su posle nesreće prebačeni u bolnicu, međutim, Franjo je ostao u nesvesti. Jakov je rekao Dunji da se Tina zaljubila u Mateta. Dunja se presamitila u salonu kada joj je Angelina javila za nesreću. Petra se spremila i otišla u svoj stan da tamo živi sa Bornom. Marijana je na sve načine pokušavala da oraspoloži Antuna posle njegovog raskida, a onda je uleteo Igor sa rakijom. Mirna je porazgovarala sa Juretom u vezi Borne. Dunja je došla u bolnicu gde joj je Angelina rekla da Franjo ima potres mozga. Ubrzo se on probudio. Borna je došao kod Jureta da porazgovara sa Karolinom kako bi je nagovorio da pređe kod njega i Petre u stan, ali se razgovor pretvorio u svađu u sred koje je Jure uleteo u sobu, a za njim i Mirna, a onda je Borna u naletu besa otkrio Mirni kako mu je Jure ponudio novac da je zadrži u Zagrebu pod izgovorom snimanja CD-a sa klasičnom muzikom.Pojava Petre Novak i Jakova Barišića. |                    |                 |                   | |                    |
| 702 | 92                 | „Epizoda 4.92”  | Bernarda Fruk     | Steven Ivan Zanoški, Tomislav Štefanac, Ivana Milković, Aleksandar Krištek, Milijan Ivezić, Tomislav Hrpka, Inge Privora, Alan Čubrilo, Iva Ilakovac i Ivana Mišetić      | 15. januar 2008    |
| Jure je priznao Mirni da je to što je Borna rekao istina, a Borna se kući vratio bez Karoline jer je ona čvrsto odlučila da ostane kod Jureta. Dok je Tina vrtela kanale ne televizoru dosađujući se, Dunja je javila Jakovu za Franjovu nesreću pa je on odjurio u bolnicu, a Franjo je u međuvremenu počeo polako da se oporavlja. Dunji su lekari rekli da još ne znaju kad mogu da puste Franja kući. Kad je od Jakoa čula da je Tesla pocepao neku knjigu dok je bio sam u stanu, Angelina se pomela jer je u jednoj knjizi ostavila svoje oproštajno pismo, a još veća pometnja je nastala kad je otkrila da je tu knjigu Jakov odneo kod tine i sebe. Tamo su joj vratili knjigu, ali je prilikom vraćnja pismo ispalo iz nje. Petra je otvoreno pitala Luku da li je ljubomoran na njenu i Tomovu vezu.Pojava Petre Novak i Jakova Barišića. |                    |                 |                   | |                    |
| 703 | 93                 | „Epizoda 4.93”  | Bernarda Fruk     | Steven Ivan Zanoški, Tomislav Štefanac, Ivana Milković, Aleksandar Krištek, Milijan Ivezić, Tomislav Hrpka, Inge Privora, Alan Čubrilo, Iva Ilakovac i Ivana Mišetić      | 16. januar 2008    |
| Luka je objasnio Petri da nije nimalo ljubomoran na njenu i Tomovu vezu. Angelina je uspela da povrati i knjigu i pismo od Jakova i Tina, a kasnije je uništila pismo kad je došla kući. Franja za koji dan puštaju kući iz bolnice. Karolina je saopštila Juretu da je dala otkaz negovateljici jer želi da bude malo sama. Mirna je došla kod Tine i rekla joj da sa njom želi da snimi CD klasične muzike i da Borna nema nikakve veze sa snimanjem. Jakov je bio kod Dunje u salonu i rekao joj je za Angelinin poljubac dok je bila kod njega, a onda je Dunja pomislila da se ona Angelina u njega zaljubila jer joj je Petra ranije rekla da Angelina nekog voli, a da sa tim nekim ne može da bude u vezi. Jakov joj je rekao da on sa tim nema nikakve veze. Dok su sedeli kod Nade u kafiću, Borna i Mate su čuli na radiju duet koji je Mate snimio sa njom. Luka je izazvao Toma da dvoboj.Pojava Petre Novak i Jakova Barišića. |                    |                 |                   | |                    |
| 704 | 94                 | „Epizoda 4.94”  | Bernarda Fruk     | Steven Ivan Zanoški, Tomislav Štefanac, Ivana Milković, Aleksandar Krištek, Milijan Ivezić, Tomislav Hrpka, Inge Privora, Alan Čubrilo, Iva Ilakovac i Ivana Mišetić      | 17. januar 2008    |
| Luka i Tom su se izduvali u bokserskom ringu tako da je Luka izvukao povređena rebra, a Tom rascopanu usnu. Tina je uspela da smuva Mateta, međutim, Mate je burno reagovao kad je saznao da je Jakov peder, a posle se pokačio sa njim. Mirna je dovela Dunju da napravi Karolini frizuru kako bi je malo odobrovoljila, ali Karolina nije želela ništa. Marijana, Igor i Antun su bili kod Nade u kafiću na ručku, a Antun je sve vreme bio hladan i kao da ga ništa ne zanima. Angelina se ranije vratila na posao. Franjo je pušten iz bolnice kući, ali se onda desio novi potres − Dunja je izgubila dete.Pojava Petre Novak i Jakova Barišića. |                    |                 |                   | |                    |
| 705 | 95                 | „Epizoda 4.95”  | Bernarda Fruk     | Steven Ivan Zanoški, Tomislav Štefanac, Ivana Milković, Aleksandar Krištek, Milijan Ivezić, Tomislav Hrpka, Inge Privora, Alan Čubrilo, Iva Ilakovac i Ivana Mišetić      | 18. januar 2008    |
| Posle gubitka deteta, Dunja se potpuno povukla u sebe, a Franjo je postao potišten pa je Angelina krenula da ga teši. Jakov je ispričao Tini šta je bilo sa Matetom, pa je Tina na kraju uspela da ga ubedi da im radi foto-album, ali od toga nije bilo ništa jer je Franjo javio Jakovu za pobačaj pa je Jakov skupio opremu i otišao, ali mu se Mate pre toga izvinio zbog toga što ga je nazvao "pederom". Karolina je razgovarala sa Mirnom u vezi Borne jer misli da joj se on sviđa. Luka se ispovedio ocu Julijanu u vezi Toma posle čega je od njega dobio savet kako da reši sve sa Tomom. Tom je priznao Marinku da se potukao sa Lukom. Nada je primetila da nešto sa Lukom nije u redu. Jure je kupio Karolini pidžamu koja se njoj uopšte nije svidela, ali ju je ona ipak probala i pokazala Juretu kako joj stoji. Tom je razgovarao sa Petrom i rekao joj da se sa Lukom potukao i da misli da je on zaljubljen u nju. Jakov je razgovarao sa Tinom i rekao joj da bi najbolje bilo da raskine sa Matetom jer misli da bi on mogao prvom prilikom da je prevari sa nekim muškarcem.Pojava Petre Novak i Jakova Barišića. |                    |                 |                   | |                    |
| 706 | 96                 | „Epizoda 4.96”  | Mirna Miličić     | Steven Ivan Zanoški, Tomislav Štefanac, Ivana Milković, Aleksandar Krištek, Milijan Ivezić, Tomislav Hrpka, Inge Privora, Alan Čubrilo, Iva Ilakovac i Ivana Mišetić      | 21. januar 2008    |
| Tina je odbila da prihvati činjenicu da je Mate peder, ali je ipak odlučila da ispita Jakovovu tvrdnju. Dunja je sama otišla u salon na posao bez Franjove "pratnje" jer je htela da bude malo sama zbog svega što se desilo. Karolina se uprkos Juretovom i Mirninom protivljenju vratila na posao pre vremena. Dok je Igor završavao neke poslove oko vinarije kući i malo se prepucavao sa Marijanom, Antun se vratio kući takoreći pijan. Luka je dao Marijani savet u vezi Antuna. Petra je razgovarala sa Lukom u vezi Tomove izjave da su se potukli zbog nje i saznala je od Luke da to nije istine. Jure je poklonio Karolini spavaćicu, ali se to nije dobro završilo zbog jedne njegove nesmotrene opaske.Pojava Petre Novak i Jakova Barišića. |                    |                 |                   | |                    |
| 707 | 97                 | „Epizoda 4.97”  | Mirna Miličić     | Steven Ivan Zanoški, Tomislav Štefanac, Ivana Milković, Aleksandar Krištek, Milijan Ivezić, Tomislav Hrpka, Inge Privora, Alan Čubrilo, Iva Ilakovac i Ivana Mišetić      | 22. januar 2008    |
| Jure se naljutio i odbio da više ugađa Karolini. Mirna je posle saznala šta se među njima desilo. Jakov i dalje pokušava da uveri Tinu da je Mate peder, ali ona i dalje odbija da poveruje u to. Marijana pokušava da nagovori Antuna da odu roditeljima na grob i odnesu cveće. Tom je ponovo pokušao da razljuti Luku, ali mu nije uspelo. Borna je bio u bolnici sa Karolinom dok je ona bila na kontroli. Jure je objasino Igoru da će biti dodataka na platu ako posao sa jednim restoranom uspe. Dok su bili u klubu za mlade, Luka je bio malo suzdržan prema Petri zbog Tomovih lupetanja. Igor je doneo cveće za Marijanu, ali se ubrzo naljutio jer je zatekao nju i Toma kako boksuju. Pošto je bio ljut, Igor je izazvao Toma na još jednu partiju pokera. Tina i Mate su otišli na snimanje foto-albuma sa Jakovom, a Jakov je iskoristio priliku dok je bio nasamo sa Matetom da ga izazove, ali je Tina upala u prostoriju u trenutku dok se zamalo nisu potukli.Pojava Petre Novak i Jakova Barišića. |                    |                 |                   | |                    |
| 708 | 98                 | „Epizoda 4.98”  | Mirna Miličić     | Steven Ivan Zanoški, Tomislav Štefanac, Ivana Milković, Aleksandar Krištek, Milijan Ivezić, Tomislav Hrpka, Inge Privora, Alan Čubrilo, Iva Ilakovac i Ivana Mišetić      | 23. januar 2008    |
| Tina je uspela da razdvoji Mateta i Jakova. Mirna i Borna su porazgovarali prilikom čega mu je ona rekla da se Juretu Karolina sviđa, a Borna je odlučno odgovorio da se i Jure sviđa Karolini. Igor je dogovorio sa Tomom da poker igraju u vinariji. Marinko je od Antuna saznao da je godišnjica smrti njegovih roditelja pa se usprotivio Igorovom predlogu da se svete čoveku koji ih je pobio. Dok je pokušavala da otvori jogurt jednom rukom, Angelini je šiknuo on šiknuo iz flašice pravo na Franja. Karolina je ispričala Juretu, a i Borna Mirni, jednu istu anegdotu iz Borninog detinjstva, ali uz jednu razliku. Borna je pregovarao sa ljudima u vezi Juretovog vina, a Antunov dolazak je iskoristoi kako bi uspeo da sklopi posao. Kako je prvu partiju sa Igorom izgubio, Tom je predložio da sledeću partiju igraju u Marijanu, ali je Igor to odbio. Franjo je odlučio da razveseli Dunju, međutim, Angelina ga je pitala ko će onda njega da razveseli. Borna je posle provedene prijatne večeri dopratio Mirnu do kuće, a onda je ponovo naleteo na nezadovoljstvo Jureta pe se pokupio i otišao. Kasnije se smejao k'o lud na brašnu kad mu je Tina ispričala za Matetovu i Jakovovu "tuču" u studiju. Kao protivulog Tomovom roleksu, Igor je u partiju stavio 5000 koje je dobio od ljudi za vino, a na kraju partije ga je oblio hladan znoj − Tom je imao četiri sedmice iliti poker.Pojava Jakova Barišića.                                                                               |                    |                 |                   | |                    |
| 709 | 99                 | „Epizoda 4.99”  | Mirna Miličić     | Steven Ivan Zanoški, Tomislav Štefanac, Ivana Milković, Aleksandar Krištek, Milijan Ivezić, Tomislav Hrpka, Inge Privora, Alan Čubrilo, Iva Ilakovac i Ivana Mišetić      | 24. januar 2008    |
| Tom je odbio Igorovu ponudu da odigraju revanš, a od novca koji je "zaradio" kupio je Petri bicikl. Borna je razgovarao sa Matetom o njegovoj i Jakovovoj tuči u studiju. Marijana i Antun su otišli u svoju staru kuću da je malo obiđu i da posle odu i zapale roditeljima sveće. Karolina je predložila Juretu da naprave večeru za njih dvoje i Mirnu i Bornu, međutim, Juretu se i nije baš večeralo sa Bornom. Angelini je lekar savetao da polako počne da koristi levu ruku koja joj je u gipsu. Franjo je hteo da razgovara sa Dunjom u vezi deteta i ponovnog pokušaja u klinici, ali ona nije htela. Borna je na večeri otkrio da je Igor proneverio Juretu 5000. Dok su bili u rodnom mestu, Antun je rekao Marijani da će ostati tu. Mate je priznao Jakovu da je peder i zamolio ga je da mu pomogne oko Tine, ali je Jakov to odlučno odbio. Dunja i Franjo su saznali od lekarke na klinici da Dunja više nikada neće moći da imadece.Pojava Petre Novak i Jakova Barišića. |                    |                 |                   | |                    |
| 710 | 100                | „Epizoda 4.100” | Mirna Miličić     | Steven Ivan Zanoški, Tomislav Štefanac, Ivana Milković, Aleksandar Krištek, Milijan Ivezić, Tomislav Hrpka, Inge Privora, Alan Čubrilo, Iva Ilakovac i Ivana Mišetić      | 25. januar 2008    |
| Dunja i Franjo su se vratili sa klinike, a Franjo je ponovo izneo predlog o usvajanju deteta i naveo joj primera radi neke ljude koji su usvojili decu. Jakov je rekao Matetu da mora sve da prizna Tini, a njihov razgovor je prekinula Tina svojim dolaskom. Marijana je krenula nazad u Zagreb bez Antuna. Jakov je vežbao sa Matetom način na koji će Tini priznati da je peder, ali kada je kasnije Mate došao kod Nade u kafić, Jakov je shvatio da joj on ponovo nije priznao. Petra je objasnila Tomu da je na kratko bila udata za Igora, ali i razlog zbog kog su se razveli. Igor je pošizeo kada je od Marijane saznao da se Antun neće vraćati u Zagreb, a još više se zaprepastio kada je od Marijane saznao da Tom ume jako dobro da vara na kartama, Igor je otišao kod Nade i sačekao da Petra ode iz sobe pa je upao unutra i potukao se sa Tomom, ali je Luka upao i razdvojio ih. Franjo je došao u salon da porazgovara sa Dunjom u vezi deteta, ali mu je Dunja rekla da želi razvod. Luka je zapretio Tomu da prekine i da se ne tuče sa Igorom.Pojava Petre Novak i Jakova Barišića. |                    |                 |                   | |                    |
| 711 | 101                | „Epizoda 4.101” | Mladen Đukić      | Steven Ivan Zanoški, Josie Ward, Ivana Milković, Aleksandar Krištek, Milijan Ivezić, Tomislav Hrpka, Inge Privora, Alan Čubrilo, Iva Ilakovac i Ivana Mišetić             | 26. januar 2008    |
| Tomova, Lukina i Igorova svađa je zamalo prerasla u nešto mnogo ozbiljnije, ali je Nada uletela u sobu i razdvojila ih. Marijana je razgovarala sa Antunom. Dunja je bacila prsten u lavabo. Franjo je zamolio Angelinu da izađe iz stana na nekoliko sati kako bi mogao da porazgovara sa Dunjom. Jakov je objasnio gde da odvede Tinu kako bi mogao da joj prizna da je peder, a onda je Mate sredio izlazak sa Tinom kad je ona došla čime je Jakov bio zadovoljan. Marinko je rekao Nadi da Luka i Tom boksuju jedan protiv drugog. Marijana je prenela Marinku Antunovu poruku da više neće raditi za njega. Kada je Tina besna došla iz restorana u koji ju je Mate odveo, Jakov je mislio da joj je Mate priznao da je peder, ali se ubrzo ispostavilo da nije u pitanju to nego da ju je konobar prolio ribljom čorbom. Marijana je dala Antunove kombinezone Tomu. Angelina je došla u "Zen kozmetiku" kod Franja i rekla mu da Dunja nije bila na poslu. Dunja je rešila da ode kod majke dok se ne srede hartije za razvod braka, ali joj Franjo nije dozvolio.Pojava Jakova Barišića. |                    |                 |                   | |                    |
| 712 | 102                | „Epizoda 4.102” | Mladen Đukić      | Steven Ivan Zanoški, Josie Ward, Ivana Milković, Aleksandar Krištek, Milijan Ivezić, Tomislav Hrpka, Inge Privora, Alan Čubrilo, Iva Ilakovac i Ivana Mišetić             | 29. januar 2008    |
| Franjo je zamolio Karolinu da mu da nekoliko slobodnih dana zbog Dunje, a Angelinu je zamolio da u tih nekoliko dana preuzme salon. Jakov je ponovo pokušao da navede Mateta da prizna Tini da je peder, ali tokom njihovog razgovora ni on nije to mogao da joj kaže. Borna im je saopštio radosne vesti − Tinin i Matetov duet je izašao na prvo mesto. Dok su Luka i Tom boksovali, Nada se pojavila u klbub, a posle je naterala Marinka da porazgovaraju sa njima dvojicom o tome. Marijana i Igor su počeli polako da se navikavaju na život bez Antuna. Marinko i Tom su se ponovo posvađali na krv i nož pa mu je Marinko zapretio da ga ne bi doveo u stanje da bira između njega i Luke.Pojava Jakova Barišića. |                    |                 |                   | |                    |
| 713 | 103                | „Epizoda 4.103” | Mladen Đukić      | Steven Ivan Zanoški, Josie Ward, Ivana Milković, Aleksandar Krištek, Milijan Ivezić, Tomislav Hrpka, Inge Privora, Alan Čubrilo, Iva Ilakovac i Ivana Mišetić             | 30. januar 2008    |
| Nada je upala u sobu usred Marinkove i Tomove svadbe. Toma je došao u crkvu da se ispovedi Luki, međutim, Luka je bio skeptičan prema njegovom ispovedanju. Večera kod Jureta je dobro prošla. Dunja i Franjo su prošetali parkom, a videlo se da su polako počeli da se oporavljaju od tragedije. Mirna je došla kod Angeline da joj na pravi frizuru jer izlazi sa Bornom. Dok je sedeo u kafiću, Igor je telefonom javio Marijani da će malo kasniti jer Juretov novi poslovni ortak kasni na sastanak sa njim. Tom je rekao Nadi i Marinku da se pomirio sa Lukom. Luka je posetio Petru, a Petra je iskoristila njegovu posetu da napravi nekoliko njegovih slika. Dunja se ponovo povukla nakon što su ona i Franjo ljuljali jednu devojčicu na ljuljašci. Tom je iskoristio priliku nastalu Igovorim kašnjenjem pa je odveo i doveo Marijanu sa žellezničke ispostave kad je išla da pošalje Antunu neke stvari. Jakov, Mate i Tuna su počeli da slave uspeh duetske pesme, a ubrzo su im se pridružili i Borna i Mirna. Kako je Mirna previše popila, Borna je bio prinuđen da je odvede kući gde je Jure naleteo dok je Mirna pijana skidala Bornu zbog čega je Jure pomislio da je Borna sve to zamesio. Tom je rekao Marijani da je raskinuo sa Petrom pa ju je poljubio.Pojava Petre Novak i Jakova Barišića. |                    |                 |                   | |                    |
| 714 | 104                | „Epizoda 4.104” | Mladen Đukić      | Steven Ivan Zanoški, Josie Ward, Ivana Milković, Aleksandar Krištek, Milijan Ivezić, Tomislav Hrpka, Inge Privora, Alan Čubrilo, Iva Ilakovac i Ivana Mišetić             | 31. januar 2008    |
| Dok je Marijana bila u krevetu sa Tomom, u stanu je na kratko bio Igor, ali na sreću nije ulazio u njenu sobu. Borna je uspeo da objasni Juretu da je samo dopratio Mirnu kući i da je samo hteo da je odnese u krevet da spava. Jakov je još više navalio na Mateta da prizna Tini da je peder. Tom je rekao Marijani da je raskinuo sa Petrom. Mate je rekao Jakovu da će da raskine sa Tinom na svoj način. Jure je celo sledeće jutro držao predavanje Mirni zbog pijanstva. Igor i Marijana su se ponovo posvađali zbog Toma. Borna je poljubio Mirnu. Jakov je došao besan kod Mateta u stan jer je shvatio da Mate sve više kasni sa priznanjem i da sada priznanjem samo može Tini da slomi srce. Mate i Jakov su završili u krevetu. Tom je razgovarao sa Petrom i rekao joj je da se Marijana pali na njega, ali da joj je rekao da ne želi da ima ništa sa njom jer je u vezi sa Petrom. Dok je Jakov sa Matetom ležao u krevetu, u dnevnoj sobi stana se pojavila Tina.Pojava Petre Novak i Jakova Barišića. |                    |                 |                   | |                    |
| 715 | 105                | „Epizoda 4.105” | Mladen Đukić      | Steven Ivan Zanoški, Josie Ward, Ivana Milković, Aleksandar Krištek, Milijan Ivezić, Tomislav Hrpka, Inge Privora, Alan Čubrilo, Iva Ilakovac i Ivana Mišetić             | 1. februar 2008    |
| Jakov je uspeo da se sakrije tako da Tina nije ništa posumnjala kada je zatekla Mateta golog u krevetu. Jure je saopštio Karolini da bi bilo bolje da Borna dolazi kod njih samo kada ga ona pozove jer preloše utiče na Mirnu. Franjo je pozvao Angelinu i zamolio ju je da ne daje Dunji mnogo da radi i da se još odmara. Jakovo ponašanje je postalo čudno posle spavanja sa Matetom. Dok su Marijana i Igor igrali društvenu igru, Tom ju je pozvao i rekao da će doći za sat vremena. Marijana je onda "izbacila" Igora iz stana dok je Tom tu. Kako se Mate razboleo, Tina je počela da ga neguje. Dunja je postala odsutna pa je slučajno napravila pogrešnu boju za kosu zbog čega je mušterija otišla besna iz salona. Dok je spremala Matetov krevet odk se on tuširao, Tina je na njemu zatekla kesicu iskorišćenog prezervativa. Kad se vratio kući, Igor je u stanu zatekao polugolog Toma.Pojava Petre Novak i Jakova Barišića. |                    |                 |                   | |                    |
| 716 | 106                | „Epizoda 4.106” | Milivoj Puhlovski | Steven Ivan Zanoški, Josie Ward, Ivana Milković, Aleksandar Krištek, Milijan Ivezić, Tomislav Hrpka, Inge Privora, Alan Čubrilo, Iva Ilakovac i Ivana Mišetić             | 4. februar 2008    |
| Igor je pobesneo i na Marinanu i na Toma, ali su oni uspeli da ga ubede da je Tom samo pao u baru pa je svratio da se presvuče, a ubrzo po njegovom odlasku je zvala Marijanina prijateljica iz policije koju je ona iskoristila kao pokriće da se vidi sa Tomom i rekla je Igoru da prenese Marijani da neće moći da dođe. Tina se vratila uplakana i rekla Jakovu da ju je Mate prevario, a Jakov je posle pozvao Mateta i rekao mu da Tina zna da ju je prevario sa nekim. Kada se pokvarila ploča u džuboksu u salonu, Angelina je rekla Dunji da pozovu Franja da je popravi, ali je Dunja to odbila jer je želela da ga malo izbegne. Marinko je video rođenim očima kako Tom muva neku devojku u kafiću. Borna je saopštio Jakovu i Tini divne vesti u vezi karijere, ali mu je Jakov rekao da je Mate prevario Tinu, a iz razgovora je Borna zaključio da ju je prevario sa njim pa je ubrzo otišao kod Mateta i nagovorio ga da izvede Tinu na večeru pošto pripremi teren i izvini joj se kako zna i ume jer je karijera u pitanju. Igor je sedeo kod Nade u kafiću i pio od muke. Angelina je sredila Dunji da odu sa Lukom i usvoje neko dete iz sirotišta. Mate je na večeri priznao Tini da ju je prevario sa muškarcem.Pojava Petre Novak i Jakova Barišića. |                    |                 |                   | |                    |
| 717 | 107                | „Epizoda 4.107” | Milivoj Puhlovski | Steven Ivan Zanoški, Josie Ward, Ivana Milković, Aleksandar Krištek, Milijan Ivezić, Tomislav Hrpka, Inge Privora, Alan Čubrilo, Iva Ilakovac i Ivana Mišetić             | 5. februar 2008    |
| Kako bi spasila stanje sa fotografom da ga Mate ne bi prebio pred celim restoranom, Tina je izjavila kako plače od sreće jer jue Mate zaprosio. Kada se vratio kući, Franjo je otkrio malog Petra koga su Dunja i Angelina dovele iz sirotišta kako bi mogli da vide da li će ga usvojiti. Tina je saopštila Jakov i Borni šta je bilo na večeri, a dok je Jakov poludeo zbog toga, Borna je bio na ivici da skače od sreće. Između Igora i Marijane je počelo ponovo da varniči zbog Toma, a pogotovu kad mu je ona rekla da se nije zaljubila u Toma nego u nekog drugog. Kako su Dunja i Angelina otišle na posao, Franjo je ostao kući da čuva Petra i da se navikava na saživot sa njim, a posle posla ih je Dunja obojicu stavila "u kaznu" jer su dizali galamu po celom stanu svojim raspravljanjem. Kada je Petar uveče zaspao, Dunja je pitala Franja da li misli da će Petar pristati da živi sa njima.Pojava Jakova Barišića. |                    |                 |                   | |                    |
| 718 | 108                | „Epizoda 4.108” | Milivoj Puhlovski | Steven Ivan Zanoški, Josie Ward, Ivana Milković, Aleksandar Krištek, Milijan Ivezić, Tomislav Hrpka, Inge Privora, Alan Čubrilo, Iva Ilakovac i Ivana Mišetić             | 6. februar 2008    |
| Dunja i Franjo su osetili hladan tuš kad im je Petar rekao da Dunja nikada neće biti njegova mama, a Angelina im je posle objasnila da je to rekao jer se njemu majka javlja svakog petka. Luka je bio kod Petre gde je prilikom postavljanja njenih slika na zid slučajno udario prst čekićem, a ubrzo je došao i Tom pa su njih troje ručali iako je Luka hteo da ode kad je on došao. Borna je zamolio Mirnu da mu pomogne da odabere prsten Tini za svadbu, ali je to uradio na tako šaljiv način da je Mirna odlučila da mu vrati pa je po odlasku prodavca to i učinila. Jure je ponovo na leteo dok su se Mirna i Borna ljubili pa je Borna iskoristio to da malo pecne Jureta govorom kao da će da se ženi Mirnom. Igor je pozvao Marijanu da odu u bioskop, međutim, njoj se nije išlo, ali je on ipak uspeo da je ubedi da idu. U bioskopu su naleteli na Toma.Pojava Petre Novak. |                    |                 |                   | |                    |
| 719 | 109                | „Epizoda 4.109” | Milivoj Puhlovski | Steven Ivan Zanoški, Josie Ward, Ivana Milković, Aleksandar Krištek, Milijan Ivezić, Tomislav Hrpka, Inge Privora, Alan Čubrilo, Iva Ilakovac i Ivana Mišetić             | 7. februar 2008    |
| Tom je posle kratkog razgovora napustio Igora i Marijanu. Karolina je bila na prvoj hemoterapiji, a kasnije je počela da trpi nuspojave iste. Franjo i Angelina su vratili Petra u dom. Jure je dao Igoru zadatak da završi naruždbe, ali je njega mrzelo da to radi. Mirna je bila kod Borne kako bi razgovarali u vezi Karoline, ali se njemu i nije razgovaralo. Kod Barišićevih je stigla jedna gošća − Dunjina sestra i Franjova svastika Ljiljana koju svi zovu Lili. Igor je na ulici video Marijanu i Toma kako se ljube pa je navatao Toma samog i zapretio mu da će sve reći Petri, a kad mu je Tom zapretio da drži jezik za zubima, Igor je postao još odlučiniji u svojoj nameri da sve raskrinka Petri.Pojava Petre Novak. |                    |                 |                   | |                    |
| 720 | 110                | „Epizoda 4.110” | Milivoj Puhlovski | Steven Ivan Zanoški, Josie Ward, Ivana Milković, Aleksandar Krištek, Milijan Ivezić, Tomislav Hrpka, Inge Privora, Alan Čubrilo, Iva Ilakovac i Ivana Mišetić             | 8. februar 2008    |
| Mirna se posvađala sa Petrom jer im se stavovi oko Borninog odnosa prema Karolini nisu slagali. Lili je "naterala" Dunju, Franja i Angelinu da izađu negde pa su otišli na piće. Tom je bio hladan prema Marijani. Marinko je primetio da je Igor vidno uznemiren zbog nečega, ali nije znao zbog čega. Ubrzo su došli, Franjo, Dunja, Angelina i Lili, a između Igora i Lili je odmah počelo muvanje. Tina i Borna su nastavili pripreme za svadbu, a Tina je naredila Matetu da ne zove "tog svog" na svadbu. Jure je pronašao Karolinu na podu kupatila pa ju je odneo u krevet. Marijana je od Marinka saznala da Tom nikad nije raskinuo sa Petrom. Posle je došla kući uplakana zbog Toma, ali je usledio još veći potres − dok ju je Igor tešio, iz sobe je izašla Lili.Pojava Petre Novak i Jakova Barišića. |                    |                 |                   | |                    |
| 721 | 111                | „Epizoda 4.111” | Bernarda Fruk     | Steven Ivan Zanoški, Josie Ward, Ivana Milković, Aleksandar Krištek, Ivan Kovač, Milijan Ivezić, Tomislav Hrpka, Inge Privora, Alan Čubrilo, Iva Ilakovac i Ivana Mišetić | 11. februar 2008   |
| Marijana se izmigoljila iz Igorovog zagrljaja kad je videla Ljiljanu. Kad mu je Marinko priznao da "Globustrans" dosta loše posluje, a ponajviše zbog pritiska štampe pa je Tom dobio priliku da mu se dokazže. Karolinu je iznenadio dolazak drskog neznanca, a ubrzo je saznala da je to Juretov sin Ivica koji je pobjegao od kuće. Jure i Mirna su bili iznenađeni Ivičinim dolaskom. Dunja je pitala sestru da li želi da bude surogat majka njenom i Franjovom djetetu. Kad joj je Franjo saopštio da su razgovarali sa Lili o surogat majčinstvu, Angelina je njemu i Dunji rekla da će im ona nositi dete. |                    |                 |                   | |                    |
| 722 | 112                | „Epizoda 4.112” | Bernarda Fruk     | Steven Ivan Zanoški, Josie Ward, Ivana Milković, Aleksandar Krištek, Ivan Kovač, Milijan Ivezić, Tomislav Hrpka, Inge Privora, Alan Čubrilo, Iva Ilakovac i Ivana Mišetić | 12. februar 2008   |
| Franjo se usprotivio surogat majčinstvu, ali je Dunja nastavila da ga uporno nagovara. Jure je saznao da je Ivica pobegao od kuće jer mu je majka, Juretova bivša supruga Eleonora, zabranila bavljenje košarkom. Sada je Jure pokušao da naredi sinu da se vrati u Nemačku što je ishodilo žestokom svađom. Dok je sa Mirnom sedeo kod Nade u kafiću, Ivica je upoznao Bornu i sanjim je porazgovarao o Karolini i Juretu. Marinko je ponudio Tomu da bude njegov zamenik u "Globustransu". Nakon što je Jure u poslovnici zatekao Igora i Ljiljanu u nezgodnom stanju, u stanu ih je zatekla i Marijana koja ne podnosi Ljiljanu. Igor je stigao u "Globustrans" i shvatio da će morati da posluje sa Tomom. Dok je Igor razgledao hladnjaču koju mu je Tom pokazao, Tom ga je zatvorio u hladnjači.Pojava Petre Novak. |                    |                 |                   | |                    |
| 723 | 113                | „Epizoda 4.113” | Bernarda Fruk     | Steven Ivan Zanoški, Josie Ward, Ivana Milković, Aleksandar Krištek, Ivan Kovač, Milijan Ivezić, Tomislav Hrpka, Inge Privora, Alan Čubrilo, Iva Ilakovac i Ivana Mišetić | 13. februar 2008   |
| Tom je odlučio da smrzne Igora u hladnjači zbog Marijane. Pošto je Angelinina ponuda bila i previše nesebična, Franjo je odlučio da je odbije. Jure je porazgovarao sa Ivicom u vezi Nemačke, Eleonore i njegovih ocena. Mirna je dovela Bornu da poseti Karolinu pa su se majka i sin konačno pomirili. Kad je Petra došla da vidi Toma na poslu, Igor je počeo da lupa po vratima hladnjače pa je Tom bio prinuđen da ih otvori, a Petra je ostala zaprepašćena prizorom. Angelina je razgovarala sa Ljiljanom o surogat majčinstvu. Tom se pretvarao da ne zna kako je Igor ostao zaključan u hladnjači i pomagao mu je da Petra ne bi ništa posumnjala. Igor se previše tresao od hladnoće da bi bilo šta progovarao. Tina je navalila na Jakova da joj kaže ko je taj Matetov dečko, ali joj Jakov nije ništa rekao. Kad je otkrila da je Borna plakao dok je pričao sa Karolinom, Mirna je odlučila da se pomiri sa njim. Igor i Tom su se potukli u poslovnici "Globustransa", ali je Marinko uleteo i razdvojio ih. Tini je Matetov i Jakovov odnos počeo da postaje malo sumnjiv. Dok je Angelina glumila sa jastukom da je trudna, u sobu je ušla Lili.Pojava Petre Novak i Jakova Barišića. |                    |                 |                   | |                    |
| 724 | 114                | „Epizoda 4.114” | Bernarda Fruk     | Steven Ivan Zanoški, Josie Ward, Ivana Milković, Aleksandar Krištek, Ivan Kovač, Milijan Ivezić, Tomislav Hrpka, Inge Privora, Alan Čubrilo, Iva Ilakovac i Ivana Mišetić | 14. februar 2008   |
| Angelina je zbog poziranja postala Ljiljani još sumnjivija, a zbog sumnjanja je odnos između Dunje i Ljiljane zahladneo pa se Ljiljana spremila i otišla. Igor se vratio kući besan, a bio je i hlada prema Marijani, a posle je otišao u "Globustrans" gde je osim uputstava o poslu Tomu uputio poziv na ferku iza vinarije posle radnog vremena što je Tom prihvatio. Jure je uspeo telefonom da nagovori Eleonoru da odobri Ivici da ostane u Zagrebu, ali uz određene uslove. Angelina je posetila Franja na poslu, a kasnije je i sa Dunjom razgovarala. Igor je u tuči sa Tomom izvukao deblji kraj. Franjo i Dunja su pristali da im Angelina bude zamenska majka. |                    |                 |                   | |                    |
| 725 | 115                | „Epizoda 4.115” | Bernarda Fruk     | Steven Ivan Zanoški, Josie Ward, Ivana Milković, Aleksandar Krištek, Ivan Kovač, Milijan Ivezić, Tomislav Hrpka, Inge Privora, Alan Čubrilo, Iva Ilakovac i Ivana Mišetić | 15. februar 2008   |
| Angelina je zadovoljna što će roditi Franju dete. Istovremeno, Dunja je uspela da nagovori Ljiljanu da još neko vreme ostane u Zagrebu. Tom je zračio zadovoljstvom jer je nasamario Igora. Marijana se oseća usamljeno, ali ne želi da bude sa Tomom jer on još uvek nije raskinuo sa Petrom. Potpuno neočekivano, Ivica i Karolina su počeli dobro da se slažu. Jure i Mirna imaju hrpu obveza pa Ivica mora da pazi i pomaže Karolini. Jure se vratio kući i kod Ivice pronašao travu, ali mu je Ivica objasnio da to pomaže u lečenju Karolininog raka. Jure je zaprosio Karolinu. |                    |                 |                   | |                    |
| 726 | 116                | „Epizoda 4.116” | Mirna Miličić     | Steven Ivan Zanoški, Josie Ward, Ivana Milković, Aleksandar Krištek, Ivan Kovač, Milijan Ivezić, Tomislav Hrpka, Inge Privora, Alan Čubrilo, Iva Ilakovac i Ivana Mišetić | 18. februar 2008   |
| Ivica je uzbuđen zbog probne utakmice koja odlučuje o njegovoj sudbini u košarkaškom klubu. Jure je naumio da gleda tu utakmicu, ali je Karolini iznenada pozlilo. Tina i Mate usklađuju svoje priče za štampu. Igor je molio Marijanu da se ne petlja sa Tomom, ali ga ona nije slušala. Tom je pak uveravao Petru u ljubav koju prema njoj oseća iako je netom pre obećao Marijani kako će da ostavi Petru. Dok se Tom ljubio sa Marijanom na poslu, u poslovnicu je ušao Luka.Pojava Petre Novak i Jakova Barišića. |                    |                 |                   | |                    |
| 727 | 117                | „Epizoda 4.117” | Mirna Miličić     | Steven Ivan Zanoški, Josie Ward, Ivana Milković, Aleksandar Krištek, Ivan Kovač, Milijan Ivezić, Tomislav Hrpka, Inge Privora, Alan Čubrilo, Iva Ilakovac i Ivana Mišetić | 19. februar 2008   |
| Luka se jako razočaro kada je video Toma kako vara Petru sa Marijanom. Dunja, Franjo i Angelina se spremaju da idu kod lekara, ali ne žele da Lili to sazna. Ali kada je Lili načula razgovor Dunje i Franja, ona je zatražila objašnjenje. Mate i Tina su vežbali za nastup. Tina je još jednom priznala Jakovu da voli Mateta. Borna je odveo Karolinu na hemoterapiju, a na Tinin i Matetov nastup kod Nade u kafiću pozvao je Mirnu koju je predstavio novinaru kao Tininu kumu. Pošto je Tina posle prve pseme izašla iz kafića, Borna i Mirna su izašli za njom, a Tina je ubrzo po Borninom povratku u kafića priznala Mirni da je Mate peder.Pojava Petre Novak i Jakova Barišića. |                    |                 |                   | |                    |
| 728 | 118                | „Epizoda 4.118” | Mirna Miličić     | Steven Ivan Zanoški, Josie Ward, Ivana Milković, Aleksandar Krištek, Ivan Kovač, Milijan Ivezić, Tomislav Hrpka, Inge Privora, Alan Čubrilo, Iva Ilakovac i Ivana Mišetić | 20. februar 2008   |
| Kako se Tina i Mirna nisu vratile u kafić, Borna i Jakov su krenuli mahnito da ih traže. Franjo i Dunja su lagali Lili da odlaze na odmor. Tom je prekinuo Luku pre nego što je uspeo da otkrije Petri njegovu dvostruku igru. Svoju tugu zbog Karoline koja ga je odbila, Jure je ublažio tako što se napio sa Marinkom. Iako se Karolina naljutila na pijanog Jureta, njoj je bilo drago što je videla da mu je stalo do nje. Borni nije bilo jasno zašto se Mirna prema njemu odnosi hladno pa je otišao kod Šarićevih da izgladi stvari. Taman pre nego što su krenuli na put, na vratima Barišićevih se pojavio Jakov, ali su Franjo, Dunja i Angelina uspeli da ga pošalju da odvede Teslu u hotel za ljubimce kako bi nesmetano mogli na put. Borna je doneo Mirni cveće i čestitao joj Dan zaljubljenih, ali je ona bila jluta zbog splačke za štampu pa je Borna bio zatvorio vrata tavana i ostavio ih zaglavljene dok neko ne naiđe da im otvori.Pojava Petre Novak i Jakova Barišića. |                    |                 |                   | |                    |
| 729 | 119                | „Epizoda 4.119” | Mirna Miličić     | Steven Ivan Zanoški, Josie Ward, Ivana Milković, Aleksandar Krištek, Ivan Kovač, Milijan Ivezić, Tomislav Hrpka, Inge Privora, Alan Čubrilo, Iva Ilakovac i Ivana Mišetić | 21. februar 2008   |
| Iako se Mirna u početku naljutila na Bornu jer ih je zaključao na tavanu, ona mu je ubrzo pala u zagrljaj. Jure je pozvao Karolinu na romantičnu večeru povodom Dana zaljubljenih. Privučen bukom koja je dolazila sa tavana, Jure se iznenadio kada je tamo zatekao Mirnu i Bornu. Luka se zgrozio Tomovim planovima za Dan zaljubljenih. Marinko i Nada su otišli u bioskop. Dok je večerao sa Petrom, Tom je malo-malo pa odlazio pa je ona odlučila da sazna zašta. Marijana i Petra su otvorile Tomove poklone koje je Robi greškom zamenio. Kad se Tom pojavio kod Marijane na večeri, ona mu je stavila do znanja da je prozrela njegovu igru, a da iza njega stoji još jedna osoba koja ju je prozrela − Petra.Pojava Petre Novak. |                    |                 |                   | |                    |
| 730 | 120                | „Epizoda 4.120” | Mirna Miličić     | Steven Ivan Zanoški, Josie Ward, Ivana Milković, Aleksandar Krištek, Ivan Kovač, Milijan Ivezić, Tomislav Hrpka, Inge Privora, Alan Čubrilo, Iva Ilakovac i Ivana Mišetić | 22. februar 2008   |
| Jure je pobesneo zbog Mirne i Borne, a čak ni Karolina nije uspela da ga smiri. U novinama je osvanla opaska koja je vrlo neugodno popratila Tinin odlazak sa veridbe. Tina je donela odluku da Mate treba da se doseli kod Jakova i nje. Marijana i Petra us se ljute vratile kućama. Dok je Luka tešio Petru, Igor je izazvao Marijanu i nasladio se. Ivica je primljen u košarkaški klub. Luka je otkrio Petri da ju je Tom varao već duže vreme sa Marijanom. U društvu sa Mirnom, Borna je skrivi jednu nesreću.Pojava Petre Novak i Jakova Barišića. |                    |                 |                   | |                    |
| 731 | 121                | „Epizoda 4.121” | Mladen Đukić      | Steven Ivan Zanoški, Josie Ward, Ivana Milković, Aleksandar Krištek, Ivan Kovač, Milijan Ivezić, Tomislav Hrpka, Inge Privora, Alan Čubrilo, Iva Ilakovac i Ivana Mišetić | 25. februar 2008   |
| Borna i Mirna su se užasnuli jer su shvatili da su kolima naleteli na Ivicu. Mirna je preuzela krivicu na sebe kako bi spasla Bornu od Jureta. Zbog povrede kolena, Ivica je morao da propusti košarkaške pripreme u predsezoni. Jure je pozvao Eleonoru i rekao joj što se dogodilo Ivici. Kad je već pobesneo na Bornu, Jure želi da bude što dalje od Mirne. I dok je Jakov sve teže podnosio Mateta kao cimera, Marijana je opet pala na Tomovu ljupkost. Luka se naljutio na Toma jer je povredio Petru. Borna je priznao juretu da nije vozila Mirna nego on. Luka je rekao Nadi i Marinku da je Tom prevario Petru.Pojava Petre Novak i Jakova Barišića. |                    |                 |                   | |                    |
| 732 | 122                | „Epizoda 4.122” | Mladen Đukić      | Steven Ivan Zanoški, Josie Ward, Ivana Milković, Aleksandar Krištek, Ivan Kovač, Milijan Ivezić, Tomislav Hrpka, Inge Privora, Alan Čubrilo, Iva Ilakovac i Ivana Mišetić | 26. februar 2008   |
| Luku izluđuje Tom koji ne želi da prizna Nadi i Marinku šta je učinio Petri. Marinku je bio poznat način na koji Tom vara u stanjima i sve mu to teško pada. Jure se naljutio na Bornu jer nije odmah priznao krivicu za nesreću, ali je Borna nastavio po svome i nije odustao od Mirne. Tina nije primetila da se Jakov i Mate sve više svađaju. Marinko je izneo Nadi svoje mišljenje o Tomu, a malo kasnije su se Tom i Marinko žestoko posvađali. Zbog toga što je Jure izbacio Bornu iz kuće, Mirna je otišla kod njega u stan i tamo prespavala. Franjo se prvi vratio sa puta. Tom se toliko posvađao sa Marinkom da je dobio šamarčinu od njega.Pojava Jakova Barišića. |                    |                 |                   | |                    |
| 733 | 123                | „Epizoda 4.123” | Mladen Đukić      | Steven Ivan Zanoški, Josie Ward, Ivana Milković, Aleksandar Krištek, Ivan Kovač, Milijan Ivezić, Tomislav Hrpka, Inge Privora, Alan Čubrilo, Iva Ilakovac i Ivana Mišetić | 27. februar 2008   |
| Tom je posle svađe sa Marinkom naleteo na Nadin bes, a potom i na Igora u kafiću pa je iskoristio priliku da ga potplati da kaže Petri da je on bio sa Marijanom u restoranu, a Igor je sa skrivenim namerama pristao da pomogne. Svađa u kući Šarićevih se nastavila. Mirna je otišla da se nađe sa Bornom koji joj je priredio romantičnu večeru u studiju. Mate i dalje želi Jakova, a Tina njega i uživa u njihovom suživotu, ali Mate i Jakov se osećaju sve gore. Njihove svađe su postale sve žešće, a napetost među njima je rasla. Tina je uhvatila Jakova i Mateta na gomili. Na njenim vratima se pojavila inspekcija i zapečatila "Adriatika records" zbog sumnje da je Borna prao novac. Niko nije ni slutio da je prijavu podneo upravo Jure.Pojava Petre Novak i Jakova Barišića. |                    |                 |                   | |                    |
| 734 | 124                | „Epizoda 4.124” | Mladen Đukić      | Steven Ivan Zanoški, Josie Ward, Ivana Milković, Aleksandar Krištek, Ivan Kovač, Milijan Ivezić, Tomislav Hrpka, Inge Privora, Alan Čubrilo, Iva Ilakovac i Ivana Mišetić | 28. februar 2008   |
| Borna i Tina su očajni zbog zatvaranja "Adriatike records". Mirna je tešila Bornu, a i Karolina mu je izrazila zabrinutost. Jureta muči griža savesti pa je krio od svih da je on taj koji je prijavio "Adriatiku". Dunja i Angelina su se vratile iz Praga, a Franjo ih je oduševljeno sačekao. Angelina je žudela za Franjovom naklonošću. Nada nikako ne može da shvati kako je Petra ponovo sa Tomom posle onoga što joj je uradio. Igor je pronašao u Luki savršenog ortaka koji će mu pomoći da razotkrije Toma. Jakov se grizao što je povredio Tinu, a Mate mu je rekao da treba da misli na svoju sreću. Stanje je još više pogoršao Borna otkrivši Tini šta joj se događalo iza leđa. Tini i Borni je zapretila kazna od 5 godina, a Jure je ostao potresen kada je saznao za kaznu. Igor je izneo Luki predlog u vezi Toma koji nije mogao da odbije.Pojava Petre Novak i Jakova Barišića. |                    |                 |                   | |                    |
| 735 | 125                | „Epizoda 4.125” | Mladen Đukić      | Steven Ivan Zanoški, Josie Ward, Ivana Milković, Aleksandar Krištek, Ivan Kovač, Milijan Ivezić, Tomislav Hrpka, Inge Privora, Alan Čubrilo, Iva Ilakovac i Ivana Mišetić | 29. februar 2008   |
| Luka je pristao da pomogne Igoru koji mu je otkrio šta mu je Tom uradio u hladnjači, a Igor je iskoristio priliku kad je Marijana zaboravila moblini kući da pošalje poruku Tomu i tako ostvari deo svog plana. Jakov i Mate žele da se izvine Tini, ali ona nije pokazala zanimanje. Nakon hemoterapije, Karolina je zamolila Jureta da se brine za Bornu ako završi u zatvoru, a ona nije uspela da pobedi opaku bolest. Mirna je pokušala da nagovori Jureta da pomogne Borni. Dunja i Franjo su nagovorili Angelinu da ne mora da radi u salonu tokom trudnoće jer će je platu ionako primati. Luka je zamolio Petru da odnese hartije u "Globustrans", a ona je tamo ugledala Toma i Marijanu.Pojava Petre Novak i Jakova Barišića. |                    |                 |                   | |                    |
| 736 | 126                | „Epizoda 4.126” | Milivoj Puhlovski | Josie Ward, Ivana Milković, Aleksandar Krištek, Ivan Kovač, Milijan Ivezić, Tomislav Hrpka, Inge Privora, Alan Čubrilo, Iva Ilakovac i Ivana Mišetić                      | 3. mart 2008       |
| Luka je priznao Petri da ju je namerno poslao u "Globustrans" kako bi konačno shvatila da je Tom vara. Marijana se oseća jako loše u novonastalom stanju. Optužbe protiv Borne su odbačene, ali Jureta muči griža savesti jer će možda zbog njegove prijave u zatvoru završiti Tina. Angelina je povređena zbog Franjove i Dunjine finansijske ponude, ali su joj godili Franjova pažnja i izvinjenje. Igor je shvatio da je Tom nastavio da laže Marijanu, ali je Petra odlučila da se suprodstavi Tomu. Ona i Marijana su se žestoko se posvađale.Pojava Petre Novak i Jakova Barišića. |                    |                 |                   | |                    |
| 737 | 127                | „Epizoda 4.127” | Milivoj Puhlovski | Josie Ward, Ivana Milković, Aleksandar Krištek, Ivan Kovač, Milijan Ivezić, Tomislav Hrpka, Inge Privora, Alan Čubrilo, Iva Ilakovac i Ivana Mišetić                      | 4. mart 2008       |
| Luka je uspeo da razdvoji Marijanu i Petru da ne naprave lom u kafiću. Na kraju je Igor utešio i poljubio Marijanu, ali se njegov pokušaj nije završio dobro. Marijana je donela odluku da se neko od njih dvoje iseli iz stana. Karolina i Jure žele Tini da pomognu da se izvuče iz zatvora, ali kriju jedno od drugog prave pobude. Angelina je umesto Dunje otišla sa Franjom na dodelu nagrada, gde joj je Franjo sticajem okolnosti odglumio supruga posle čega ga je ona poljubila.Pojava Petre Novak. |                    |                 |                   | |                    |
| 738 | 128                | „Epizoda 4.128” | Milivoj Puhlovski | Josie Ward, Ivana Milković, Aleksandar Krištek, Ivan Kovač, Milijan Ivezić, Tomislav Hrpka, Inge Privora, Alan Čubrilo, Iva Ilakovac i Ivana Mišetić                      | 4. mart 2008       |
| Franjo se iznenadio Angelinim ponašanjem i zapitao se koje su njene prave pobude. Dunja je zamolila Angelinu da za vreme trudnoće ne ulazi u vezu sa drugim muškarcem. Tina je postala uverena kako će završiti u zatvoru, a Mate je želeo da raskine njihovu veridbu. Karolina je pokušala da razgovarati sa zastupnikom ne bi li spasila Bornu, ali zastupnik nije imao dobre vesti. Marinko je odbio da pomogne Tomu da popravi svoj odnos sa Nadom. Podstaknut svime što se dogodilo, Tom je izjavio pred svima u kafiću da voli Marijanu.Pojava Petre Novak i Jakova Barišića. |                    |                 |                   | |                    |
| 739 | 129                | „Epizoda 4.129” | Milivoj Puhlovski | Josie Ward, Ivana Milković, Aleksandar Krištek, Ivan Kovač, Milijan Ivezić, Tomislav Hrpka, Inge Privora, Alan Čubrilo, Iva Ilakovac i Ivana Mišetić                      | 5. mart 2008       |
| Marijani nije bilo prijatno to što je Tom javno izjavio da je voli jer ona ne voli ta javna obznanjivanja, a Igor ju je lagao da traži stan i da će se uskoro odseliti. Luka je utešio Petru zbog raskida sa Tomom pa su proveli ugodno poslepodne. Kada je kod Jureta došla osoba koja je pokrenula istragu protiv Borne, Mirna je shvati ko stoji iza prijave Borne i "Adriatike" i finansijskom inspekcijom. Tina je otišla na saslušanje u policiju gde je uspela da ostane pribrana, ali joj je inspektorka zapretila zatvorom ako ne kaže ime krivca.Pojava Petre Novak i Jakova Barišića. |                    |                 |                   | |                    |
| 740 | 130                | „Epizoda 4.130” | Milivoj Puhlovski | Josie Ward, Ivana Milković, Aleksandar Krištek, Ivan Kovač, Milijan Ivezić, Tomislav Hrpka, Inge Privora, Alan Čubrilo, Iva Ilakovac i Ivana Mišetić                      | 6. mart 2008       |
| Borna je ostao zaprepašćen kad ga je inspektorka Sara Vukas po Tininom puštanju uhapsila pred novinarima. Jure se čvrsto držao stava da je Borni mesto u zatvoru. Razmirice između Toma i Igora su se nastavile. Karolina je ostala zgrožena što se po novinama povlačilo Bornino ime pa ga je posetila u zatvoru i obećala da će ga izbaviti i pronaći krivca. Kad joj je Borna po puštanju nakon Juretovog potezanja veze priznao da jeste prao novac, Mirna ga je razočarana lažima ostavila. Borna posle posvađao sa Tinom zbog toga što ga je prijavila pa su se njih dvoje, oboje uzrujani i razočarani, prepustili strasti.Pojava Jakova Barišića. |                    |                 |                   | |                    |
| 741 | 131                | „Epizoda 4.131” | Bernarda Fruk     | Josie Ward, Ivana Milković, Aleksandar Krištek, Ivan Kovač, Milijan Ivezić, Tomislav Hrpka, Inge Privora, Alan Čubrilo, Iva Ilakovac i Ivana Mišetić                      | 10. mart 2008      |
| Borna je želeo da se uveri kako je Tina njihovo vođenje ljubavi doživela kao nešto što se dogodilo među prijateljima. Mirna je došla da se izvini Borni i pa su se pomirili uz obećanje da među njima više neće biti laži. Karolina je shvatila da je Jure kriv za Bornino hapšenje pa ga je napala i zapretila mu i odlučila da se odseli od njega. Jure je bezuspešno pokušavao da je spreči u tome. Sve sigurnija u Tomovu ljubav, Marijana nije obratila pažnju na sva Igorova upozorenja da ga se kloni. Kako nije više mogao da trpi Nadino "šikaniranje" i Marinkovo "ćutanje" na sve to, Tom je odlučio da se odseli. Marijana je ostala iznenađena kada joj je Igor rekao da Tom hoće da se doseli kod njih. Karolina se doselila kod Borne, a on je ostao zapanjen kad je shvatio da ga je Jure prijavio, a da je Mirna znala za to.Pojava Petre Novak. |                    |                 |                   | |                    |
| 742 | 132                | „Epizoda 4.132” | Bernarda Fruk     | Josie Ward, Ivana Milković, Aleksandar Krištek, Ivan Kovač, Milijan Ivezić, Tomislav Hrpka, Inge Privora, Alan Čubrilo, Iva Ilakovac i Ivana Mišetić                      | 11. mart 2008      |
| Ljut na Mirnu i mučen sopstvenom grižom savesti, Borna ju je naprasno ostavio. Ivica je ohrabrio Jureta da potraži Karolinu. Između Borne i Jureta je ubrzo došlo do fizičkog sukoba. Nada se spremila za proslavu Tomovog rođendana u kom je Luka odbio da učestvuje. Tina su pozvali da da izjavu za štampu, ali je ispalo da je u njemu u prvom planu bio Mate. Mirna je htela da se pomiri sa Bornom, ali on nije hteo. Jure je uvideo kakve je posledice ostavila njegova nameštaljka Borni. Karolina je otkrila da Borna ne želi da se pomiri sa Mirnom.Pojava Petre Novak i Jakova Barišića. |                    |                 |                   | |                    |
| 743 | 133                | „Epizoda 4.133” | Bernarda Fruk     | Josie Ward, Ivana Milković, Aleksandar Krištek, Ivan Kovač, Milijan Ivezić, Tomislav Hrpka, Inge Privora, Alan Čubrilo, Iva Ilakovac i Ivana Mišetić                      | 12. mart 2008      |
| Borna je otkrio Tini da ga je Jure prijavio inspekciji. Nada je u tajnosti počela da pravi Tomu tortu. Marijana nije pokazala razumevanje za Toma pa se on uvredio, a bio je i uveren da se od njega nešto krije nesvestan da mu kradomice pripremaju proslavu rođendana. Karolina je otkrila da je kosa nastavila da joj opada. Petra je odvela Ivicu u Klub mladih pa se među njima rodilo prijateljstvo. Jure je došao kod Karoline, a ona je zahtevala izvinjenje i najavila kako će za njega, ukoliko se izvini, učiniti jednu izuzetno veliku stvar. Jure se našao u velikoj nedoumici. Posle razgovora sa Petrom, Luka je ipak odlučio da ode na Tomov rođendan i time upotpunio događaj na kom su već bili Nada, Marinko i Marijana. Nakon što mu se Mirna izvinila, Borna i ona su se pomirili.Pojava Petre Novak i Jakova Barišića. |                    |                 |                   | |                    |
| 744 | 134                | „Epizoda 4.134” | Bernarda Fruk     | Josie Ward, Ivana Milković, Aleksandar Krištek, Ivan Kovač, Milijan Ivezić, Tomislav Hrpka, Inge Privora, Alan Čubrilo, Iva Ilakovac i Ivana Mišetić                      | 13. mart 2008      |
| Jure je zatekao Mirnu i Bornu u ljubavnom zanosu nakon pomirenja pa je rekao Borni kako će ih pustiti na miru, ali i da će se oženiti Karolinom. Borna i Jure su se na krv i nož posvađali zbog Juretove odluke da se oženi Karolinom. Nada nije bila sigurna u Marinkovo uveravanje da se Tom promenio. Petra je na izlasku iz kafića zatekla Toma i Marijanu kako se ljube. Ivica se zaljubio u Petru dok joj je pomagao da napravi reklamni spot za klub. Luka je pokušao da grljenjem uteši Petru zbog Marijane i Toma. Ivica ih je vidi pa je besan odbio da završi spot. Luka i Petra su shvatili razloge njegove ljutine. Tom je otišao da potraži Marijanu, ali je u stanu naleteo na Igora. Jure je zaprosio Karolinu, a ona je pristala i vratila se u njegovu kuću. Dok je Borna da za to da se spreči Juretov i Karolinin brak, Mirna sa druge strane nema ništa protiv braka. Ivica je ponovo "naleteo" na Luku i Petru dok su radili na montaži.Pojava Petre Novak i Jakova Barišića. |                    |                 |                   | |                    |
| 745 | 135                | „Epizoda 4.135” | Bernarda Fruk     | Josie Ward, Ivana Milković, Aleksandar Krištek, Ivan Kovač, Milijan Ivezić, Tomislav Hrpka, Inge Privora, Alan Čubrilo, Iva Ilakovac i Ivana Mišetić                      | 14. mart 2008      |
| Sve je spremno za svadbu Jureta i Karoline. Ivica se osetio osramoćeno pred Lukom zbog svoje naklonosti prema Petri. Dok je gledao Petrine slike, Luka je shvatio da prema njoj nešto oseća. Tina je preuzela uravljanje nad "Adriatikom", a Borna sve teže podnosi njena naređenja. Marijana je spremila Tomu rođendansko iznenađenje. Igor joj se pridružio u pravljenju torte, ali sa namerom da napakosti Tomu. U toku pravljenja torte, Igor i Marijana su krenuli da se rvu i valjaju po krevetu što je Tom koji je ubrzo naišao pogrešno protumačio.U kući Šarićevih se iznenada pojavila nezvana gošća − Juretova bivša supruga Eleonora.Pojava Petre Novak i Jakova Barišića. |                    |                 |                   | |                    |
| 746 | 136                | „Epizoda 4.136” | Mirna Miličić     | Ivana Milković, Aleksandar Krištek, Ivan Kovač, Milijan Ivezić, Tomislav Hrpka, Inge Privora, Alan Čubrilo, Iva Ilakovac i Ivana Mišetić                                  | 17. mart 2008      |
| Juretu Eleonora stvara probleme jer je odlučila da Mirnu i Ivicu povede natrag sa sobom. Njoj se, naime, nije svidelo to što je Juretova verenica Karolina bolesna, a takođe se i zabrinula zbog Ivicine povrede i njegovih planova za budućnost. Posle prizora koji je video u stanu, Tom je uvređen otišao, a posle je bio grub prema Marijani kad je došla da mu se izvini. Marinko je u kafiću upoznao Eleonoru, a na poslu je primetio teškoće između Toma i Marijane. Jure je saopštio Ivici da će biti najpametnije da se vrati sa Eleonorom u Nemačku što je Ivicu jako naljutilo. Marijana je postavila Igoru ultimatum − selidba i pronalaženje novog stana.Pojava Petre Novak. |                    |                 |                   | |                    |
| 747 | 137                | „Epizoda 4.137” | Mirna Miličić     | Ivana Milković, Aleksandar Krištek, Ivan Kovač, Milijan Ivezić, Tomislav Hrpka, Inge Privora, Alan Čubrilo, Iva Ilakovac i Ivana Mišetić                                  | 18. mart 2008      |
| Igor i Marijana su se još više posvađali. Jure je bio uznemiren, a to je Karolinu zabrinulo i iživciralo. Angelinine jutarnje mučnine su počele da brinu Franja i Dunju, ali je Angelina uživala u Franjovoj pažnji, radovala se detetu i smišljala novi život. Jakov je primetio da se sa Angelinom nešto čudno događa. Tom je odlučio da kako zna i ume povrati Marijanu. Karolina je razgovarala sa Juretom u vezi Ivicinog povratka u Nemačku. Luka je iznenada poljubio Petru.Pojava Petre Novak i Jakova Barišića. |                    |                 |                   | |                    |
| 748 | 138                | „Epizoda 4.138” | Mirna Miličić     | Ivana Milković, Aleksandar Krištek, Ivan Kovač, Milijan Ivezić, Tomislav Hrpka, Inge Privora, Alan Čubrilo, Iva Ilakovac i Ivana Mišetić                                  | 19. mart 2008      |
| I Petra i Luka su ostali zbunjeni nakon poljupca. Dok je njemu bilo sve teže, Petra je o svojim teškoćama razgovarala sa Tinom. Karolina je shvatila da je Eleonorin uticaj na Jureta jak. Ivica nije želeo da se sa majkom vrati u Nemačku. Igor je i dalje nastavio da izaziva ljubomoru kod Marijane kako bi uživao u njezinom reagovanju, a pomoć u tome mu je pružila njena koleginica Sara. Jakovu je sve sumnjivija Angelinina tajanstvena bolest, a ona mu je na kraju priznala da je trudna. Franjo ju je posle brani pred Jakovom što je on pogrešno protumačio pa je otvoreno pitao Franja da li je on otac njenog deteta..Pojava Petre Novak i Jakova Barišića. |                    |                 |                   | |                    |
| 749 | 139                | „Epizoda 4.139” | Mirna Miličić     | Ivana Milković, Aleksandar Krištek, Ivan Kovač, Milijan Ivezić, Tomislav Hrpka, Inge Privora, Alan Čubrilo, Iva Ilakovac i Ivana Mišetić                                  | 20. mart 2008      |
| Dunja i Franjo su bili prinuđeni da otkriju Jakovu samo deo istine. Marinko je ispitao Toma zašto je dobio šamar od Petre. Marijanu je mučilo to što nema dovoljno iskustva u ljubavi. Igor i Sara su nastavili da glume da su u vezi pred Marijanom kako bi Igor uspeo da je slomi i dobije za sebe. Tina je, pak, namerno isprovocirala Bornu pred Mirnom koja nije razumela šta se dešava. Eleonoru je slomilo to što ni Mirna ne želi da se vrati u Nemačku. Novinarka je Tini i Borni pokazala slike Mateta i Jakova zagrljene na terasi.Pojava Petre Novak i Jakova Barišića. |                    |                 |                   | |                    |
| 750 | 140                | „Epizoda 4.140” | Mirna Miličić     | Ivana Milković, Aleksandar Krištek, Ivan Kovač, Milijan Ivezić, Tomislav Hrpka, Inge Privora, Alan Čubrilo, Iva Ilakovac i Ivana Mišetić                                  | 21. mart 2008      |
| Novinarki, koja je priznala da želi da se osveti Matetu objavljivanjem članka, Borna je zapretio da će da objavi priču o njenom bratu. Marijana je bila ljubomorna na Igora koji je svoj ljubavni život držao u velikoj tajnosti. Tom i Igor su nastavili da se prepiru oko Marijane. Ivica nije pomišljao na povratak u Nemačku sa Eleonorom jer želi da ostane u Hrvatskoj pod svaku cenu. Dok su Nada i Luka u Rimu, Marinko i Eleonora su preuzeli pravljenje jela u kući. Eleonora se izvinila Karolini zbog neljubaznosti onda kad su se upoznale. Kako Jakov nije prestao da navaljuje da mu Angelina kaže ko je otac njenog deteta i da razgovara sa istim kad su mu Franjo i Dunja "otkrili ko je otac", Franju i Dunji nije preostalo ništa drugo nego da otkriju Jakovu ko je ustvari otac Angelininog deteta.Pojava Jakova Barišića. |                    |                 |                   | |                    |
| 751 | 141                | „Epizoda 4.141” | Mladen Đukić      | Ivana Milković, Aleksandar Krištek, Ivan Kovač, Milijan Ivezić, Tomislav Hrpka, Inge Privora, Alan Čubrilo, Iva Ilakovac i Ivana Mišetić                                  | 24. mart 2008      |
| Jakov je razočaran kad je saznao ko je otac deteta upozorio Angelinu kako joj neće biti lako da ostavi dete nakon njegovog rođenja. Marijana se iznenadila kad je Igor doveo i drugu nepoznatu devojku kući. Tom se našalio sa Igorom, ali nije primetio koliko je Marijana bila pogođena Igorovim ponašanjem. Borna je upozorio Tinu da se ne meša u njegov odnos sa Mirnom. Jure je odlučio da pozajmi novac Karolini za nove proizvode, a ona bi mu ih vratila kad bude imala. Prvog dana škole Ivica je upoznao novog razrednog starešinu koji mu je dao do znanja da je svestan njegove sportske karijere, ali da zbog toga ne očekuje popuste u školi. Stvar se dodatno usložila kad ga je razredni uhvatio kako puši u kupatilo.Pojava Jakova Barišića. |                    |                 |                   | |                    |
| 752 | 142                | „Epizoda 4.142” | Mladen Đukić      | Ivana Milković, Aleksandar Krištek, Ivan Kovač, Milijan Ivezić, Tomislav Hrpka, Inge Privora, Alan Čubrilo, Iva Ilakovac i Ivana Mišetić                                  | 25. mart 2008      |
| Zbog bežanja sa časova i pušenja, Ivica je zaradio ukor, a Jure je o tome obavestio Eleonoru. Marijana nije razumela kako Igor može da ima toliko devojaka i ne može da sakrije svoju ljubomoru. Karolina se vratila na posao i rekla Franju da je pronašla novac za nove proizvode, a on je nevoljno pristao da uradi reklamu. Franjo je otkrio Angelini i Dunji da treba da snimi reklamu za "Zen", a njih dve je pozvao da budu frizerke i šminkerke na snimanju. Marijanu i Igora je počeo da živcira sused iznad koji pušta glasnu muziku. Eleonora je porazgovarala sa Marinkom u vezi Ivice. Tina je pozvala Mirnu da porazgovaraju, a Borna je ostao zatečen njenim predlogom da joj Mirna piše muziku za pesme, ali razgovor je doveo do toga da mu Tina pripreti kako bi pristao na to.Pojava Jakova Barišića. |                    |                 |                   | |                    |
| 753 | 143                | „Epizoda 4.143” | Mladen Đukić      | Ivana Milković, Aleksandar Krištek, Ivan Kovač, Milijan Ivezić, Tomislav Hrpka, Inge Privora, Alan Čubrilo, Iva Ilakovac i Ivana Mišetić                                  | 26. mart 2008      |
| Tina je objasnila Borni da nema šta da brine o njenoj saradnji sa Mirnom. Ivica je doveo kući svog druga Pavaa i upoznao ga sa Juretom i Karolinom. Nada se vratila kući, ali bez Luke o kom Petra neprestano razmišlja, a Marinko je iskoristio priliku da joj poželi dobrodošlicu na svoj način. Kad je sa Franjom i Dunjom došla na snimanje reklame za "Zen", Angelina je bila ljubomorna kada je ugledala Moniku koja u reklami glumi uz Franja. Igor i dalje dovodi nepoznate devojke kući, a Marijana je otkrila zbog čega onaj iznad njih pušta tako glasno muziku. Franjo je porazgovarao sa Angelinom u vezi njenog "napada" na njegovu koleginicu Moniku i dao joj savet da paze šta govore ljudima kako se ne bi otkrilo zamensko majčinstvo. Ivica se posvađao sa Juretom i Eleonorom i tada je rekao zbog čega je došao iz Nemačke u Zagreb.Pojava Petra Novak. |                    |                 |                   | |                    |
| 754 | 144                | „Epizoda 4.144” | Mladen Đukić      | Ivana Milković, Aleksandar Krištek, Ivan Kovač, Milijan Ivezić, Tomislav Hrpka, Inge Privora, Alan Čubrilo, Iva Ilakovac i Ivana Mišetić                                  | 27. mart 2008      |
| Ivica je doveo Jureta do tolikog besa da je zamalo dobio batine. Karolinu je, pak, brinulo ta da bi Eleonora mogla da ostane u Hrvatskoj duže nego što je ona pretpostavila. Marinko se poverio Eleonori u vezi Toma. Marijana je koristila Igorovu odsutnost kako bi provela strastveno veče sa Tomom. Marinko je besno odgurnuo Toma pred Nadom što je nju jako začudilo. Petra više nije želela da se oseća potišteno pa je odluči da se zabavi i napravi žensku žurku sa Mirnom i Tinom, ali se na njoj pojavio i Tom. Kada je Angelini iznenada pozlilo pred Karolinom, Franjo je bio prisiljen da kaže da je otac Jakov.Pojava Petra Novak i Jakova Barišića. |                    |                 |                   | |                    |
| 755 | 145                | „Epizoda 4.145” | Mladen Đukić      | Ivana Milković, Aleksandar Krištek, Ivan Kovač, Milijan Ivezić, Tomislav Hrpka, Inge Privora, Alan Čubrilo, Iva Ilakovac i Ivana Mišetić                                  | 28. mart 2008      |
| Jakov je pobesneo na Franja što je lagao Karolinu da je on otac Angelininog deteta. Kad je od Petre čuo šta je bilo sa Tomom, Borna je otišao u kafića kod Nade i zapretio mu da je se okane, a Marinko je tome prisustvovao pa je i on posle očitao bukvicu Tomu. Angelina i Franjo su saopštili Dunji šta je bilo u "Zenu". Tina je ponovo krenula da muva Bornu, ali je on to muški odbio. Marijani i Igoru je došao sused koji se požalio na Marijanu i Toma da su preglasni dok vode ljubav. To je naljutilo Igora koji je u napadu besa pokušao da iznese krevet iz stana. Dok se Angelina svađala sa Franjovom koleginicom Monikom zbog njenih nabacivanja njemu, iza njih dve se pojavila Dunja.Pojava Petra Novak i Jakova Barišića. |                    |                 |                   | |                    |
| 756 | 146                | „Epizoda 4.146” | Dario Juričan     | Ivana Milković, Aleksandar Krištek, Ivan Kovač, Milijan Ivezić, Tomislav Hrpka, Inge Privora, Alan Čubrilo i Ivana Mišetić                                                | 31. mart 2008      |
| Dunja je razdvojila Angelinu i Moniku koju je izbacila iz prostorije, a onda je ispričala Franju šta je bilo pošto se pojavio sa Jakovom. Jakov je kasnije razgovarao sa Angelinom i objasnio joj da se to samo pojavljuje zbog hormona jer je u drugom stanju. Luka se vratio iz Vatikana i prvo je posetio Petru, a nežan trenutak između njih dvoje prekinuo je Borna. Marinko je rekao Luki da treba da bude odlučan u svom nastupu prema Petri. Igor je izbacio stari i kupio novi krevet. Pri premeštaju kreveta, Marijana i Igor su se našli u neobičnom položaju, a u tom trenutku je ušao Tom koji se naljutio na nju. Igor je bio presrećan jer je mislio da mu se opet ukazala prilika za "protivnapad", međutim, Marijanin izliv besa ga je ostavio zatečenim.Pojava Petra Novak i Jakova Barišića. |                    |                 |                   | |                    |
| 757 | 147                | „Epizoda 4.147” | Dario Juričan     | Ivana Milković, Aleksandar Krištek, Ivan Kovač, Milijan Ivezić, Tomislav Hrpka, Inge Privora, Alan Čubrilo i Ivana Mišetić                                                | 1. april 2008      |
| Marijana je izbacila iz sebe sve šta misli, a Tom je bio srećan što je oplela po Igoru, ali dočekalo ga je iznenađenje − Marijana se okrenula i protiv njega. Dunja je bila prinuđena da kaže Karolini da je Angelina trudna i da je Jakov otac. Igor se od muke napio kod Nade u kafiću, a Tom ga je odveo kući što je iznenadilo Marijanu. Eleonora je dala Luki i Petri zamisao za izložbu. Luka se borio sa svojim osećajima prema Petri, a ona je prema Tininom savetu pokušala da sazna da li je Luka srećan kao sveštenik. Kad je Nada bila kod Dunje u salonu i čestitala Angelini trudnoću i malo joj pričala kako je to, Franjo je primetio da Dunji nije prijatno. Karolina je prenela Borni da će Jakov postati otac, a on je to ispričao Tini i Petri... ali i Matetu. Eleonora i Jure su uhvatili Ivicu i Laru u škakljivom stanju.Pojava Petra Novak i Jakova Barišića. |                    |                 |                   | |                    |
| 758 | 148                | „Epizoda 4.148” | Dario Juričan     | Ivana Milković, Aleksandar Krištek, Ivan Kovač, Milijan Ivezić, Tomislav Hrpka, Inge Privora, Alan Čubrilo i Ivana Mišetić                                                | 2. april 2008      |
| Ivica je ispratio Laru, a Juretov i Karolinin stav o njoj se kosio sa Eleonorinim. Marijana je saznala kako je Igor mnoštvu svojih devojaka obećao posao u vinariji kod Jureta predstavljajući se kao direktor iste, ali i da se on razboleo. Mirna i Borna su upoznali Ivicinu drugaricu (možda buduću devojku) Laru. Jakov je nastavio da laže da je on otac Angelininog deteta, a Angelini je postalo sve teže da krije svoju ljubav prema Franju sa kim je bila u kupovini stvari za bebe. Eleonora je od Nade saznala za Karolininu prošlost pa se sukobila sa Juretom zbog koristi dece.Pojava Jakova Barišića. |                    |                 |                   | |                    |
| 759 | 149                | „Epizoda 4.149” | Dario Juričan     | Ivana Milković, Aleksandar Krištek, Ivan Kovač, Milijan Ivezić, Tomislav Hrpka, Inge Privora, Alan Čubrilo i Ivana Mišetić                                                | 3. april 2008      |
| Eleonora nije želela da se povuče pred nasrtajima Karoline jer su joj bila bitna samo njena deca. Ivica se nadao da će mu se mama što pre vratiti u Nemačku. I Tom i Marijana su se razboleli posle Igora pa je Marijana pozvala Toma da bude kod nje. Nada im je došla u posetu, a jedna Tomova opaska ju je naljutila pa je otišla, a Marijani nije bilo drago što je Tom bio takav prema njoj. Tina je pokušala da ostane nasamo sa Bornom kako bi ponovo uspela da ga zavede. Marinko je odbranio Luku i Petru od Tomovog izazivanja. Eleonora je izjavila kako želi da ostane u Hrvatskoj zbog dece. Karolina je ostala zaprepašćena – dobila je sebi ravnu protivnicu.Pojava Petra Novak i Jakova Barišića. |                    |                 |                   | |                    |